# فريبورغ
فريبورغ أو فريبورج (
تنطق بالفرنسية: [fʁibuʁ]
; (بالفرنسية: Fribôrg/Friboua)‏, 
نطق فرنسي: [fʁibwa]  ( أنصت)
; (بالألمانية: Freiburg)‏ أو Freiburg im,  ‎[ˈfrib̥ʊrɡ]‏; (بالإيطالية: Friburgo)‏ أو Friborgo; (بالرومانشية: Friburg)‏) هي عاصمة كانتون فريبورغ السويسرية ومنطقة سارين. وهي تقع على جانبي نهر سان/سارين، على الهضبة السويسرية، وتشكل أهمية اقتصادية، والمركز الإداري والتربوي على الحدود الثقافي بين ألمانيا وفرنسا. المدينة القديمة وهي واحدة من أفضل المدن التي احتفظت بها سويسرا، تقع على تلة صخرية صغيرة فوق وادي سارين.

## نظرة عامة
فريبورغ، الواقعة على صخرة جبلية ناتئة، محاطة بنهر سان من ثلاثة جوانب. وهي واحدة من أكبر المدن التي تعود إلى العصور الوسطى في أوتشلاند. حيث توجد فيها أكثر من 200 واجهة من المباني القوطية التي يعود تاريخها إلى القرن الخامس عشر والتي تنقل سحر العصور الوسطى إلى المدينة القديمة.
كانت الأسوار الممتدة على مسافة تتجاوز 2 كيلومتر تستخدم لحماية المدينة في العهود القديمة. هذا وتتم المحافظة على بقايا الجدران، الأبراج والحصون حتى هذا اليوم. إلا أن الأكثر إذهالاً هو كاتدرائية فريبورغ المتميزة بنوافذها الجميلة والمصنوعة من الزجاج الملون. بدأت أعمال بناء الكاتدرائية في عام 1283 واستمر على عدة مراحل. خصصت هذه الكاتدرائية إلى سانت نيكولاس، وهي تتفاخر بالبرج المشاد فيها والذي يبلغ ارتفاعه 74 متر والذي يوفر إطلالة بانورامية مذهلة.
منطقة أخرى تستحق المشاهدة هي كنيسة لوريتو الصغيرة والتي تعود إلى بداية عصر الباروك والمصممة على الطراز الإيطالي. كما وينقلكم قطار جبلي مائل معلق من حي نويفيفيل (في لور تاون) صعوداً باتجاه منطقة المشاة في أبر تاون. هذا وتعتبر فريبورغ مدينة جامعية تنبض بالحياة، حيث يجتمع فيها العديد من الطلاب من كل أنحاء العالم، مما يجعل منها حاضرة عالمية مصغرة متعددة الأوجه. تصطف في الأزقة الضيقة صفوف من المتاجر الصغيرة، محلات التحف، مقاهي الطلاب والمطاعم، والتي تقدم الأطباق المميزة المحلية والعالمية.
واحدة من الوجهات المفضلة لمحبي الفن هي متحف مخصص لأعمال الفنانين اسباس جان تينغلي ونيكي دي سان فال والموجود ضمن مكان كان سابقاً مستودع ترام. يوجد المزيد من أعمال الفنانين المذكورين في مسار المنحوتات ضمن وسط المدينة. كما وتعرض أعمال من الفن الحديث في غاليري فري أرت (الفن الحر). أما الأطفال فإنهم سوف يعشقون متحف الدمى أو متحف التاريخ الطبيعي التعليمي بامتياز.

## الجغرافيا

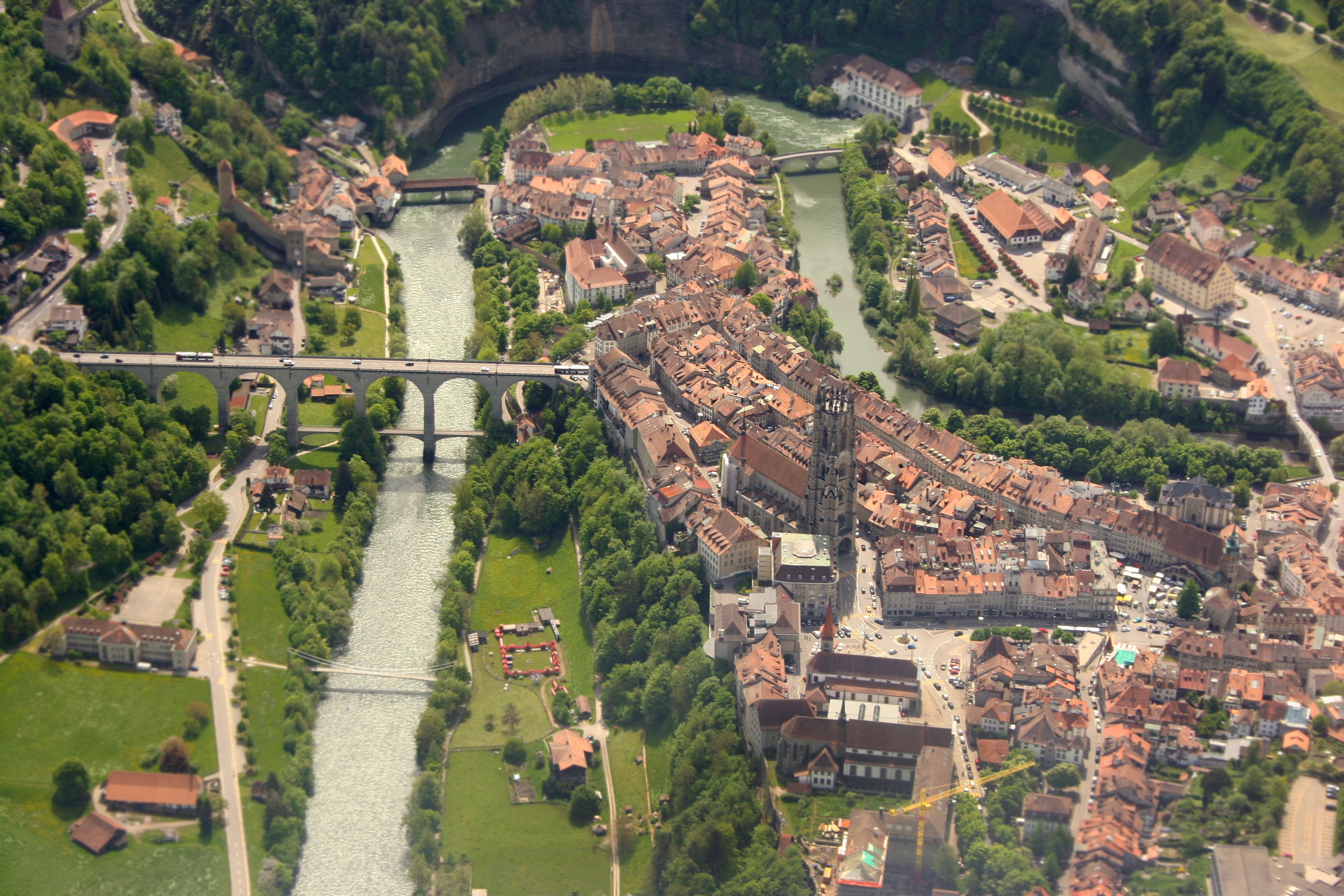
منظر جوي لمدينة فريبورغ القديمة، في أيار/مايو عام 2013

فريبورغ لديه ارتفاع 581 متر (1,906 قدم) (في البلدة القديمة)، وتقع 28 كيلومترا (17 ميل) جنوب غرب برن. وهي تقع على الهضبة السويسرية، وتمتد على كلا الجانبين من نهر سان/سارين، والتي، في محيط فريبورغ، وخفضت عميقا في المولاس. وتقع في المدينة القديمة على تلة، على بعد أمتار فقط حوالي 100 (330 قدم) واسعة، والتي ترتفع نحو 40 مترا (130 قدم) فوق قاع الوادي. وتقع معظم أرباع المدينة على هضبة عالية والتلال المحيطة بها، والتي لها معدل ارتفاعها 620 مترا (2,030 قدم). يتم تسوية قاع الوادي فقط في المنطقة المحيطة مباشرة بالمدينة القديمة.

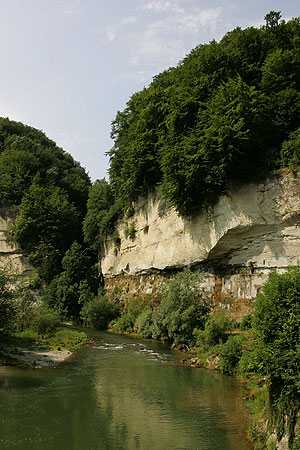
وادي سارين قرب فريبورغ

فريبورغ تبلغ مساحتها، اعتباراً من عام 2009، 9.3 كيلومتر مربع (3.6 ميل مربع). في هذا المجال،1.25 كم 2 (0.48 ميل مربع) أو 13.4 ٪ تستخدم للأغراض الزراعية، بينما 1.58 كم 2 (0.61 ميلمربع)، أو17.0% يتم تشجيرها من بقية الأرض، 5.89 كم 2 (2.27 ميل مربع) أو 63.3٪ تتم تسوية (مباني وطرق)، وهو 0.53 كم 2 (0.20 ميل مربع) أو 5.7 في المائة أما من الأنهار أو البحيرات 0.07 كم 2 (17 فدان) أو 0.8% من الأراضي غير المنتجة.
من المساحة المبنية، جعلت المباني الصناعية بنسبة 4.5٪ من المساحة الإجمالية للمباني السكنية وبينما تتكون 34.5٪، والبنية التحتية للنقل تتكون 15.2٪. جعلت السلطة والبنية التحتية للمياه فضلا عن غيرها من المناطق المتقدمة الخاصة بنسبة 1.6٪ من المساحة بينما الحدائق والأحزمة الخضراء والملاعب الرياضية تتكون 7.5٪. للخروج من الأراضي الحرجية، 14.4٪ من المساحة الكلية للأراضي هي غابات كثيفة وغطت 2.6٪ مع البساتين أو مجموعات صغيرة من الأشجار. من الأراضي الزراعية، ويستخدم 6.9٪ لزراعة المحاصيل و 6.0٪ غير المراعي. من المياه في البلدية، 1.7٪ هي في البحيرات و 4.0٪ في الأنهار والجداول.

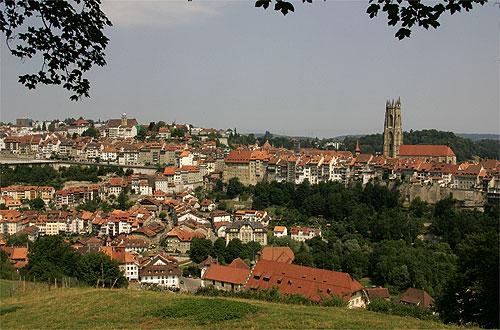
مشاهدة من أعلى فريبورغ

منطقة البلدية، هي صغيرة نسبيا للمدينة، تبلغ مساحتها من مولاس في الجزء المركزي من «كانتونفريبورغ». يتم قطع المنطقة عن طريق من الجنوب إلى الشمال بشكل محكم تجرح «نهر» سان/سارين، مما أدى إلى تآكل وادي، في بعض الأماكن، إلى عمق 100 متر (330 قدم) أدناه على الهضبة المحيطة بها. وبصفة عامة، الكلمة وادي بين 200 و 500 متر (660 و 1,640 قدم) على نطاق واسع. سي-بيغول، شكلتها كخزان مايجراوجي السد، «السد الجاذبية» الأولى في أوروبا، وفي عام 1872، وقعت جنوبي المدينة.رئيس شيفينينسي وتقع فقط على بعد كيلومتر واحد (0.62ميل) شمال المدينة. في كل من هذه البحيرات الاصطناعية، تغطي ما يقرب من قاع الوادي سان/ساري بأكمله.
التلال تحيط من كلا الجانبين، المشجرة إلى حد كبير، والمنحدرات. إلى الشرق، البلدية وتصل سفوح جبل سكهنبرغ، مع ارتفاع 702 متر (2,303 قدم)، هو أعلى نقطة في فريبورغ ونهر جالتيرا وقطع أيضا بالغ في الهضبة، بين الجبل والنهر، وأيضاً قطع عميقا في الهضبة، يتدفق بين الجبل والنهر، ويصب في سان/سارين بالقرب من المدينة القديمة. وتقع القرية السابق من بورجويلون داخل البلدية. حدود فريبورغ في دٍودٍيناجين وتافيرس في الشرق، بيرافورتشا في جنوب شرق البلاد، ومارلي في الجنوب، فيلار-سور-جلاًنو وجيفيسيز إلى الغرب ومن باككوت جرانجيس إلى الشمال.

### الطقس
| البيانات المناخية لـفريبورغ/ بوسو(1981-2010) | البيانات المناخية لـفريبورغ/ بوسو(1981-2010) | البيانات المناخية لـفريبورغ/ بوسو(1981-2010) | البيانات المناخية لـفريبورغ/ بوسو(1981-2010) | البيانات المناخية لـفريبورغ/ بوسو(1981-2010) | البيانات المناخية لـفريبورغ/ بوسو(1981-2010) | البيانات المناخية لـفريبورغ/ بوسو(1981-2010) | البيانات المناخية لـفريبورغ/ بوسو(1981-2010) | البيانات المناخية لـفريبورغ/ بوسو(1981-2010) | البيانات المناخية لـفريبورغ/ بوسو(1981-2010) | البيانات المناخية لـفريبورغ/ بوسو(1981-2010) | البيانات المناخية لـفريبورغ/ بوسو(1981-2010) | البيانات المناخية لـفريبورغ/ بوسو(1981-2010) | البيانات المناخية لـفريبورغ/ بوسو(1981-2010) |
| الشهر                                        | يناير                                        | فبراير                                       | مارس                                         | أبريل                                        | مايو                                         | يونيو                                        | يوليو                                        | أغسطس                                        | سبتمبر                                       | أكتوبر                                       | نوفمبر                                       | ديسمبر                                       | المعدل السنوي                                |
| -------------------------------------------- | -------------------------------------------- | -------------------------------------------- | -------------------------------------------- | -------------------------------------------- | -------------------------------------------- | -------------------------------------------- | -------------------------------------------- | -------------------------------------------- | -------------------------------------------- | -------------------------------------------- | -------------------------------------------- | -------------------------------------------- | -------------------------------------------- |
| متوسط درجة الحرارة الكبرى °م (°ف)            | 3.7 (38.7)                                   | 5.4 (41.7)                                   | 9.9 (49.8)                                   | 13.6 (56.5)                                  | 18.5 (65.3)                                  | 21.8 (71.2)                                  | 24.6 (76.3)                                  | 24.1 (75.4)                                  | 19.6 (67.3)                                  | 14.5 (58.1)                                  | 8.0 (46.4)                                   | 4.3 (39.7)                                   | 14.0 (57.2)                                  |
| المتوسط اليومي °م (°ف)                       | −0.1 (31.8)                                  | 0.9 (33.6)                                   | 4.7 (40.5)                                   | 8.0 (46.4)                                   | 12.7 (54.9)                                  | 16.0 (60.8)                                  | 18.4 (65.1)                                  | 17.7 (63.9)                                  | 13.7 (56.7)                                  | 9.5 (49.1)                                   | 3.9 (39.0)                                   | 0.9 (33.6)                                   | 8.9 (48.0)                                   |
| متوسط درجة الحرارة الصغرى °م (°ف)            | −3.2 (26.2)                                  | −2.8 (27.0)                                  | 0.4 (32.7)                                   | 2.9 (37.2)                                   | 7.4 (45.3)                                   | 10.6 (51.1)                                  | 12.7 (54.9)                                  | 12.3 (54.1)                                  | 9.0 (48.2)                                   | 5.7 (42.3)                                   | 0.8 (33.4)                                   | −1.9 (28.6)                                  | 4.5 (40.1)                                   |
| الهطول مم (إنش)                              | 57 (2.2)                                     | 55 (2.2)                                     | 72 (2.8)                                     | 84 (3.3)                                     | 126 (5.0)                                    | 115 (4.5)                                    | 113 (4.4)                                    | 117 (4.6)                                    | 100 (3.9)                                    | 91 (3.6)                                     | 74 (2.9)                                     | 72 (2.8)                                     | 1٬075 (42.3)                                 |
| متوسط تساقط الثلوج سم (إنش)                  | 13.7 (5.4)                                   | 16.2 (6.4)                                   | 11 (4.3)                                     | 2.4 (0.9)                                    | 0 (0)                                        | 0 (0)                                        | 0 (0)                                        | 0 (0)                                        | 0 (0)                                        | 0.2 (0.1)                                    | 6.4 (2.5)                                    | 12.8 (5.0)                                   | 62.7 (24.7)                                  |
| متوسط أيام هطول الأمطار (≥ 1.0 mm)           | 10.2                                         | 9.5                                          | 10.6                                         | 10.7                                         | 13.4                                         | 11.4                                         | 10.6                                         | 10.5                                         | 8.9                                          | 10.4                                         | 10.6                                         | 10.3                                         | 127.1                                        |
| متوسط الأيام المثلجة (≥ 1.0 cm)              | 3.8                                          | 4.1                                          | 2.5                                          | 0.9                                          | 0                                            | 0                                            | 0                                            | 0                                            | 0                                            | 0.1                                          | 1.5                                          | 3.1                                          | 16                                           |
| متوسط الرطوبة النسبية (%)                    | 86.7                                         | 81.6                                         | 75.2                                         | 72.5                                         | 72.8                                         | 71.5                                         | 68.5                                         | 72.4                                         | 78.1                                         | 84.3                                         | 86.2                                         | 86.9                                         | 78.1                                         |
| المصدر: MeteoSwiss                           |                                              |                                              |                                              |                                              |                                              |                                              |                                              |                                              |                                              |                                              |                                              |                                              |                                              |

## التاريخ
تمت تسوية المنطقة المحيطة في فريبورغ منذ العصر الحجري الحديث. وتشمل هذه بعض أدوات الصوان التي وجدت بالقرب من بورجويلون، وكذلك الفأس الحجري والأدوات البرونزية. معبر النهر يقع في المنطقة منذ الحقبة الرومانية. بيد أن النشاط الرئيسي في الهضبة السويسرية تجاوز المنطقة إلى الشمال، وبدلاً من ذلك كانت تتمحور حول وادي نهر بري وأفينتيكوم. ولذلك تم العثور على بضعت بقايا من العصر الروماني في فريبورغ. وتشمل هذه آثار الجدار أساسا في السهول قرب بيغول.

### العصور الوسطى

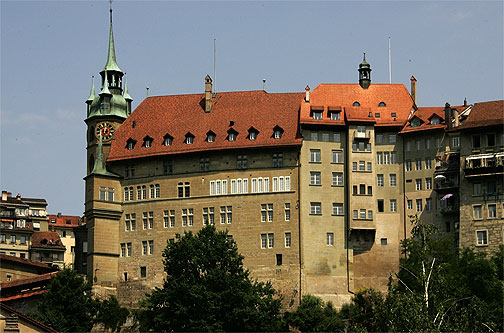
قاعة مدينة فريبورغ

تأسست المدينة عام 1157 من قبل برتشتولد فون. يشتق اسمها من فري الألمانية (فري) وبورغ (الحصن). في الجزء الأكثر قدماً تقع على شبه جزيرة السابقة في نهر سارين، وحمايتها من ثلاث جهات المنحدرات الحادة. مدينة دافع بسهولة لتعزيز وتوسيع نطاق سلطتهم في الهضبة السويسرية في المنطقة الواقعة في بين أرى في نهر سان/سارين.
بدأت من وقت إنشائها، دولة-مدينة في البداية، وكانت تقع الأراضي تحت سيطر عليه بعض المسافات البعيدة. عندما مات دوقات خارجاً في عام 1218، نقلت المدينة إلى الأسرة كبورغذات. ومنحت المدينة امتيازاتها السابقة وكتب القوانين البلدية في هاندفيستي في عام 1249، والتي أُنشئت المنظمات القانونية والمؤسسية والاقتصادية. ووقعت عدة معاهدات مع دول المدن المجاورة، بما في ذلك أفينتشيس في عام (1239) وبرن في عام (1243) ومورتين (اوسوب) في عام (1245).

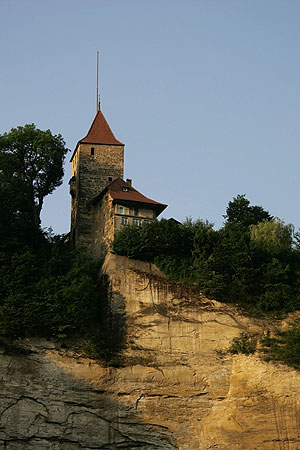
برج دي بورجويلون

بيعت المدينة هابسبورغ في عام 1277. التجارة والصناعة بدأ لها في منتصف قرن الثالث عشر. في فترة مبكرة، فريبورغ تتكون من ثلاث مناطق متميزة داخل المدينة: بورغ، ونيوينشتات (لا نوففيل)، وسبيتال. المدينة شهدت نمواً سريعاً، مما أدى إلى توسيع نطاقها: توسيع منطقة بورغ إلى الغرب في عام 1224، وأنشئت بلده عبر النهر في عام 1254، وبدأت التنمية في عام 1280 قرب «مكان بيثون». وتعكس هذه التوسعات الطفرة الاقتصادية في فريبورغ. كان سيطرت فريبورغ في القرن الرابع عشر على التجارة، وإنتاج القماش، والجلود، والتي رفعتها في عام 1370 شهرة المدينة في أوروبا الوسطى. وشاركت فريبورغ في عام 1339، جنبا إلى جنب مع هابسبورغ ومقاطعة بورغونيا في «معركة لوبين» ضد بيرن وحلفائها «الكونفدرالية السويسرية».
تم تجديد معاهدة مع برن في عام 1403. وبدأ قادة المدينة اكتساب الأراضي، والتي جلبت المزيد من الأراضي المجاورة تدريجيا تحت سيطرتهم. وضعت هذا العمل الأرض لكانتون فريبورغ.وفي عام 1442 كانت المدينة تحت السيطرة وجميع الأراضي داخل حوالي 20 كيلومترا (12 ميل)، على كلا الجانبين من سان. لذا كان يسيطر عليه مباشرة من قبل قادة المدينة، وليس من قبل أي إدارة وسيطة.
تشكلت في منتصف القرن الخامس عشر في صراعات عسكرية مختلفة وسببت هذه الحرب خسائر كبيرة ضد سافوي. نما تأثير على المدينة سافوا وهابسبورغ تنازلت لهم في عام 1452. وظلت تحت سيطرة سافوي حتى حروب برغندي في عام 1477. كما حليفا برن، وشاركت فريبورغ في حرب ضد تشارلز الأول من بورجوندي، وبالتالي جلب المزيد من الأراضي الواقعة تحت سيطرتها.

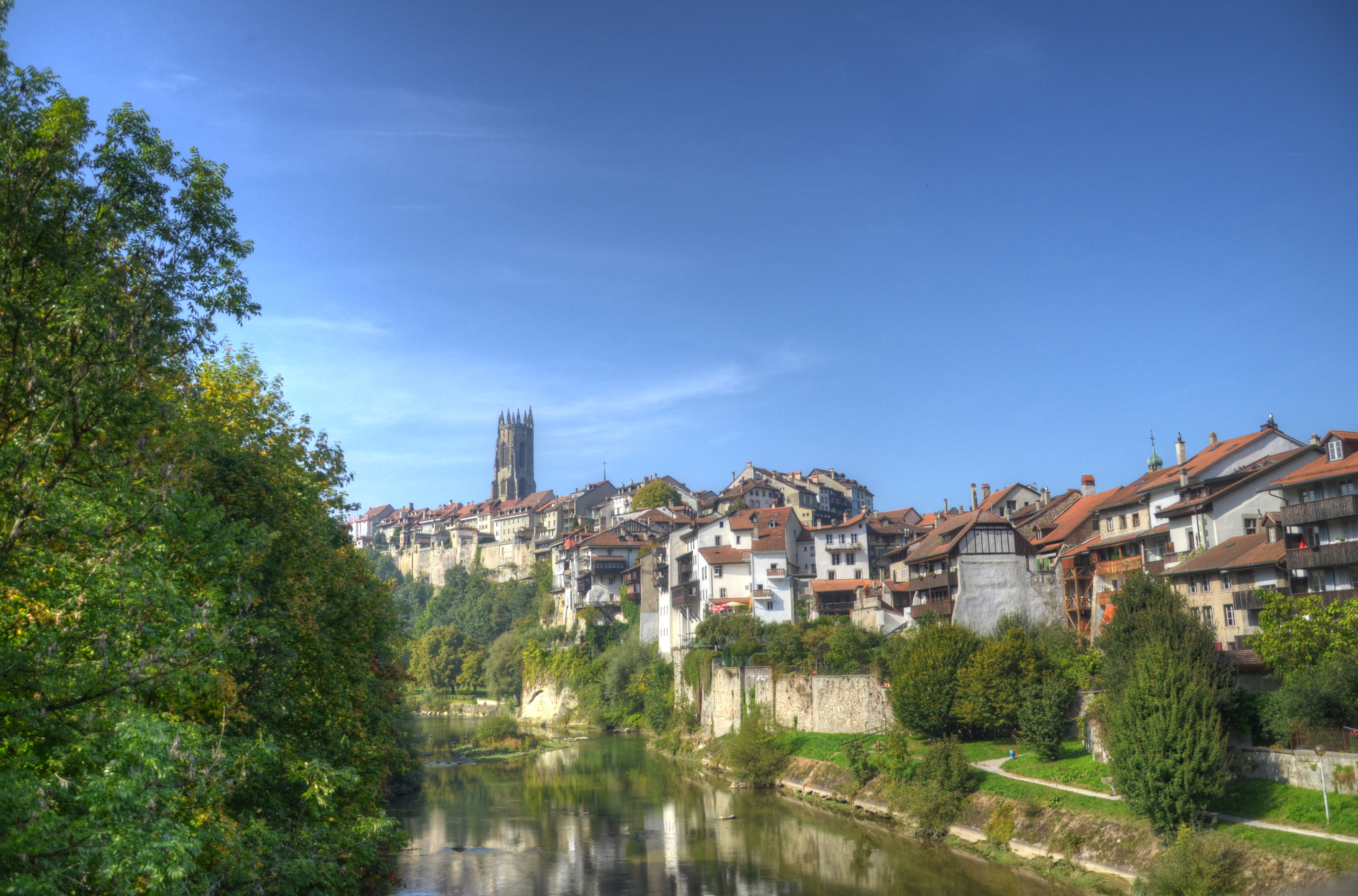
فريبورغ

بعد أن أطلق سراح المدينة من نفوذ سافوي، بلغت مركز مدينة إمبراطورية حرة في عام 1478. وفي انضمت إلى الاتحاد الكونفدرالي السويسري" في عام 1481، تأثرت فريبورغ فترة طويلة السويسرية والأوروبية الكاثوليكية. في القرن السادس عشر، واصلت فريبورغ في النمو، لأول مرة في أعقاب غزو وادتلاند (باي دو فو) في عام 1536 مع مساعدة من برن، ثم في عام 1554 ومن خلال ضم الأراضي التي تسيطر عليها سابقا من قبل عدد من (غرويير).
العديد من العائلات البارزة وضعت نتيجة للتجارة القماش والجلود، في بداية القرن الرابع عشر، بما في ذلكجوتراو، لانتين، أفري، ديسباتش (أصلاً من برن)، فون دير، فيجيلي وويك. جنبا إلى جنب مع النبلاء المحلية (أسر ماجينبيرج، فيلاج، مونتيناتش، انجليسبيرج وبرارمان) شكلو الطبقة الارستقراطي في القرن الخامس عشر. وهذا ساهم في تراجع تجارة القماش، كما شاركت الأسر في الصناعة بدأت تشعر بالقلق أكثر مع الإدارة المدينة وحيازاتها المحيطة بها.
وتم التوصل إلى معلما هاما لسياسة المدينة في عام 1627، عندما وضعت النبلاء دستور جديد، والذي أعلنوا فيه أنهم كانوا الشعب الوحيد قادر على حكم المدينة، ومما سيطرت على جميع حقوق التصويت. وهذا الموحد الأوليغارشية التي كانت قد بدأت تشكل في وقت مبكر من القرن الخامس عشر.

### أهمية الأديرة والكنائس في فريبورغ

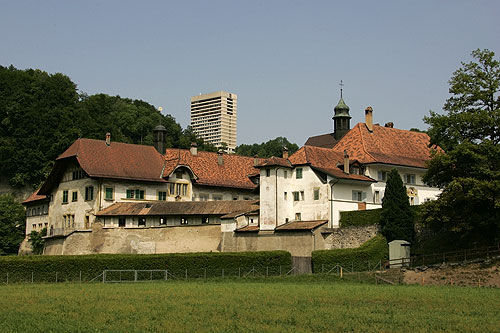
دير مايجراوجي في فريبورغ

أديرة فريبورغ شكلت دائماً مركزا للثقافة الدينية، التي تشمل العمارة والنحت والرسم، وقدأسهمت في ثقافة المدينة. دير الفرنسيسكان وقد تبرعت بها جاكوب فون ريجيسبيرج في عام 1256. وفي أوقات المبكرة كانت مرتبطة ارتباطاً وثيقا بمجلس المدينة، نظراً لأنه يسكن مدينة محفوظواستخدمت في كنيسة دير لاجتماعات المدينة حتى عام 1433. تأسست دير اوغسطيني في منتصف القرن الثالث عشر، ويحظى بدعم الأسرة فيلاج النبيلة لفترة طويلة. بالإضافة إلى ذلك، موجودة منذ عام 1255 الدير مايجراوجي، وقد تنتمي إلى سسترسنس منذ عام 1262. مؤسسة هامة كان المستشفى العام، افتتح في منتصف القرن الثالث عشر، والتي تقدم خدمات للفقراء.
أثناء الإصلاح في بقي فريبورغ الكاثوليكية وعلى الرغم من أنها كانت محاطة تقريبا «برن البروتستانتية». وهذا أدى إلى نزاعات متكررة أكثر من الدين في المناطق الحدودية، وفي المناطق الخاضعة للاشتراك مع فريبورغ وبرن. وكانت المدينة مركزا رئيسياً للإصلاح ومكافحة. وفي نهايةالقرن السادس عشر وبداية القرن السابع عشر، تم إنشاء أديرة جديدة في المدينة، بما في ذلك: الكبوشيون دير عام (1608)، في أواخر بيسمبيرج عام (1621)، ودير أورسوليني عام (1634)، ودير فيسيتانديني عام (1635). وكان الدير الأكثر نفوذا بيد أن اليسوعيين التي ساهمت إلى حد كبير إلى التقدم والازدهار للمدينة. أِنشئت كلية مايكل سانت في عام 1582، وكلية اللاهوت التي شكلت الأساسل جامعة فريبورغ. كما بدأ اليسوعيون مفهوم صحافة موضوعية. وفي عام 1613 أصبح فريبورغ مقر «أسقف لوزان»، منظمة الصحة العالمية، بعد الإصلاح، اضطرت أولاً إلى إيفيان، ومن ثم إلى المنفى في بورجوندي. اليوم هو مقر أبرشية لوزان وجنيف وفريبورغ.

### 1780–1809

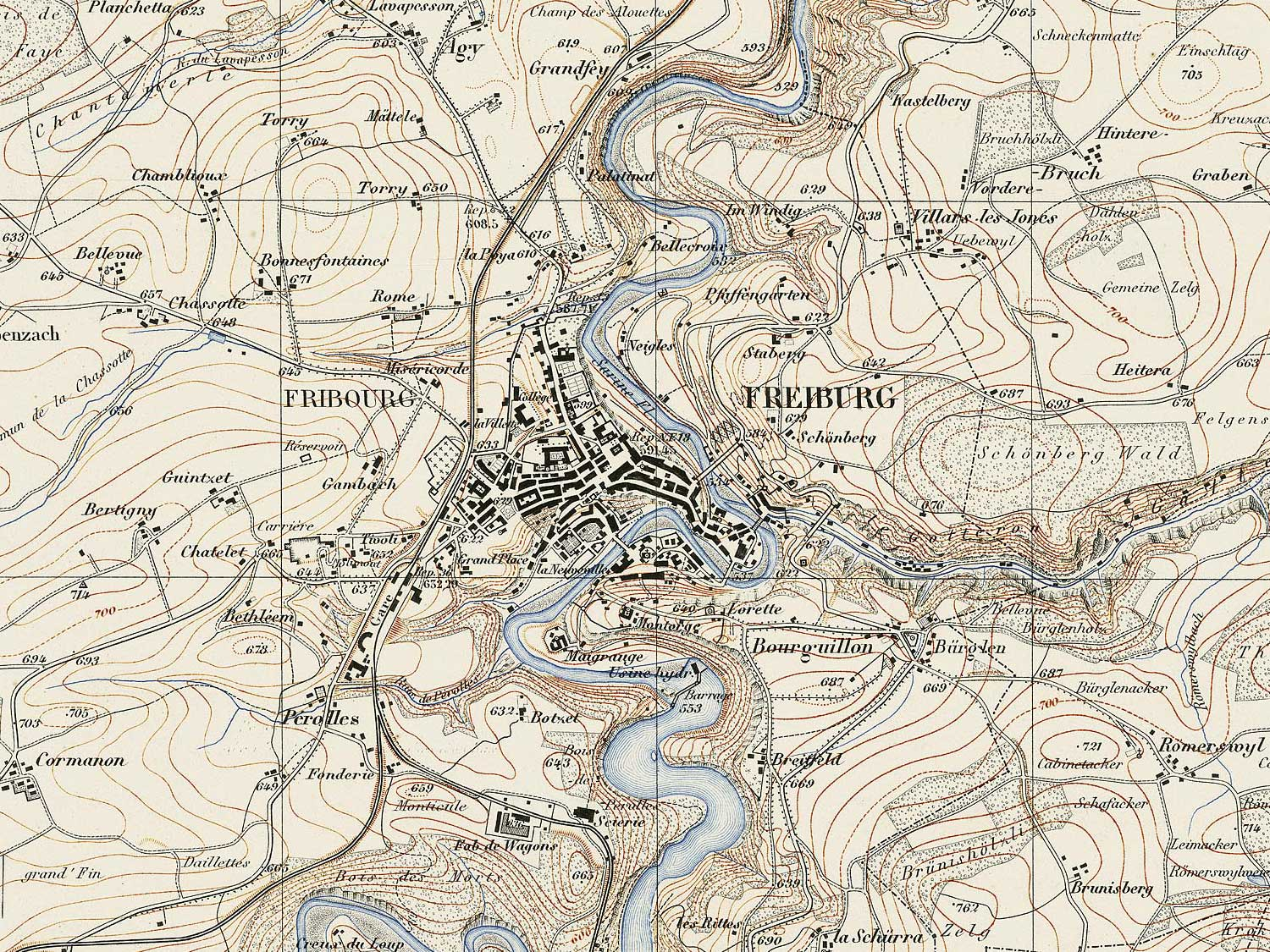
فرايبورغ، والمناطق المحيطة بها في "الأطلس سيغفريد" (1874)

شغل جميع المناصب ذات النفوذ في المدينة النظام الارستقراطي قوي، تتكون من الأسر لا يزيد عن 60 وتهيمن على كل الساحات السياسية والاجتماعية، والاقتصادية والثقافية في فريبورغ. فيعدة مناسبات غير سعيدة المواطنين انضم معا محاولة تمرد، بما في ذلك في عام 1781 تحت قيادة بيير نيكولا تشينو. هذه الثورات قمعت بمساعدة من قوات بيرن. غزت سويسرا بالقوات الفرنسية في عام 1798 مم أدى إلى سقوط هذا انسن. وفريبورغ أصبحت تحت قيادة الفرنسيين في مارس، وتخلت قيادة عن أراضيها. بعد تخلي الأسر عن الحكم أصبح في المدينة أول انتخابات بلدية ونتخب جاندي مونتيناتش أول عمدة. مع إدخال «قانون الوساطة» تحت حكم نابليون في عام 1803، نفذ فصل مدينة فريبورغ من كانتون به أخيرا. وقدم رأس المال من المنطقة ومابين عام 1803 وعام 1809 أصبحت فريبورغ كانتون وكانت واحدة من كانتونات سويسرا.

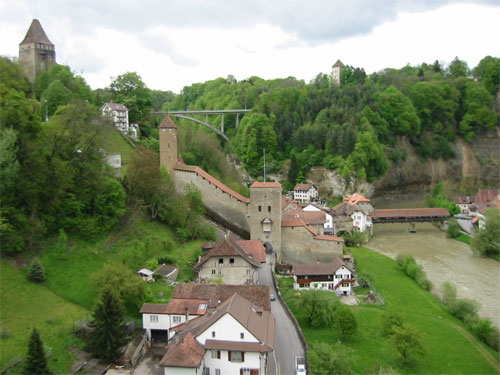
نهر سان/سارين قرب المدينة

### العصر الحديث
في القرن التاسع عشر لاحقاً وفي القرن العشرين التي أحدثت تغييرات جذرية للثقافة والطبيعة المادية في المدينة. في عام 1848 سور المدينة كان جزئيا مُهدمَ وبناء جسر جديد عبر سان/سارين. وتم افتتاح خط السكك الحديدية في ميدلاند من خلال المدينة في عام 1862، أدت إلى وضع "الربع محطة سكة حديد من المدينة. تمكين النقل المحسنة فريبورغ للخضوع للتصنيع. تحول مركز المدينة من المدينة القديمة إلى الربع "محطة القطار" الجديدة. ووضعت مناطق واسعة في بيغول، بيوريجارد وفيجنيتاز مع الصناعة أو منازل حوالي عام 1900. افتتاح الجامعة في عام 1889 وكان حدثاً هاما فيفريبورغ. وكان آخر نعمة اقتصادية للمدينة افتتاح الطريق السريع أ 12 القريبة.

## التركيبة السكانية
فريبورغ، يبلغ عدد سكانها (اعتباراً من كانون الأول/ديسمبر 2013) 37,485. اعتباراً من عام 2008، هي 31.9 في المائة من السكان المقيمين الأجانب. على مدى السنوات العشر الماضية (2000 – 2010) قد تغير السكان بمعدل 8.3 في المائة. الهجرة تمثل نسبة 8.1 في المائة، بينما بلغت نسبة الولادات والوفيات 0.9 في المائة. فريبورغ هي أكبر مدينة في «كانتون فريبورغ». نما سكان فريبورغ ملحوظا في بداية القرن العشرين، وكذلك من عام 1930 إلى عام 1970. وتم التوصل إلى السكان الحد الأقصى من 42,000 في عام 1974. ومنذ ذلك الحين، كان هناك فقدان سكان من حوالي 14%، الذي قد يكون عكس مؤخرا. عدد السكان الذين يحطون من مدينة فريبورغ حوالي 110,000، أو العد فقط أكثر من الضواحي القريبة، 70,000 (2013).وهذا يشمل بلديات أفغي، بيلفاكس، كورمينبووف، جيفيسيز، جرانجيس-باككوت، مارلي، مطر انوفيلار-سوخ-غلان. تشمل جيفيسيز، جرانجيس-باككوت، فيلار-سوخ-غلان، مارلي، فضلا عن كورمينبووف، بيلفاكس، جروليي، البلديات المحيطة ويمتد بقدر جوين دودنغن (الفرنسية) وتافيرس (تأفل الفرنسية) على الضفة اليمنى من سارين. وقد تنصهر نمو التكتل حول مدينة فريبورغ ذاتها مع البلدات المجاورة من فيلار-سوخ-غلان، جيفيسيز، وجرانجيس-باككوت. البلدة من كلاين-سكهنبرغ، البلدة التي ننتمي إلى تافيرس، وقرية أبول، الذي ينتمي إلى دودنغن، تقع على يمين الحافة الشرقية للمدينة. هذا مجال التسوية نفسها، يبلغ عدد سكانها 55,000(2013). اعتباراً من عام 2008، كان السكان 48.8 في المائة من الذكور و 51.2 في المائة من الإناث. كان يتألف السكان من الرجال السويسريون 12,080 (31.8 في المائة السكان) و 6,475 الرجال غير السويسريين (17.0%). ومن نساء السويسريات 13,855 (36.4 في المائة) والمرأة 5,636 منغير السويسريين (14.8%). من السكان في البلدية، ومن ولد في فريبورغ 10,756 أو حوالي 30.3% عاش هناك في عام 2000.
وأيضأ كان هناك 6,394 أو 18.0% الذين ولدوا في نفس المقاطعة، بينما 7,164 أو 20.2 في المائة ولدوا في مكان آخر في سويسرا، و8,981 أو 25.3% ولدوا خارج سويسرا. واعتبارا من عام 2000، الأطفال والمراهقين (0 – 19 سنة) شكلو 19.3 في المائة من السكان، بينما البالغين (20-64 سنة) شكلو 65.8%، وكبار السن (أكثر من 64 سنة) شكلو 14.9 في المائة. واعتبارا من عام 2000، كان هناك 17,825 الناس الذين لم يتزوجو في البلدية. وكان هناك 13,581 الأفراد المتزوجين والأرامل 2,146 أو الأرمل والأفراد 1,995 هم المطلقات. واعتباراً من عام 2000، كان هناك 15,839 من الأسر المعيشية الخاصة في البلدية، وفي متوسط من 2. الأشخاص في الأسرة المعيشية. هناك 7,342 من الأسر التي تتكون من شخص واحد فقط والأسر 687 مع خمسة أفراد أو أكثر. في عام 2000، مجموعة شقق 15,409 (87.0% الإجمالي) بشكل دائم احتلت، بينما الشقق 1,757 (9.9 في المائة) كانت احتلت موسميا والشقق 549 (3.1%) كانت فارغة. كعام 2009، كان معدل بناء الوحدات السكنية الجديدة 5.5 وحدات جديدة كل1000 من السكان. اعتباراً من عام 2003، كان متوسط سعر الإيجار شقة متوسط في فريبورغ 1062.05 فرنك سويسري (CHF) شهرياً ما يعادل (850 دولار أمريكي، 480 جنيه استرليني، 680 يورو سعر الصرف تقريبا من عام 2003). المعدل المتوسط لشقة مكونة من غرفة واحدة كان شعرها 623.40 فرنك سويسري ما يعادل (500 دولار أمريكي، 280 جنيه إسترليني، 400 يورو) وشقة مكونة من غرفتين وكان حوالي 792.47 فرنك سويسري ما يعادل (630 دولار أمريكي، 360 جنيه إسترليني و 510 يورو)، شقة مكونة من ثلاث غرفوكان حوالي 993.14 فرنك سويسري ما يعادل (790 دولار أمريكي، 450 جنيه إسترليني، 640 يورو) وشقة غرفة مكونة من ستة أو أكثر تكلفة في متوسط 1870.76 فرنك سويسري (1500 دولار أمريكي، 840 جنيه إسترليني، 1200 يورو). وكان سعر متوسط شقة في فريبورغ 95.2 في المائة منالمتوسط الوطني 1116 فرنك سويسري. معدل الشواغر في البلدية، في عام 2010، كان 1.45 في المائة.

## السكان عبر التاريخ
عدد السكان عبر التاريخ في الجدول التالي:

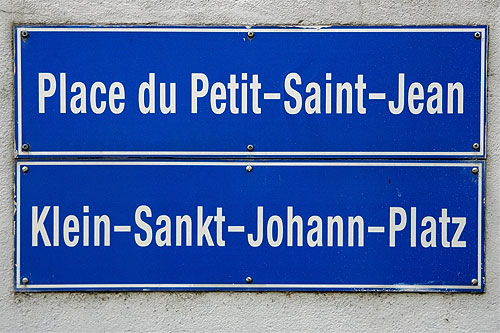
لافتة كتب عليها بٍاللغة الفرنسية والألمانية في فريبورغ

| بيانات السكان    | بيانات السكان | بيانات السكان     | بيانات السكان      | بيانات السكان | بيانات السكان | بيانات السكان | بيانات السكان | بيانات السكان | بيانات السكان | بيانات السكان | بيانات السكان |
| السنة            | إجمالي السكان | الناطقة بالفرنسية | الناطقة بالألمانية | البروتستانت   | كاثوليكي      | آخر           | يهود          | مسلمون        | لا دين معين   | سويسريون      | غير سويسريون  |
| ---------------- | ------------- | ----------------- | ------------------ | ------------- | ------------- | ------------- | ------------- | ------------- | ------------- | ------------- | ------------- |
| القرن الثالث عشر | 2,000-3,000   |                   |                    |               |               |               |               |               |               |               |               |
| 1450             | 6,000         |                   |                    |               |               |               |               |               |               |               |               |
| 1798             | 5,117         |                   |                    |               |               |               |               |               |               |               |               |
| 1811             | 6,200         |                   |                    |               |               |               |               |               |               |               |               |
| 1850             | 9,065         |                   |                    | 511           | 8,554         |               |               |               |               | 8,574         | 491           |
| 1870             | 10,581        |                   |                    | 1,136         | 9,731         |               |               |               |               | 9,794         | 1,110         |
| 1888             | 12,195        | 7,556             | 4,523              | 1,607         | 10,512        | 22            | 74            |               |               | 11,321        | 874           |
| 1900             | 15,794        | 9,701             | 5,595              | 2,395         | 13,270        | 140           | 109           |               |               | 14,208        | 1,586         |
| 1910             | 20,293        | 12,358            | 6,688              | 2,372         | 17,746        | 483           | 121           |               |               | 16,798        | 3,495         |
| 1930             | 21,557        | 13,524            | 7,176              | 2,287         | 19,100        | 393           | 77            |               |               | 19,588        | 1,969         |
| 1950             | 29,005        | 18,286            | 9,630              | 2,834         | 25,826        | 466           | 137           |               |               | 27,069        | 1,936         |
| 1970             | 39,695        | 22,437            | 11,114             | 3,256         | 35,863        | 2,737         | 115           | 101           | 179           | 32,208        | 7,487         |
| 1990             | 36,355        | 21,240            | 8,288              | 3,148         | 29,750        | 5,028         | 63            | 1,132         | 1,641         | 27,632        | 8,723         |
| 2000             | 35,547        | 22,603            | 7,520              | 3,082         | 24,614        | 4,065         | 62            | 1,676         | 2,843         | 25,834        | 9,713         |

## اللغة
معظم السكان (اعتباراً من عام 2000) يتحدثون الفرنسية (22,603 63.6%) كلغتهم الأولى، الألمانية هي ثاني الأكثر شيوعا (7,520 أو 21.2%) والإيطالية هي ثالث (1,359 أو 3.8%). هناك 55 شخصا يتحدثون الرومانشية. لدى فريبورغ لغتين رسميتين، الفرنسية وبشكل واضح تتفوق على الألمانية.
كانت دائما تقع فريبورغ على الحدود اللغة السويسرية، ولكن في الوقت لتأسيس المدينة في القرن الثاني عشر، كان الألمانية اللغة السائدة. على الرغم من أن الألمانية هي اللغة الرسمية للمدينة حتى عام 1800، أصبح الفرنسية تدريجيا أكثر انتشاراً. وساعد ذلك عن طريق التصنيع، الأمر الذي أدى إلى تدفق المهاجرين الناطقين بالفرنسية. منذ التغيرات السياسية في أواخر القرن الثامن عشر وأوائل القرن التاسع عشر، كان السكان الناطقين بالألمانية أقلية. حتى في الألمانية، وغالبا ما يطلق على مدينة "Fribourg" بدلاً من الألمانية "Freiburg"، وهذا يميزها عن فريبورغ ببرايسغاو على حافة الغابة السوداء.

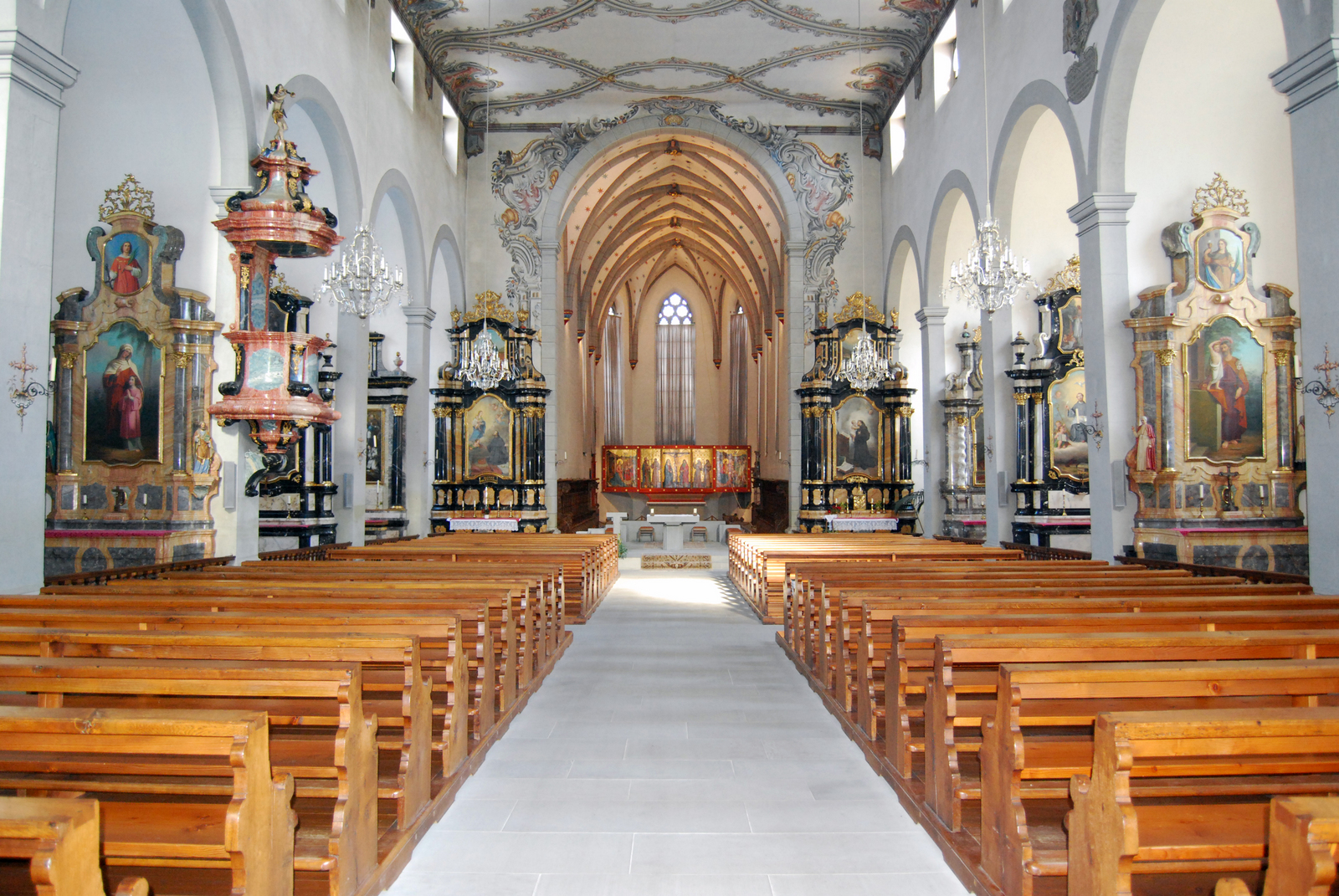
كنيسة كوغدوليى من الداخل

## الدين
من تعداد عام 2000، كان هناك 24,614 ~ 69.2% من الروم الكاثوليك، بينما 2,763 ~ 7.8% ينتمون إلى«الكنيسة البروتستانتية السويسرية». من بقية السكان، كان هناك 443 عضو في الكنيسة الأرثوذكسية (حوالي 1.25 في المائة من السكان)، وكانت هناك 13 شخصا (حوالي 0.04 في المائة من السكان) الذين ينتمون إلى «الكنيسة الكاثوليكية المسيحية»، و 668 فراد (حوالي1.88 في المائة من السكان) الذين ينتمون إلى كنيسة مسيحية أخرى. و 62 من الأفراد (حوالي 0.17 في المائة من السكان) من الديانة اليهودية، ومن 1,676 (حوالي 4.71 في المائة من السكان) من الديانة الإسلامية. و 161 فراد من الديانة البوذية، 71 فراد من الديانة الهندوسية و 43 فراد ينتمون إلى كنيسة أخرى. 2,843 (حوالي 8.00% من السكان) ينتمون إلى لا كنيسة أو ملحد، و 2,509 فراد (حوالي 7.06% من السكان) لا يجيب على السؤال. المدينة ظلت كاثوليكية خلال الإصلاح، وأصبحت منذ مركزا للكاثوليكية. ولديها من المتوسط أكبر عدد من الكنائس والأديرة. وكانت فريبورغ مقر أبرشية لوزان وجنيف وفريبورغ منذ 1613.

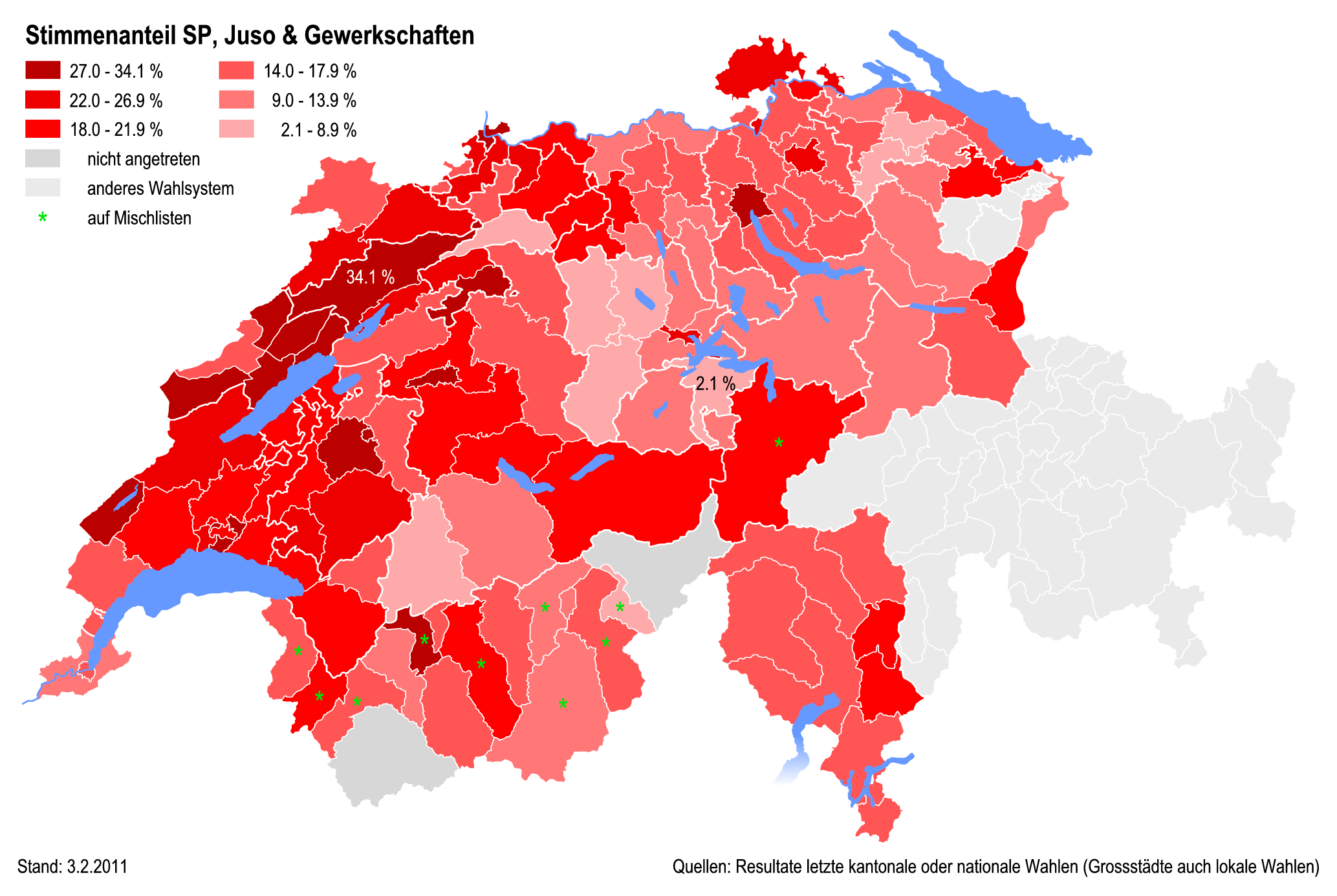
النسب المئوية لحزب الديمقراطي الاجتماعي في سويسرا على مستوى المنطقة في عام 2011

## السياسة
في الانتخابات الاتحادية لعام 2011 كان الحزب الأكثر شعبية SPS والذي حصل على 34.5٪ من الأصوات. وكان ثلاثة أحزاب الأكثر شعبية المقبلة CVP (19.3٪)، وSVP (13.0٪) وحزب الخضر (7.3٪).
حزب SPS تلقى حوالي نفس النسبة من الأصوات كما حدث في عام 2007 في الانتخابات الاتحادية (31.4٪ في عام 2007 مقابل 34.5٪ في عام 2011). وCVP احتفاظ حول نفس شعبية (23.9٪ في عام 2007)، الإبقاء على SVP عن نفس شعبية (14.9٪ في عام 2007) واحتفظ حزب الخضر حول نفس شعبية (10.0٪ في عام 2007). ويلقي ما مجموعه 9538 صوتا في هذه الانتخابات، منها 138 أو 1.4٪ كانوا غير صالحين.

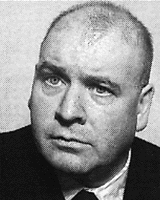
جان بورجكنيتشت سياسي سويسري، وكان أول رئيس لٍبًلدية فريبورغ

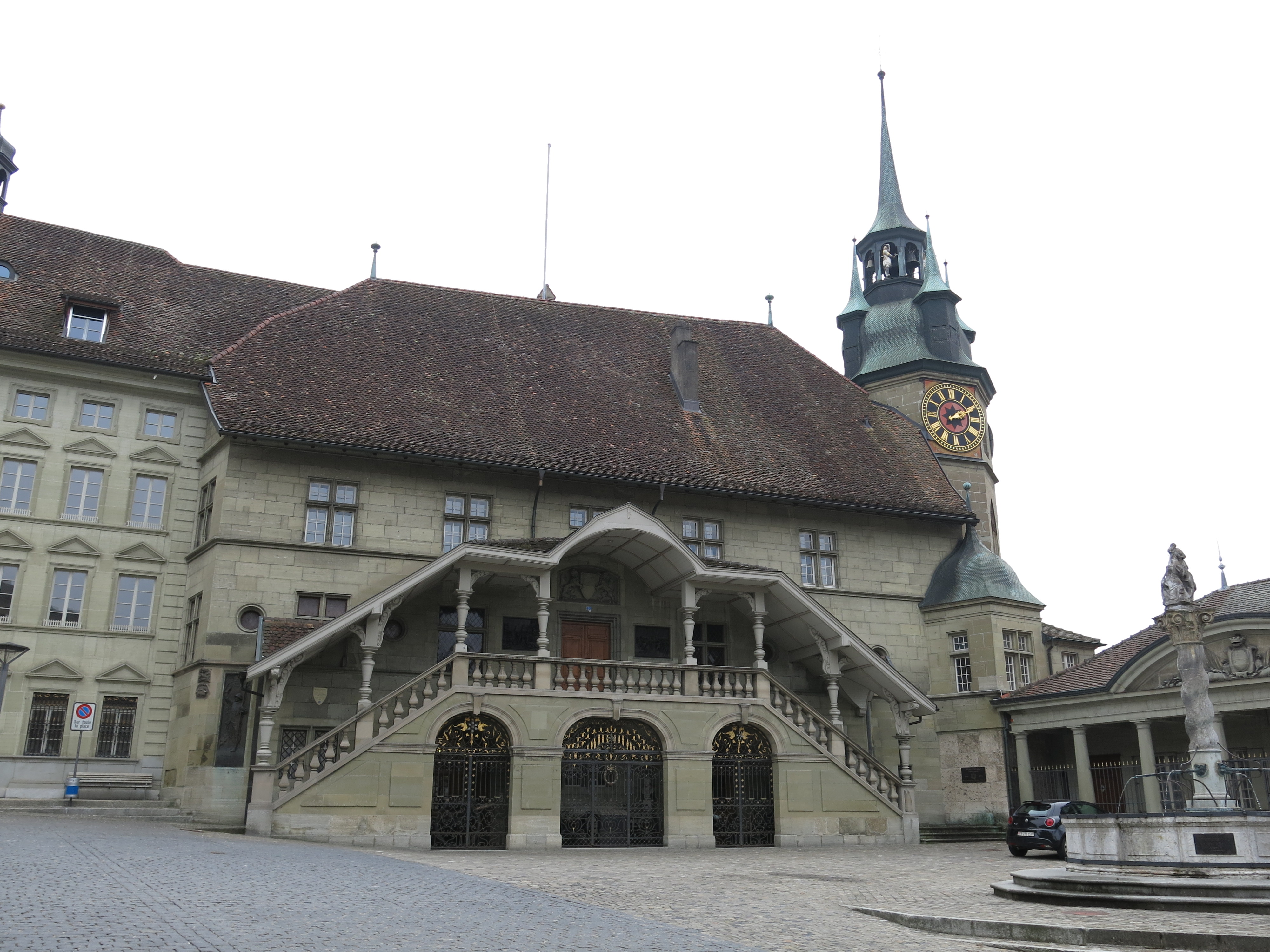
فندق دي فيل فريبورغ

## الحوكمة

### تشريعي
تناط السلطة التشريعية في المجلس العام 80 عضوا منتخبين من قبل مواطني البلدية كل أربع سنوات. ويتم اختيار المندوبين عن طريق نظام التمثيل النسبي. وتشمل مسؤوليات مجلس المدينة الميزانية ومراجعة الحسابات، وإنشاء اللوائح المحلية.

### تنفيذي
السلطة التنفيذية في فريبورغ هي المجلس البلدي. ويتكون من خمسة أعضاء منتخبين من قبل الشعب باستخدام نظام التمثيل النسبي. في عام 2001، وقد انخفض عدد أعضاء 9-5. مدة ولاية خمس سنوات. وتشمل مسؤوليات المجلس البلدي إنفاذ قرارات المجلس العام، وتنفيذ تشريعات الاتحاد السويسري وحكومة كانتون، فضلا عن تمثيل وتوجيه المدينة. رئيس بلدية (ستادتامان) لديه سلطات إضافية.
الأعضاء الخمسة الحاليين هم (منذ 5 مارس 2006):
- بيير آلان كليمان (SP)-عمدة (ستادتامان)
- جان بورجكنيتشت (CVP)-نائب رئيس بلدية (فيز-ستادتامان)
- ماري-تيريز امردان ليديرجيربير (SP)
- مادلين جند-صفحة (CSP)
- تشارلز دي ريف (CVP)

## التعليم

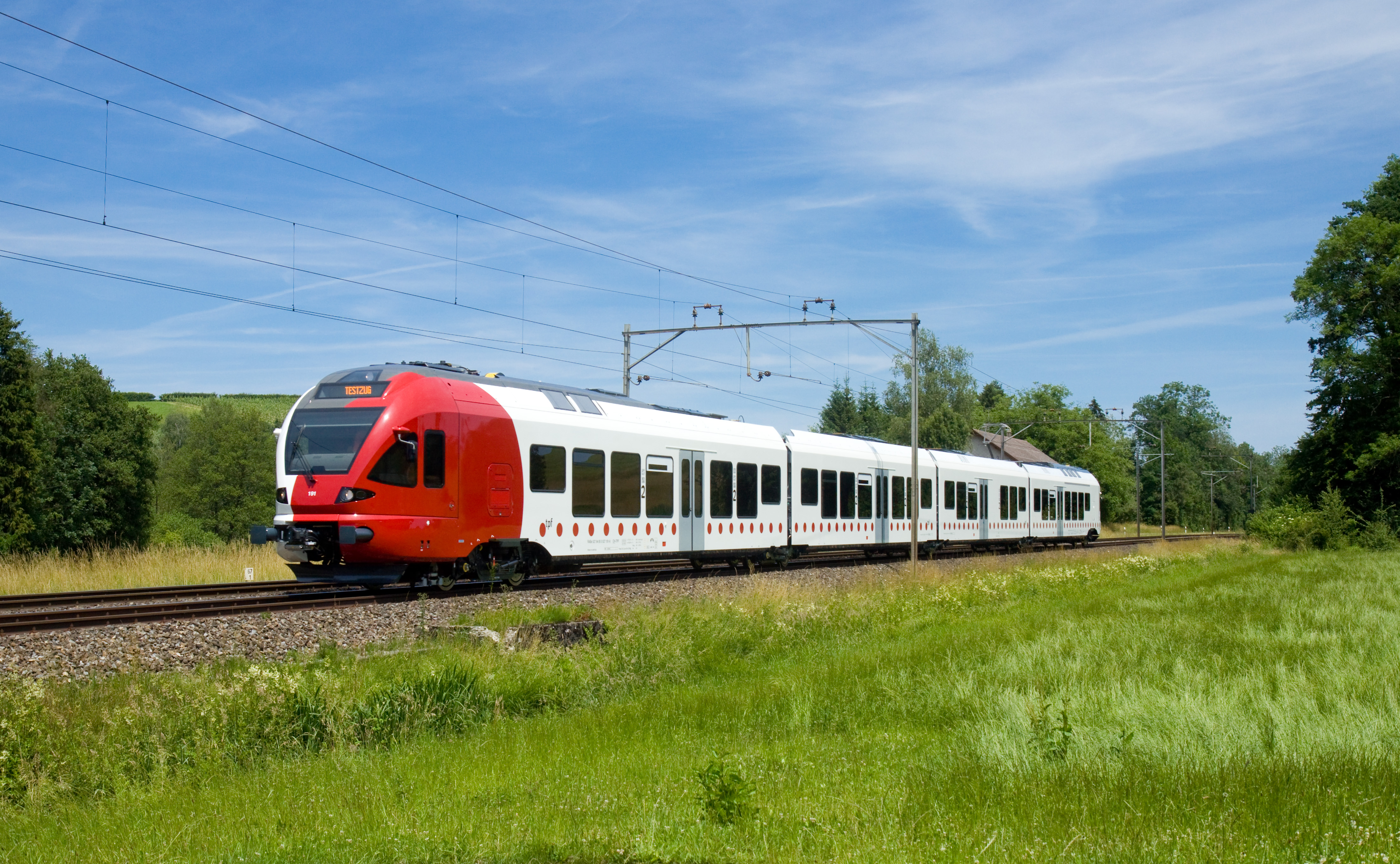
قطار قرب سولغن، سويسرا.

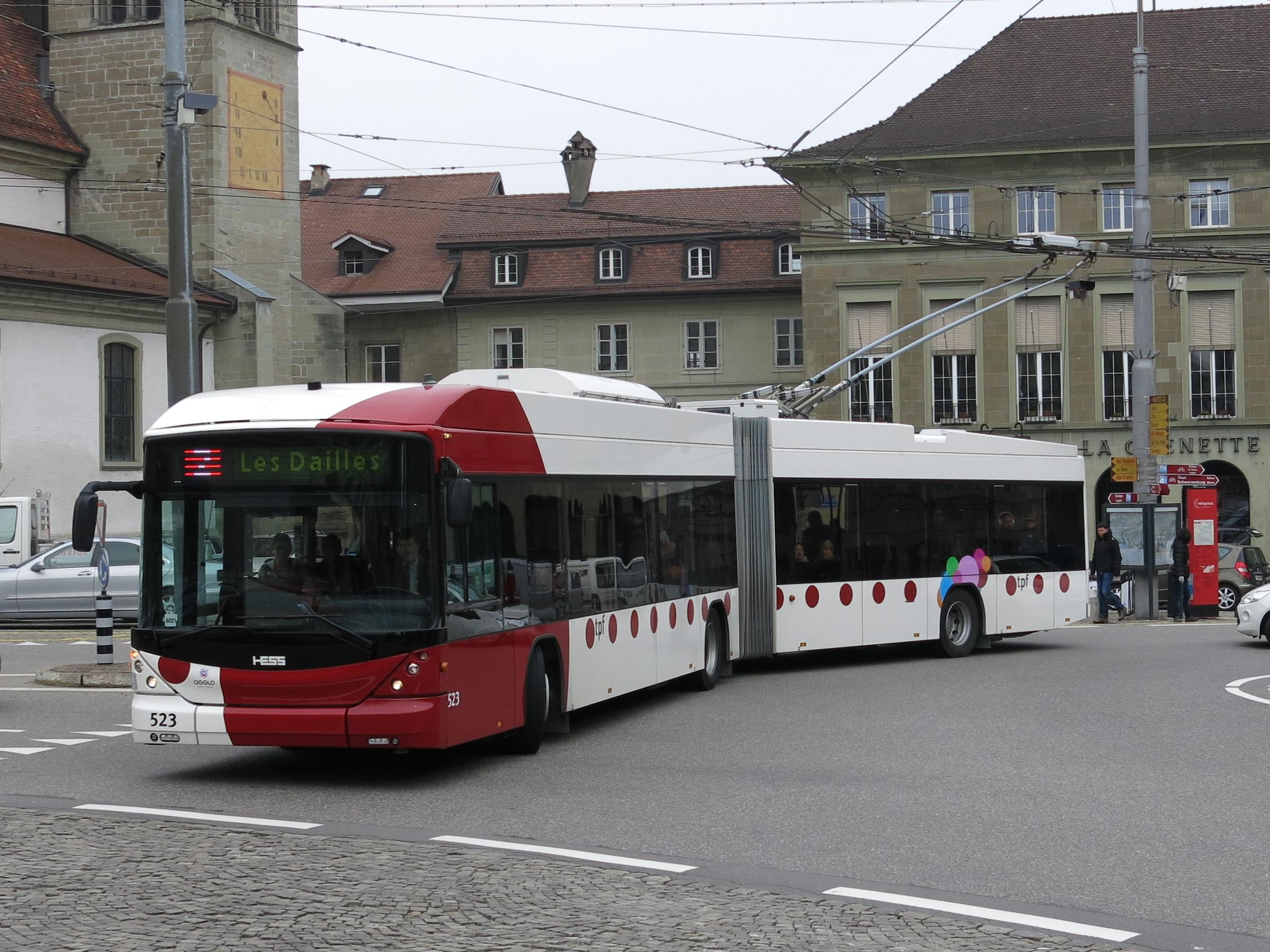
حافلة في في مكان دي نوتردام، فريبورغ

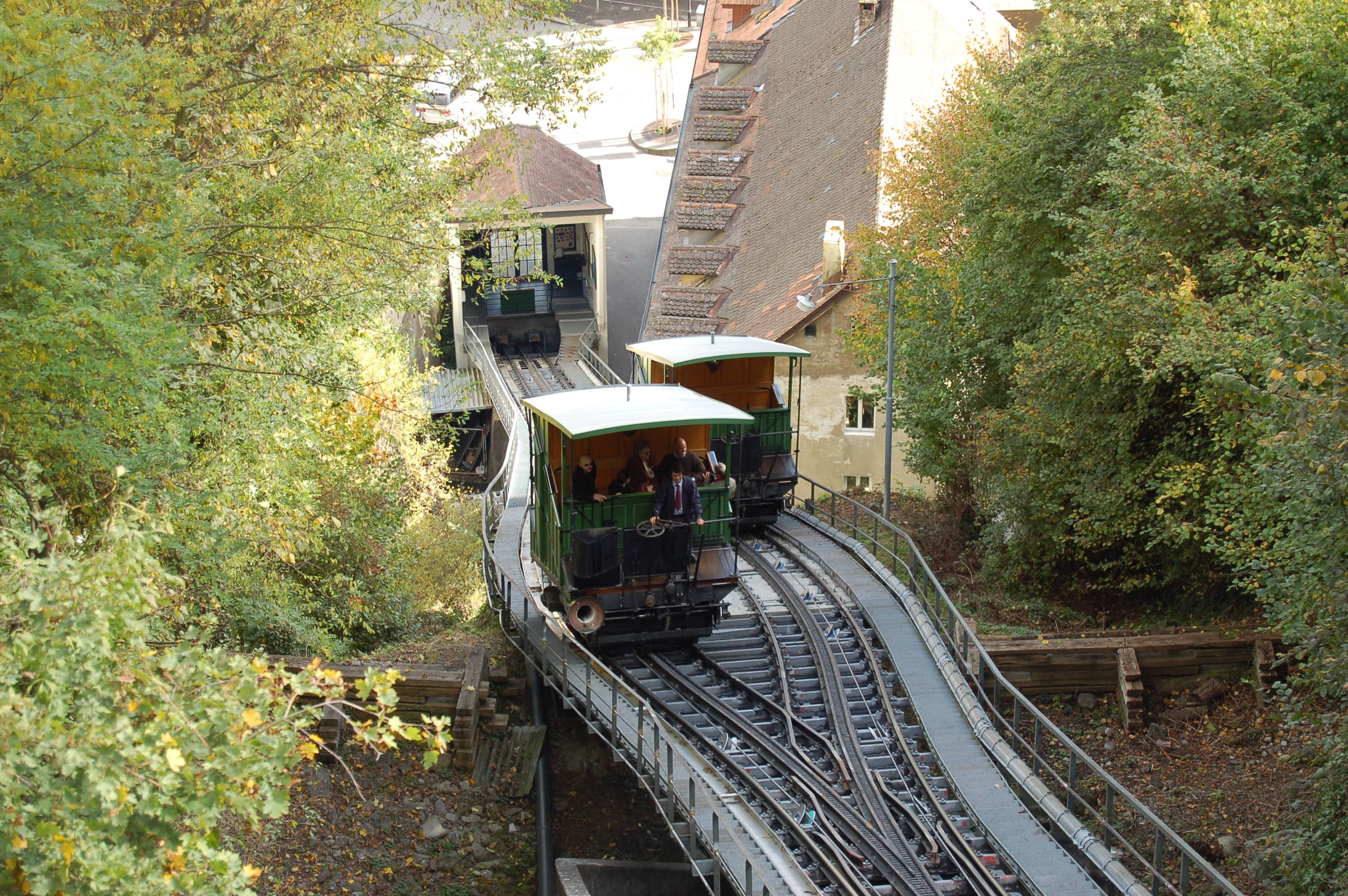
قطار جبلي مائل «لو فوني» في فريبورغ

## النقل
فريبورغ هي المركز النقل الأكثر أهمية في كانتون فريبورغ.

### الطرق
المدينة تقع على الطريق الرئيسي القديم من برن إلى فيفي، وتعمل كنقطة وصول إلى بيرني، ومرتين وثون. الإتصال بشبكة الطريق السريع السويسرية التي أنشئت في عام 1971 مع افتتاح أ 12 السريع من برن إلى مطران، التي مددت في عام 1981 إلى فيفي. يتجاوز أ1 الشرق والغرب المدينة السويسرية برن غرب المدينة إلى الشمال والغرب، فقط التي تؤثر على المجتمعات المحلية من تالشين وتشامبليوكس. نقاط الوصول من فريبورغ-الجنوب والشمال فريبورغ كل حوالي 3كم من مركز المدينة.

### السكك الحديدية
كان إنجاز الاتصال بشبكة السكك الحديدية في عدة مراحل من عام 1860. في البداية، خط السكك الحديدية من مدينة برن إلى فريبورغ افتتح في يوم 2 يوليو عام 1860 مع محطة مؤقتة في باليسويل على بعد حوالي 4 كم شمال المدينة، جسر جراندفيي على سانيجرابين لم ينته بعد. في 4 سبتمبر عام 1862، فتحت كل السطر من باليسويل إلى لوزان عن طريق فريبورغ، مع محطة مؤقتة لبناء في محطة السكك الحديدية في فريبورغ، حتى افتتح المبنى الدائم في عام 1873. فتح خط إلى بيرني في 25 أغسطس عام 1876، وإلى مورتين في 23 أغسطس عام 1898.

### وسائل النقل العام
تم تشغيل خط السكك الحديدية الأقدام من حي نوففيل إلى المدينة العليا منذ عام 1899 بمياه الصرف الصحي وتعمل منذ 1897 إلى عام 1965 في فريبورغ، كان هناك شبكة ترام طويلة 6-كيلومتر (3.7 ميل) في المدينة، مع الترام الاستعاضة عن نظام ترولويباس فريبورغ من عام 1949. شبكة الحافلات الحالية الآن تشغلها فريبورجيويس وسائل النقل، مع وصلات إلى بول، أفينتشيس، سشميتين، شوارزينبورج، وفي منطقة سياحية شوارزسي.

## الثقافة والسياحة

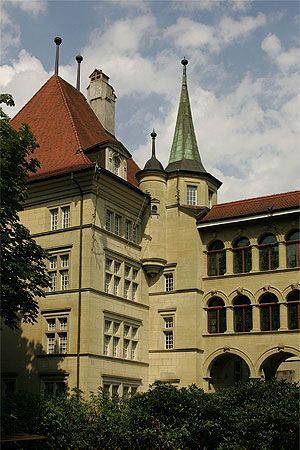
فندق راتزي في فريبورغ

فريبورغ هي وجهة لسياح الذين يرغبون في زيارة المعالم السياحية المدينة. وتشمل هذه المدينة القديمة التاريخية «القوطية كاتدرائية القديس نيكولا» الشهير بنوافذه الزجاجية الذي صممه جوزيف ميهوفير، والمتاحف. متحف التاريخ الطبيعي، تأسس في عام 1873، ويقع الآن في بناء جامعة العلوم الطبيعية. متحف الفن والتاريخ، ويقع في فاتزواف منذ عام 1920، والمعروضات في التاريخ القديم وأوائل والنحت واللوحات، الأرقام القصدير التقليدية، والفنون والحرف، فضلا عن المال ومجموعات بيانية. في الكاتدرائية كانت غرفة كنز منذ عام 1992. متاحف أخرى تشمل المتحف السويسري ماريونيتيس ومتحف آلة الخياطة السويسرية، ومتحف غوتنبرغ، والكتاب المقدس ومتحف الشرق ومتحف بيرة.
وتشمل الخبرات الثقافية المهرجانية موكب موسيقى الجاز، ومهرجان فيلم دولي للموسيقى الدينية والاتفاقية الدولية الفولكلور سينوبلوس (منذ عام 1972).
مثل المدينة بيرن الشقيقة، حافظت فريبورغ على مركز القرون الوسطى ككل التي الآن هي واحدة من أكبر المدن في أوروبا. وتقع على شبه جزيرة خلابة، محاطة من ثلاثة جوانب بنهر سان/سارين. الهندسة المعمارية لتاريخ المدينة القديم من الفترة القوطية؛ وكان بني يغلب عليها الطابع قبل القرن السادس عشر. معظم البيوت مبنية من الحجر المحلي مولاس. تتكون من أحياء بور وبلغة نوففيل، غنية في البلدة القديمة في نوافير والكنائس التي يرجع تاريخها إلى القرن الثاني عشر حتى القرن السابع عشر. وقد بُنيت الكاتدرائية، تصل إلى 76 مترا (249 مترا) في الارتفاع، بين 1283 و 1490. التحصينات فريبورغ تشكل أهم العمارة العسكرية في القرون الوسطى من سويسرا: 2كلم (1.2 ميل) من أسوار وأبراج 14 وحصن كبير واحد. يتم الاحتفاظ الحمايات جيد وخاصة شرق وجنوب المدينة.

## الرياضة

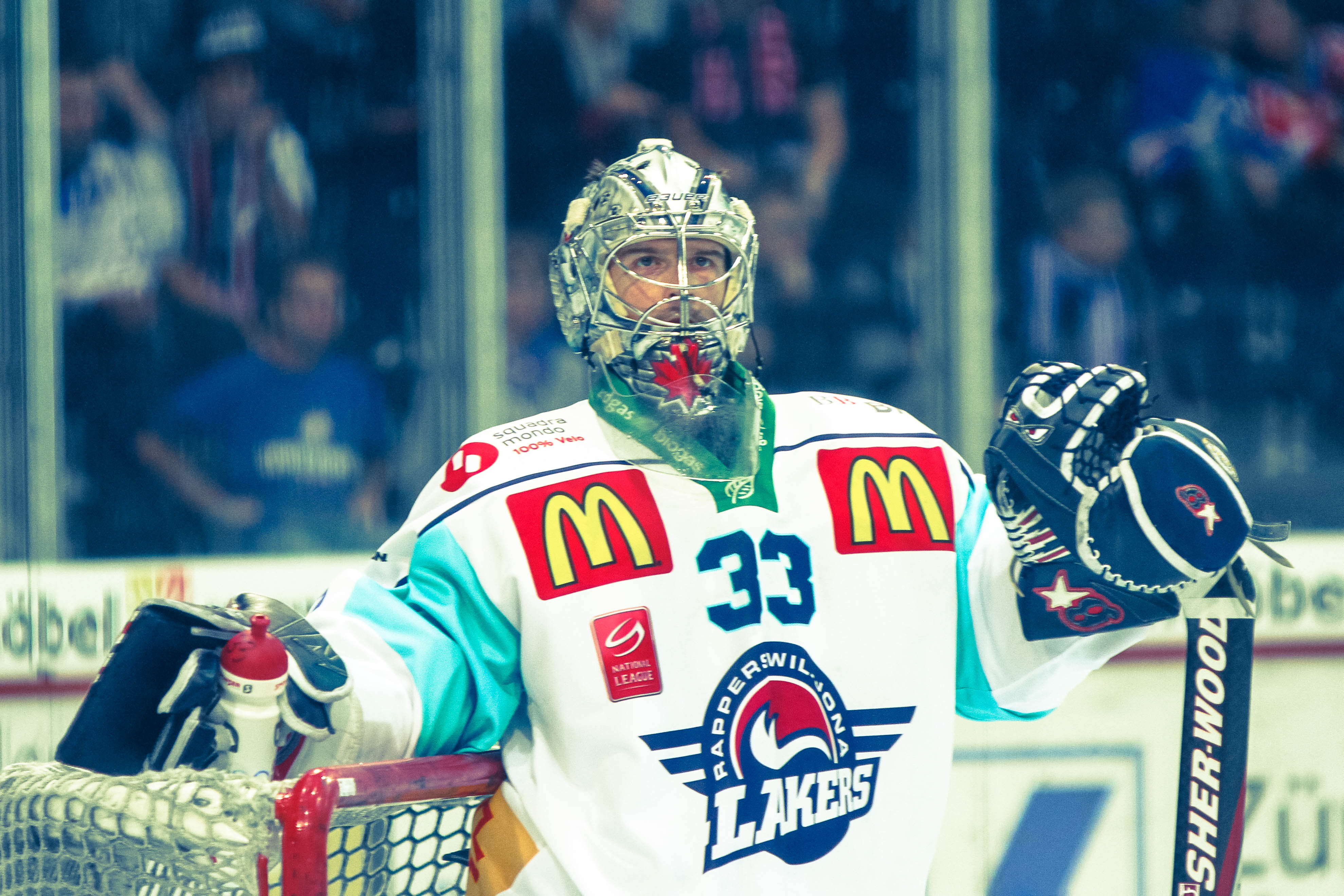
ديفيد أيبيشير، حارس مرمى السابق لدوري الهوكي الوطني

النادي الرياضي الأكثر شعبية في المدينة هو هوكي الجليد نادي فريبورغ الذي يلعب في دوري ألف والوطنية وحتى الآن فاز أربعة بطولة. وتعقد مباريات في باتينوخ سانت ليونارد (سعة: 7000 متفرج).
لعبت كرة السلة من قبل بينيتون فريبورغ الأولمبية، الذي يلعب مبارياته في الصالة الرياضية قدرة 3,500 من كلية الصليبية المقدسة. وكان النادي الناجح، وفاز بِ 13 بطولة: 1966، '71، '73، '74، '78، '79، '81، '82، '85، '91، '92، '98، '99 و 2007؛ 6 مرات من الفائزين بٍكأس السويسري : 1967، '76، '78، '97، '98 و 2007 والفائز بِكأس دوري: عام 2007؛ فمن الرابطة الوطنية الرائدة.
نادي كرة القدم نادي فريبورغ يلعب في دوري الأولى السويسرية، وفي المستوى الثالث على «كرة القدم السويسرية».
منذ عام 1933، في يوم الأحد الأول في أكتوبر على المدى مورتين بين جينكيز مراد-فريبورغ تأخذ مكان. في ذكرى معركة مورتين، و17 ميل (27 كم) الطريق هو واحد من أشواط متعة الأكثر شعبية في سويسرا.

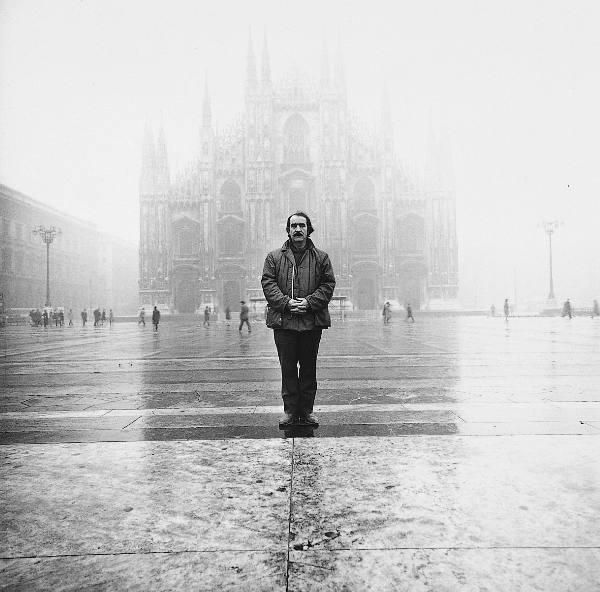
صورة جان تانغلي طريق فليح لوثار

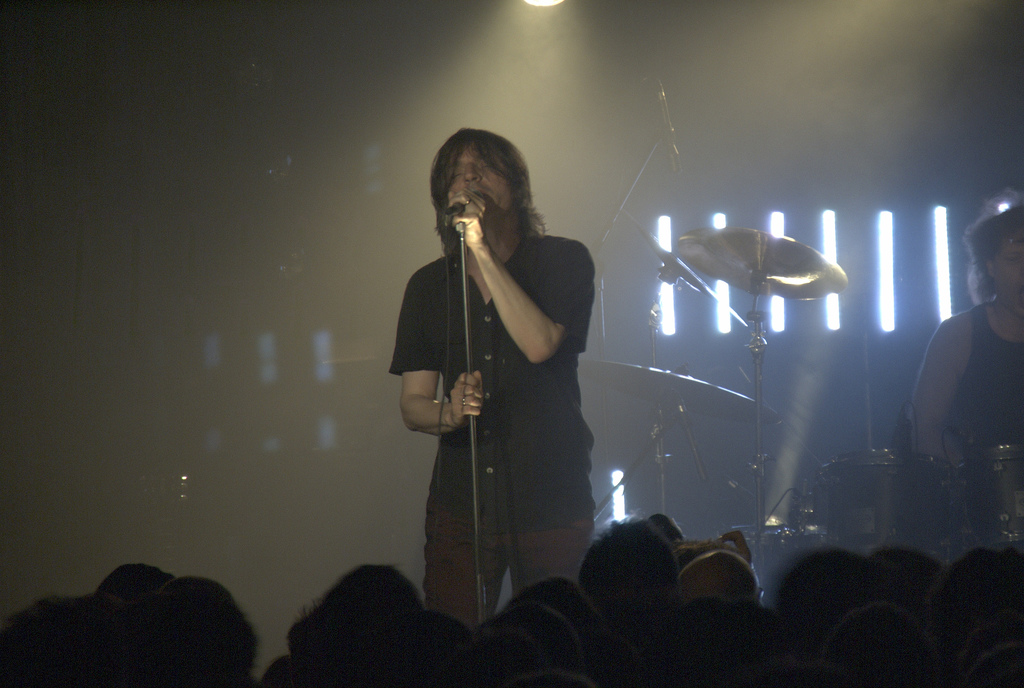
ثي يونج قودس

## مشاهير فريبورغ
- ديفيد أيبيشير، حارس مرمى السابق لدوري الهوكي الوطني
- لويس أغسيز، رائدة عالم الحيوان 1607-1896
- يوهانس بابست، رئيس كلية بوسطن بين عامي 1863 و 1869
- دانيال فاسيلا، رئيس الشركة الصيدلانية السويسرية نوفارتيس
- آلان بورسيت - سياسي وعضو في المجلس الاتحادي السويسري
- جان بورجكنيتشت - سياسي
- بيتروس كانيسيوس، قديس
- جوزيف ديس- سياسي
- هانز فرايز - رسام
- فرانك ملول - موظف المدني الفرنسي، الشخصية التلفزيونية والرئيس التنفيذي لشركة أي 24 نيوز
- هانز جينج، نحات
- ليون سافاري، كاتب وصحفي
- جو سيفيرت، سائق
- جان تانغلي، رسام ونحات
- إن الآلهة يونغ، موسيقى الروك الصناعية
- فريدا لينجستاد، والمغني من فريق البوب السويدية أبا، يعيش بالقرب من فريبورغ اليوم.

## المواقع التراثية ذات أهمية وطنية

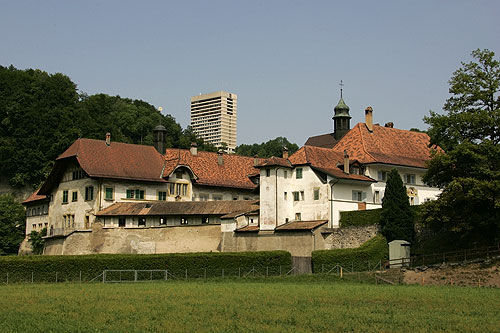
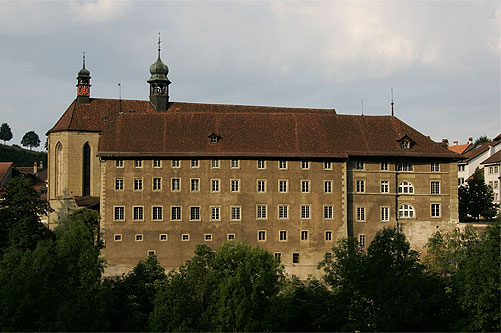
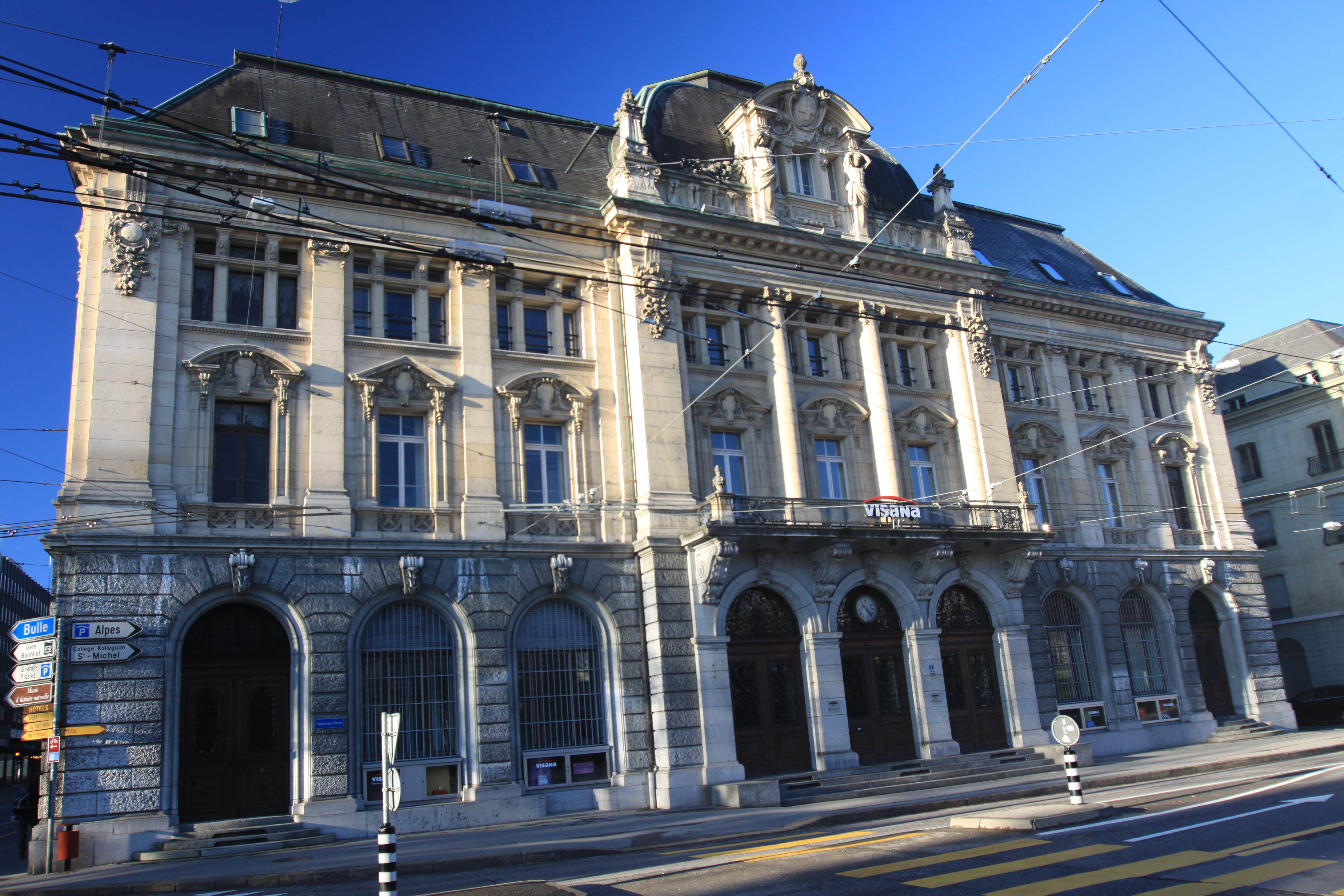
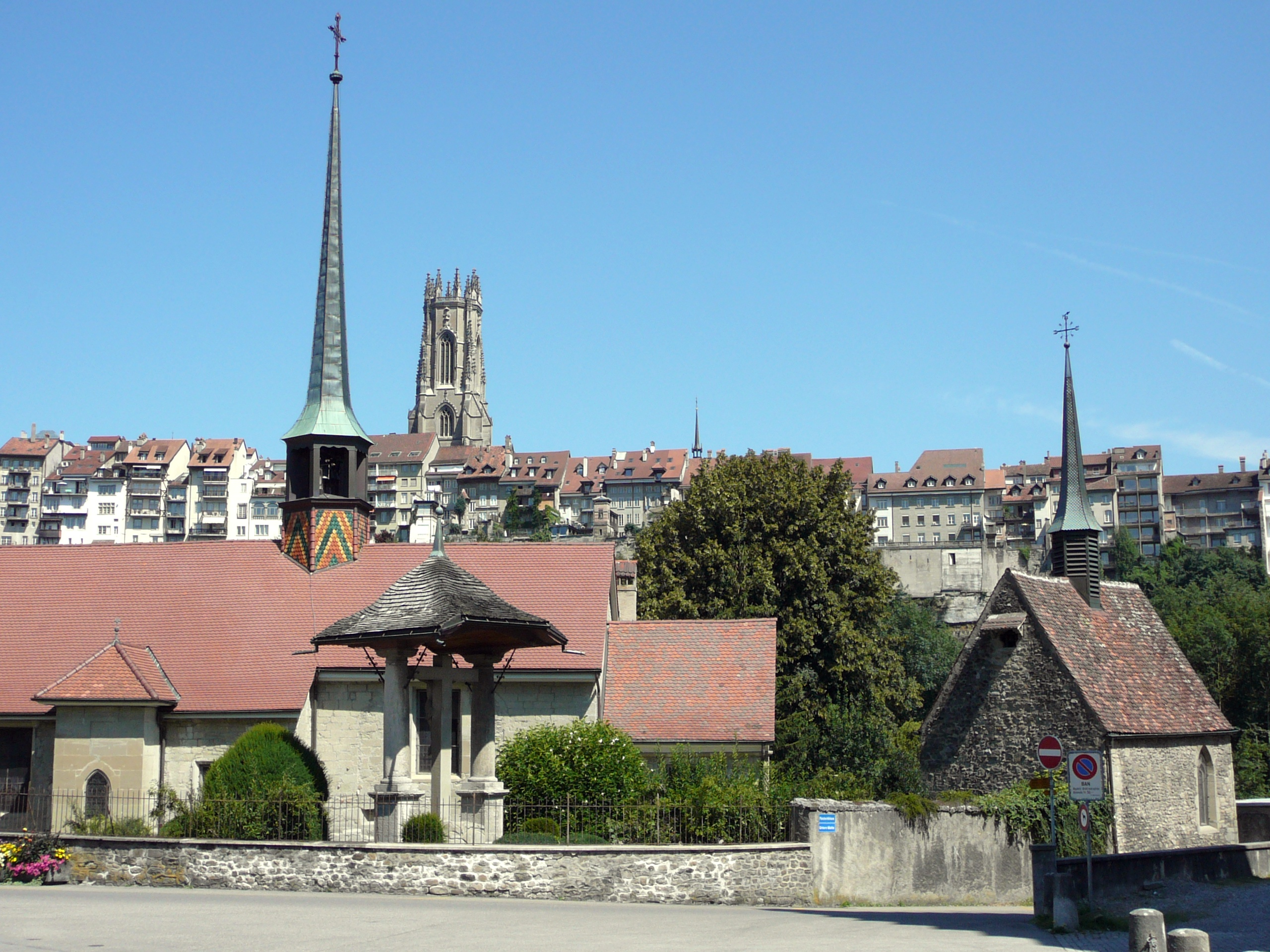
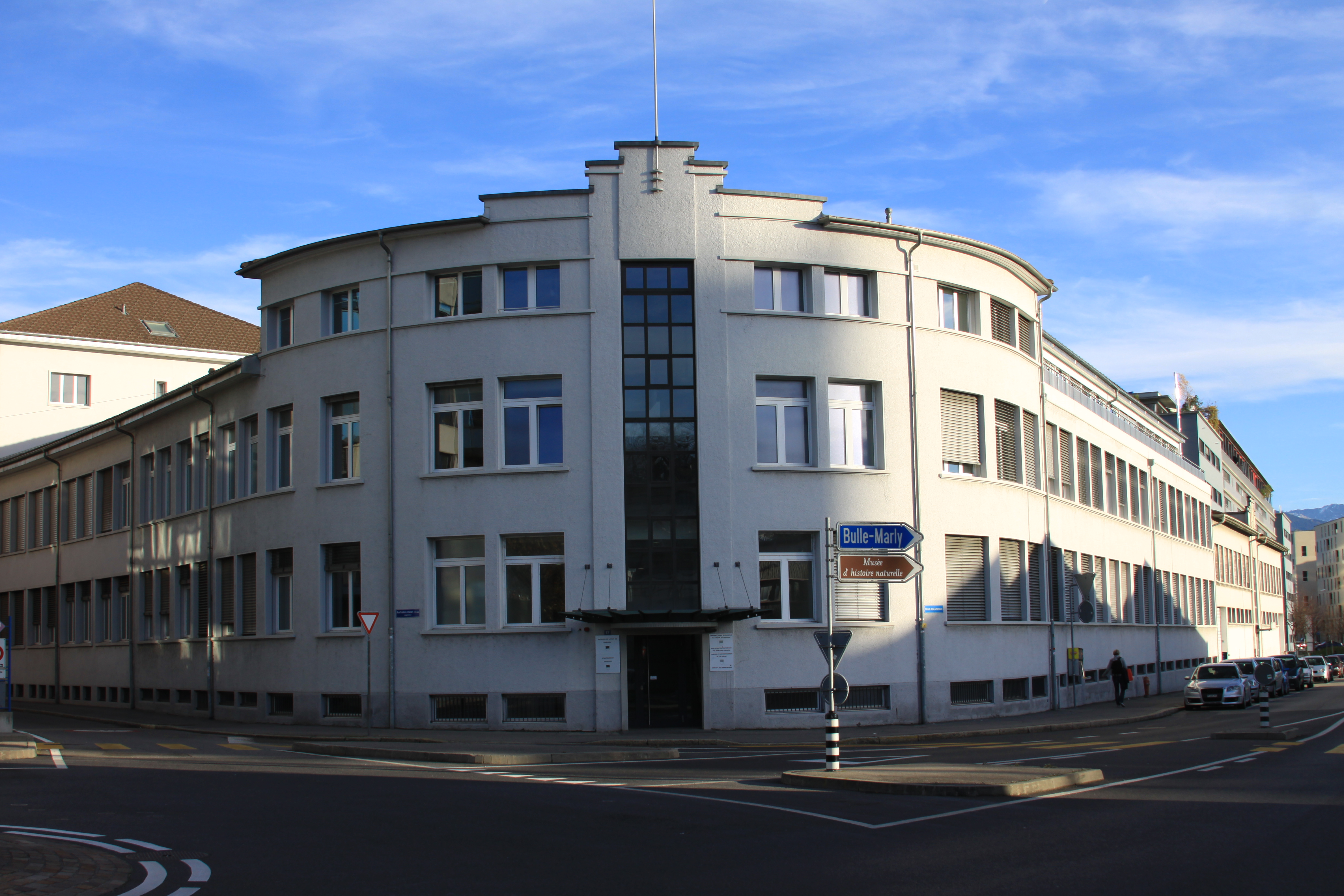
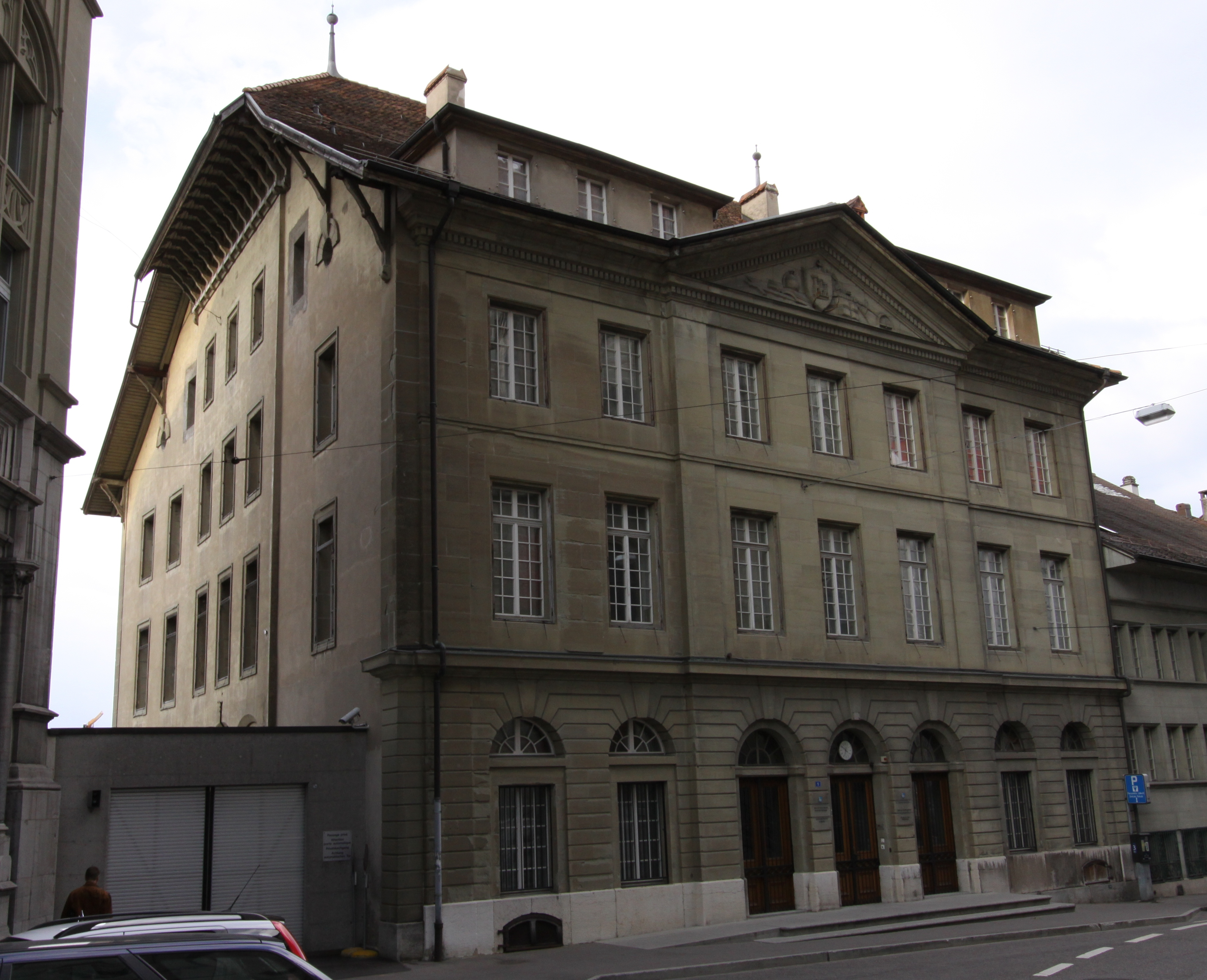
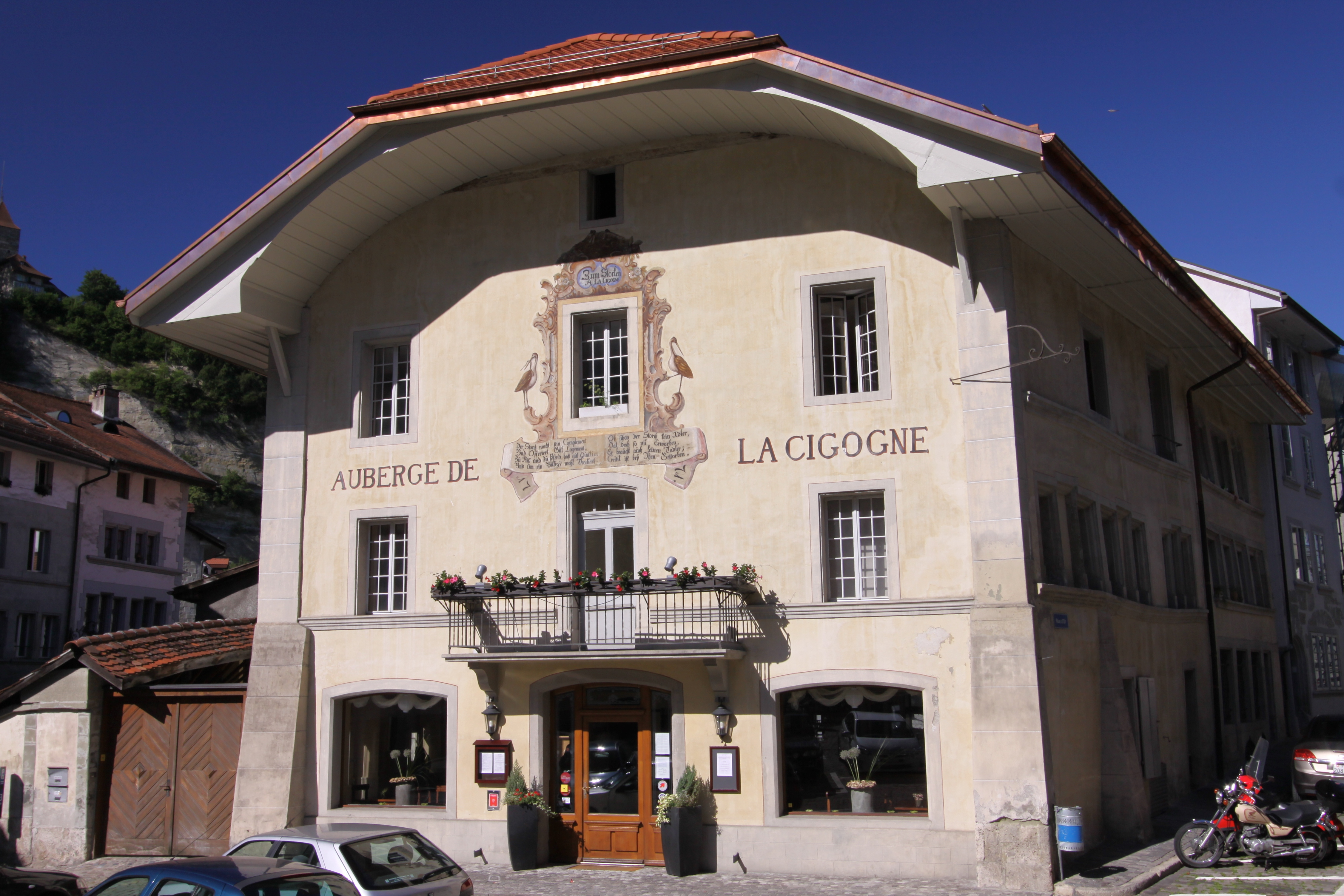
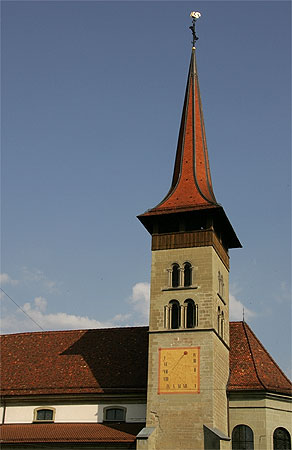
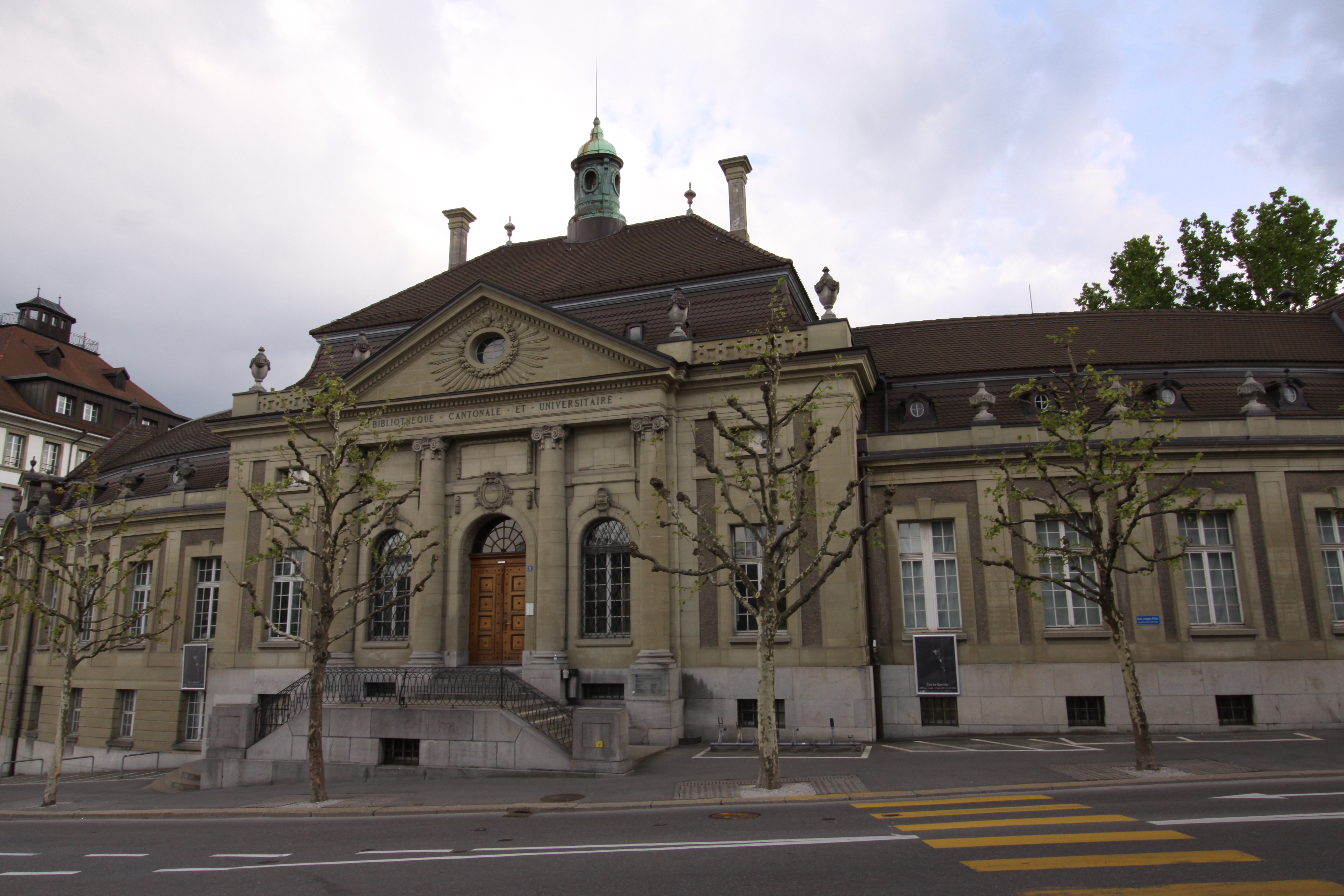
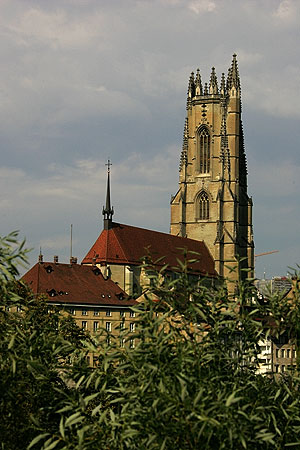
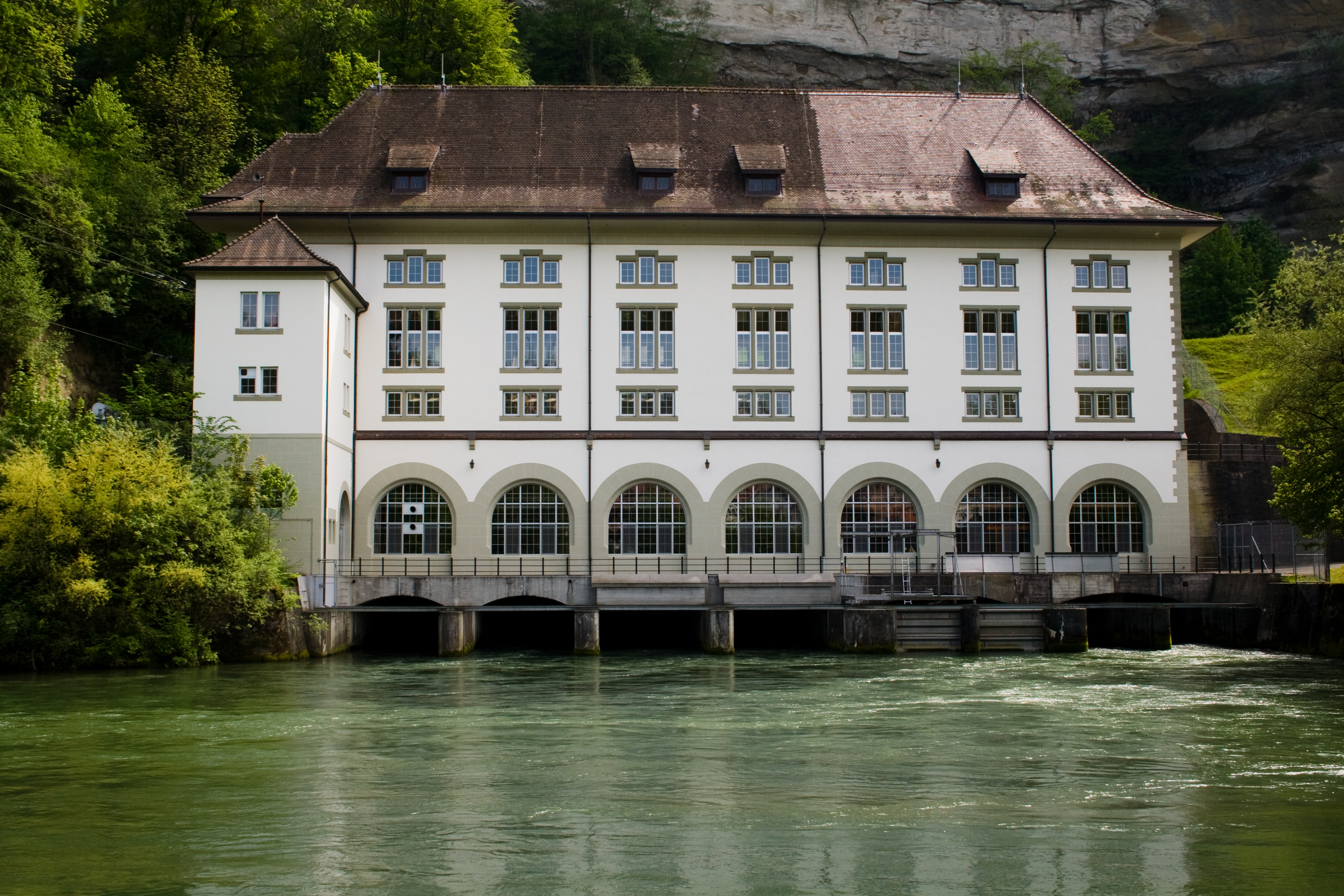
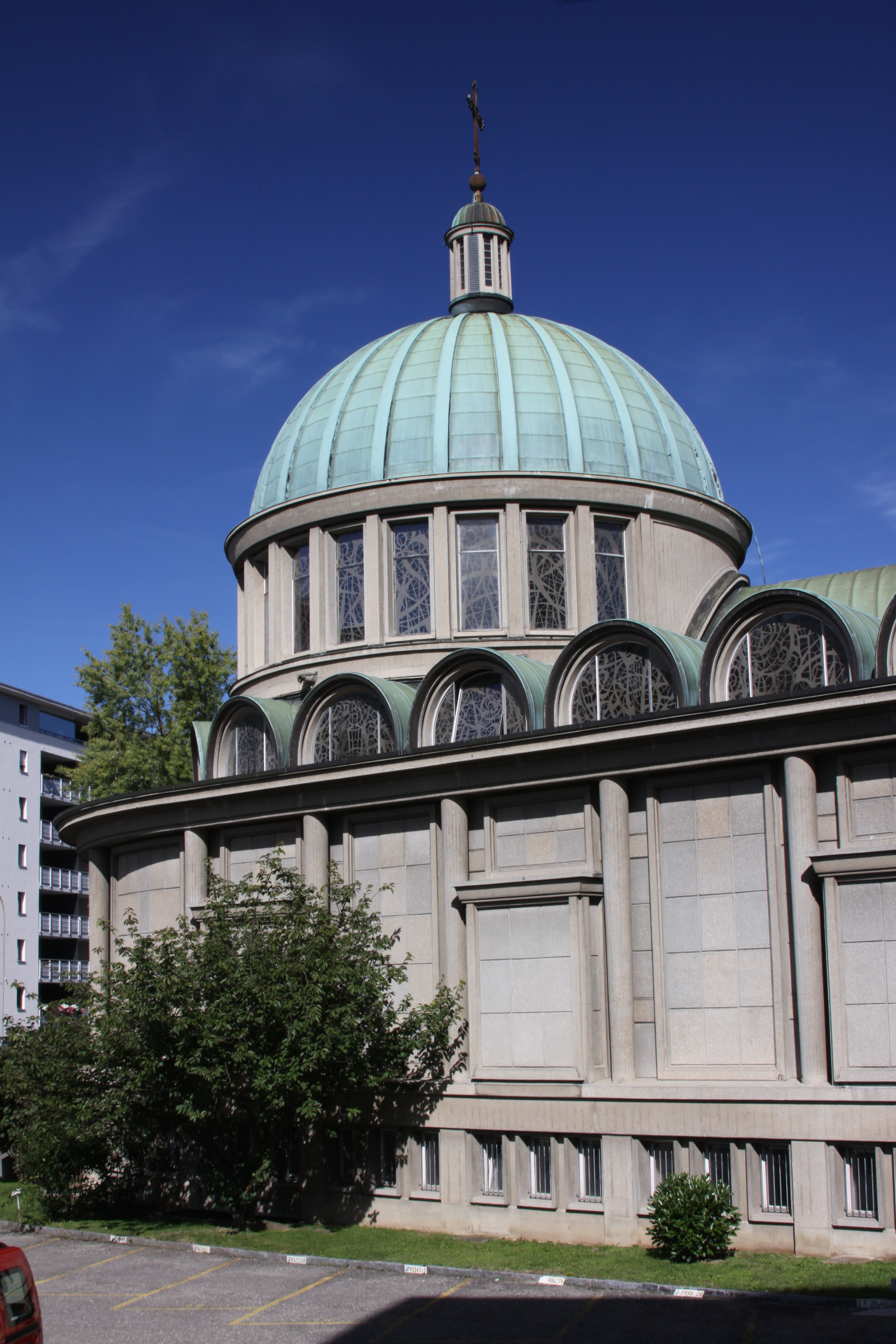
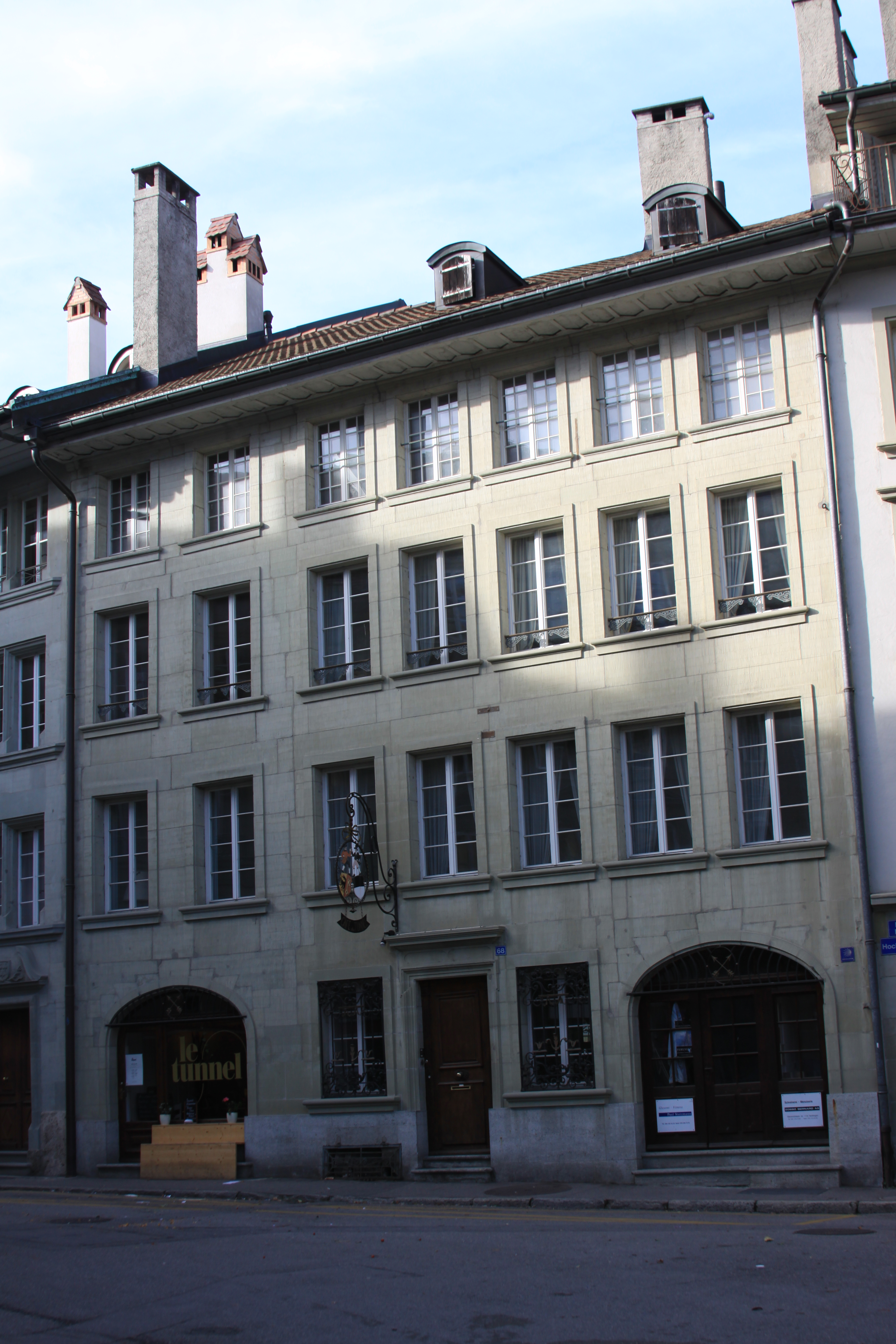
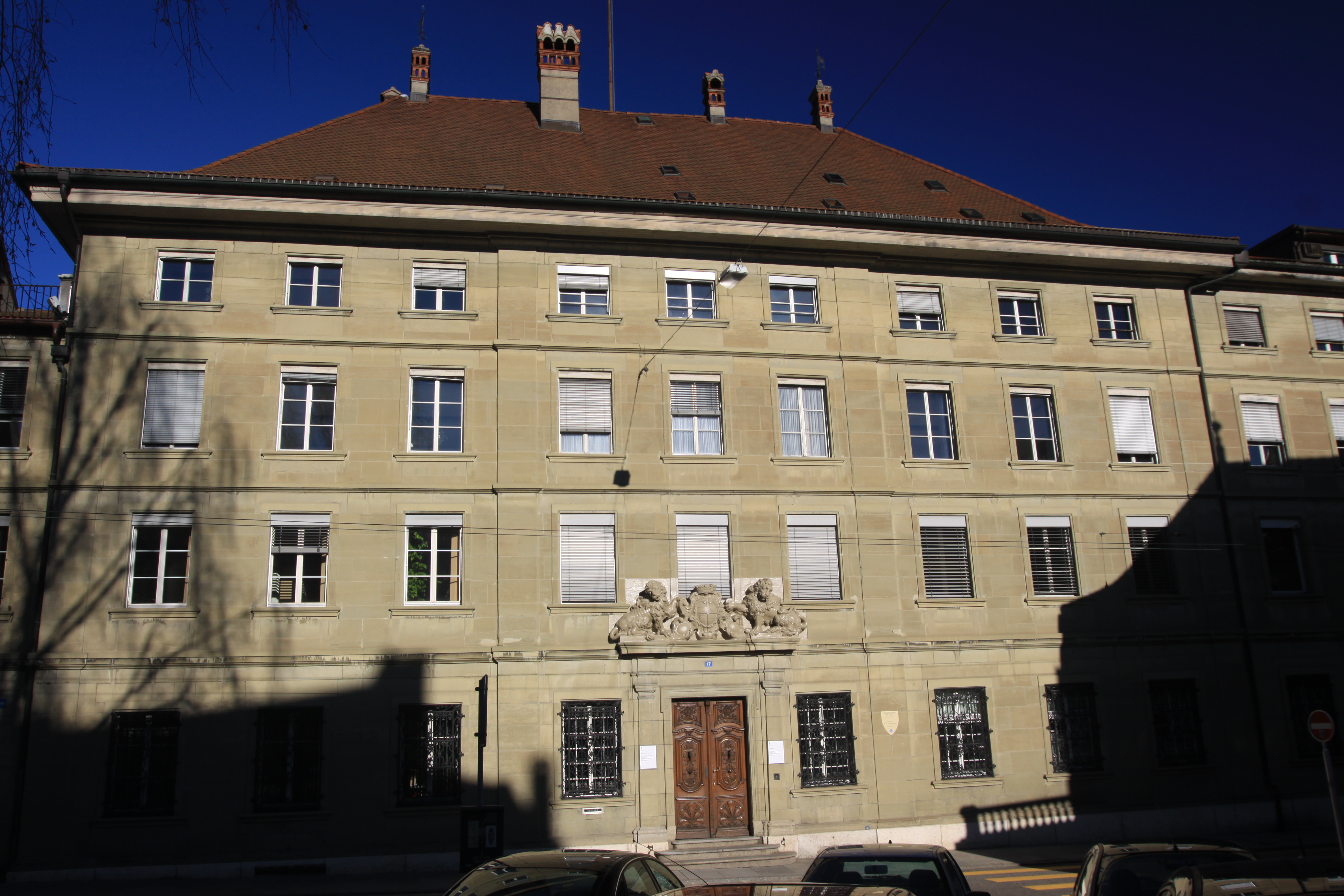
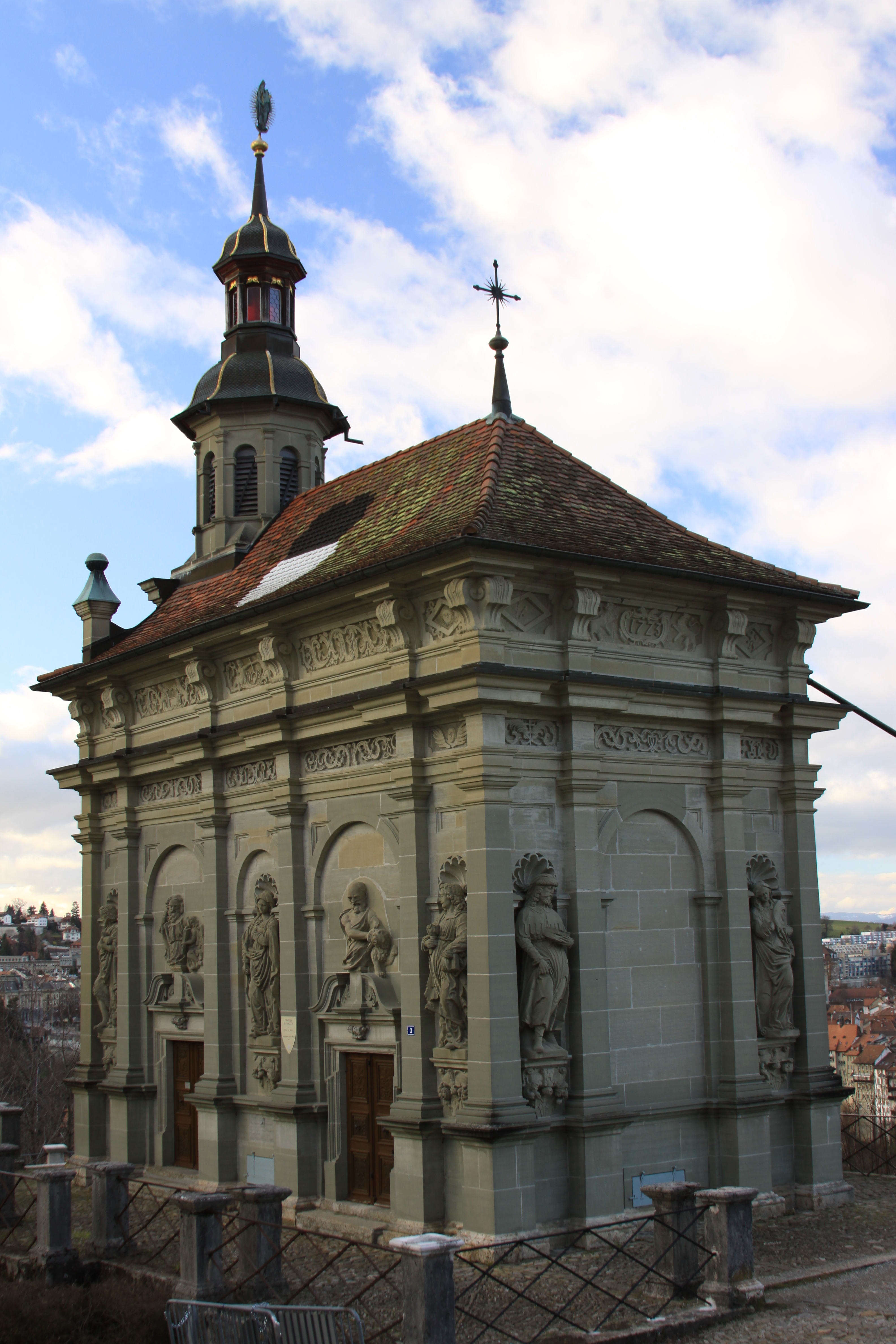
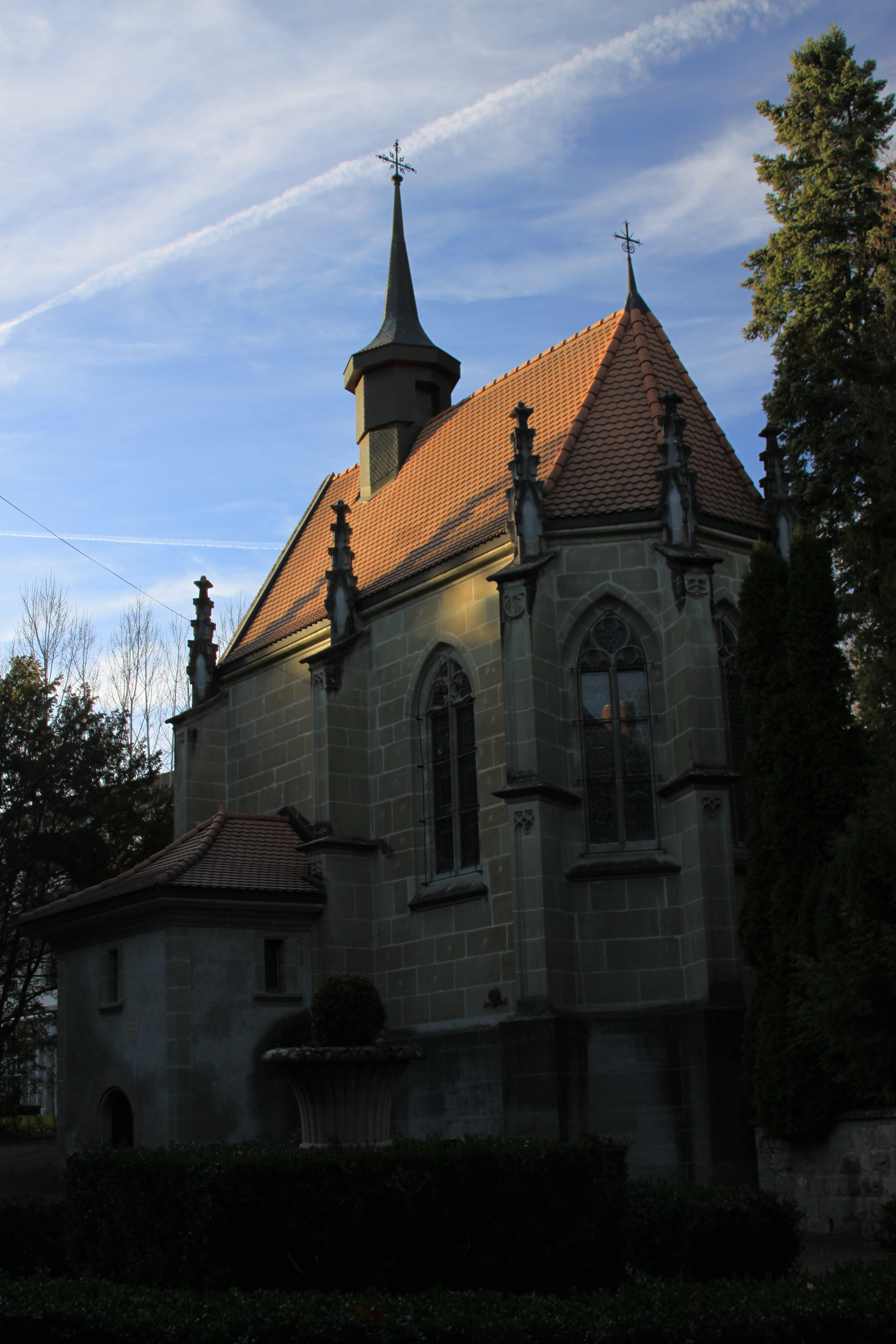
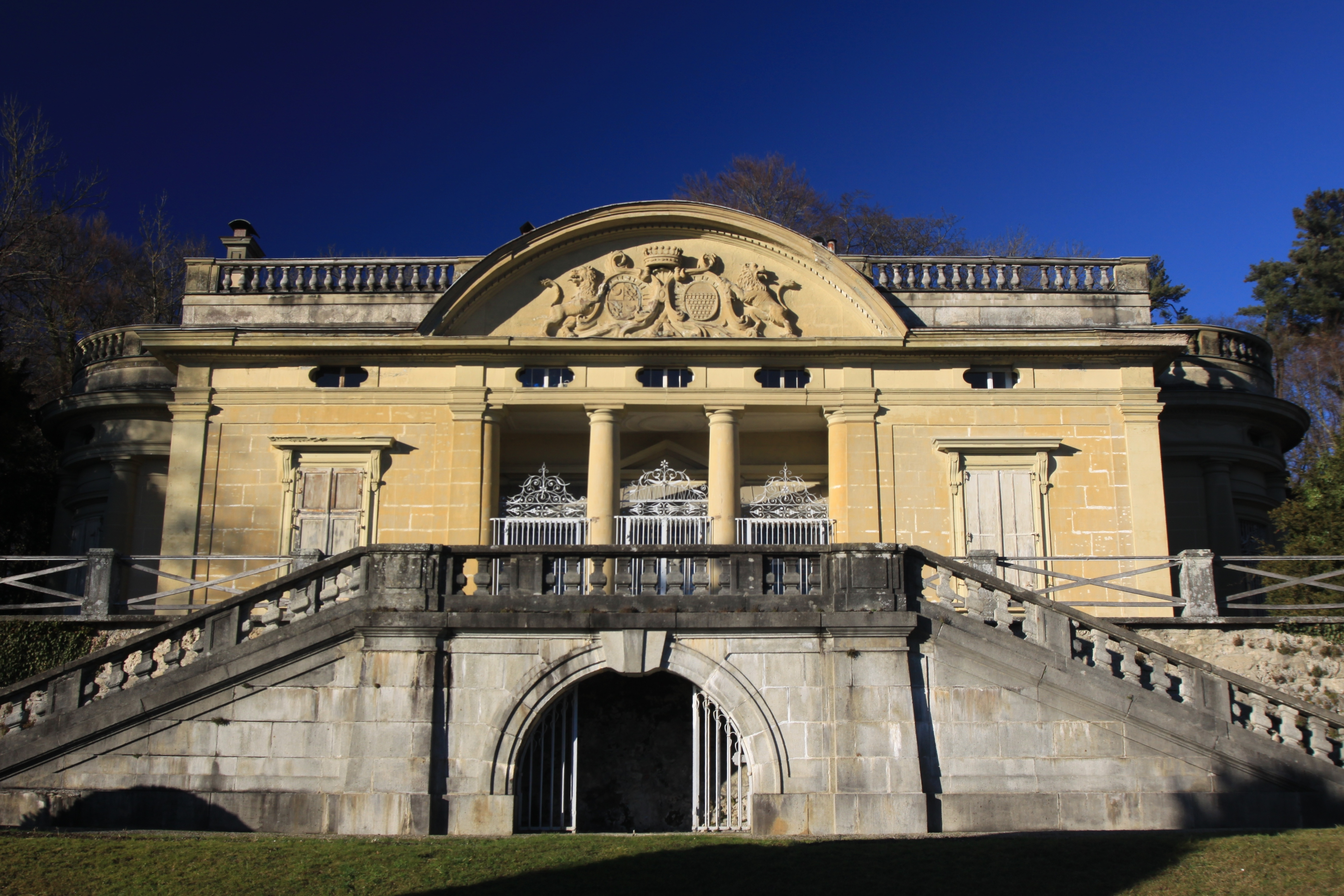
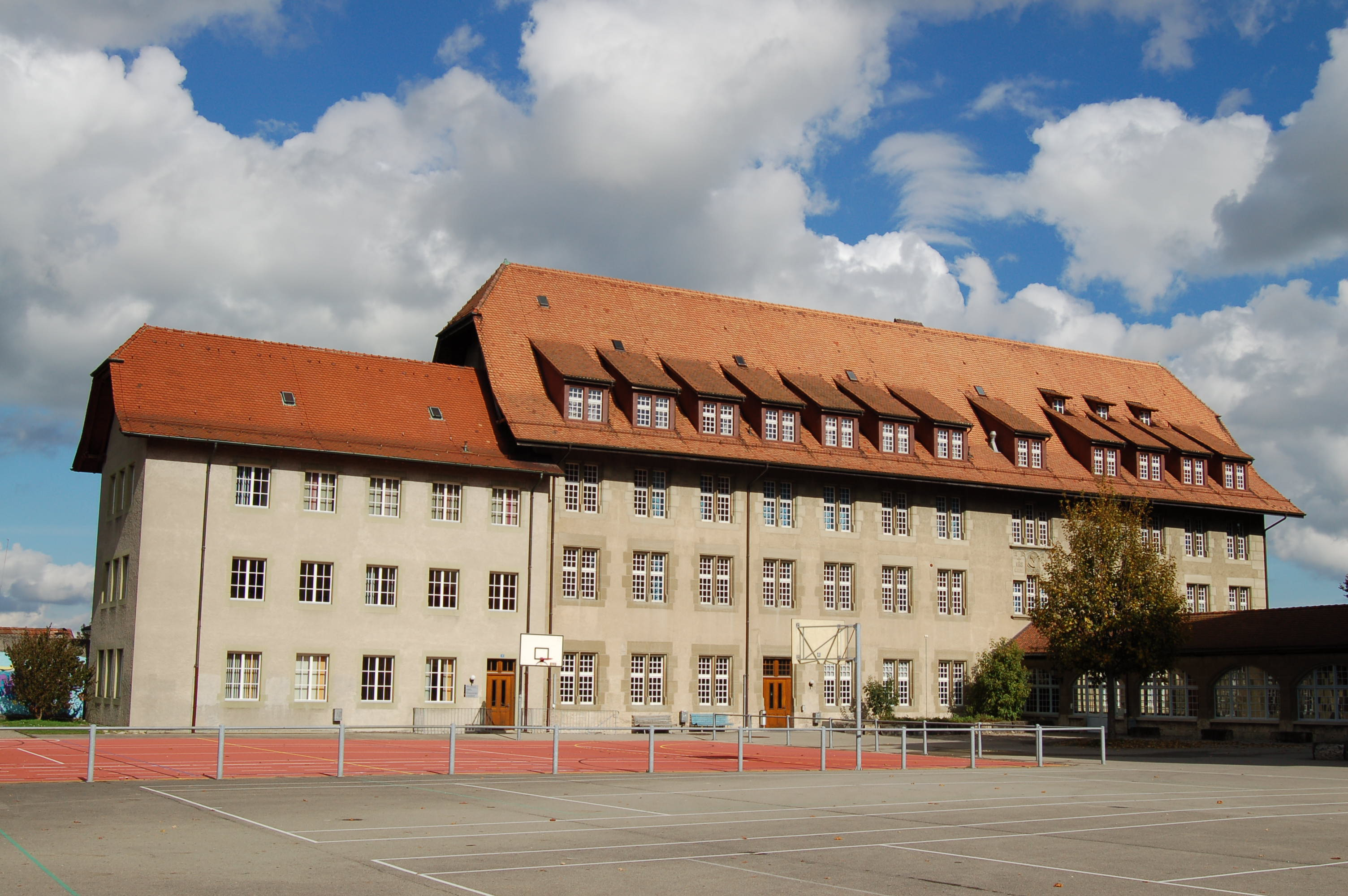
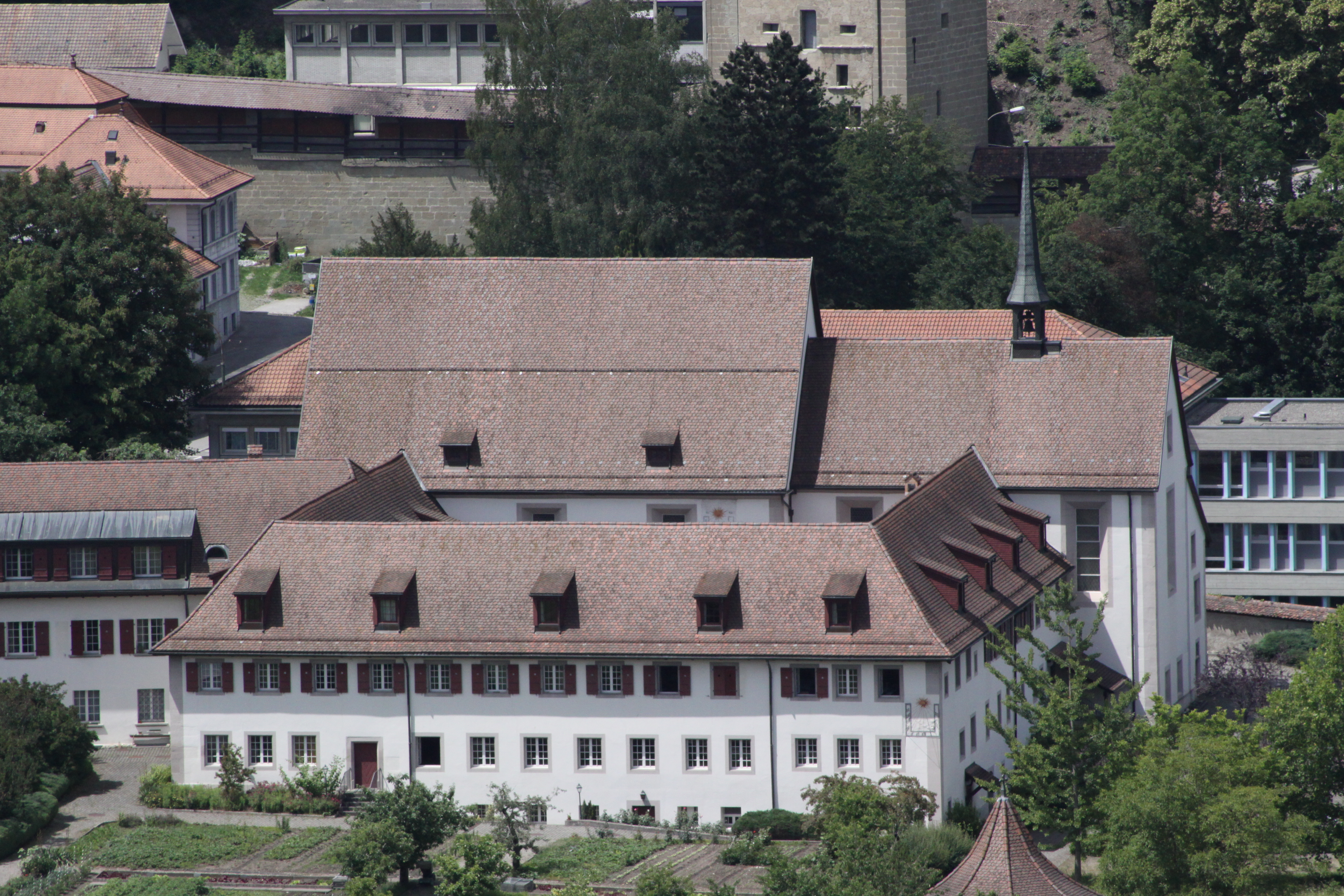
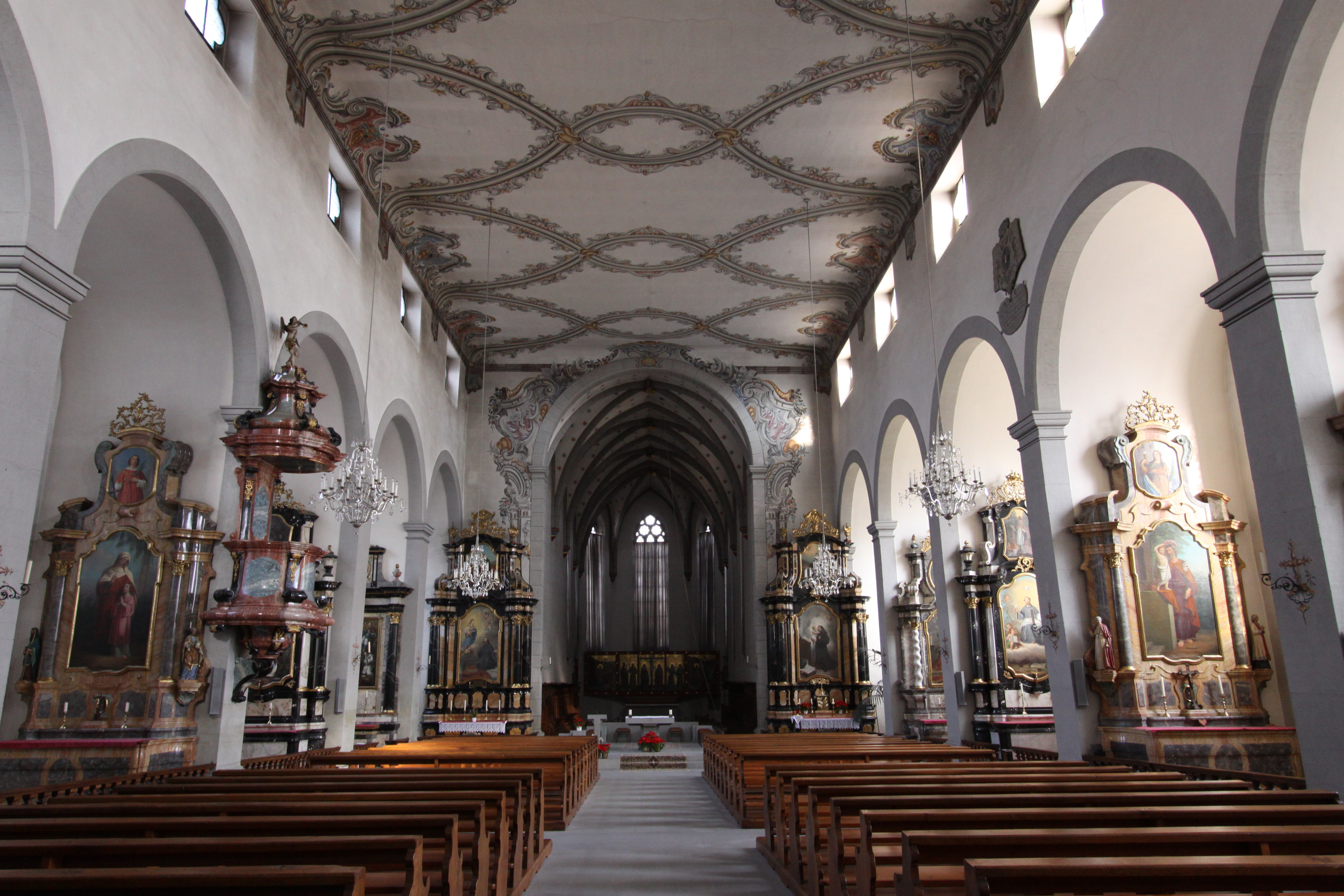
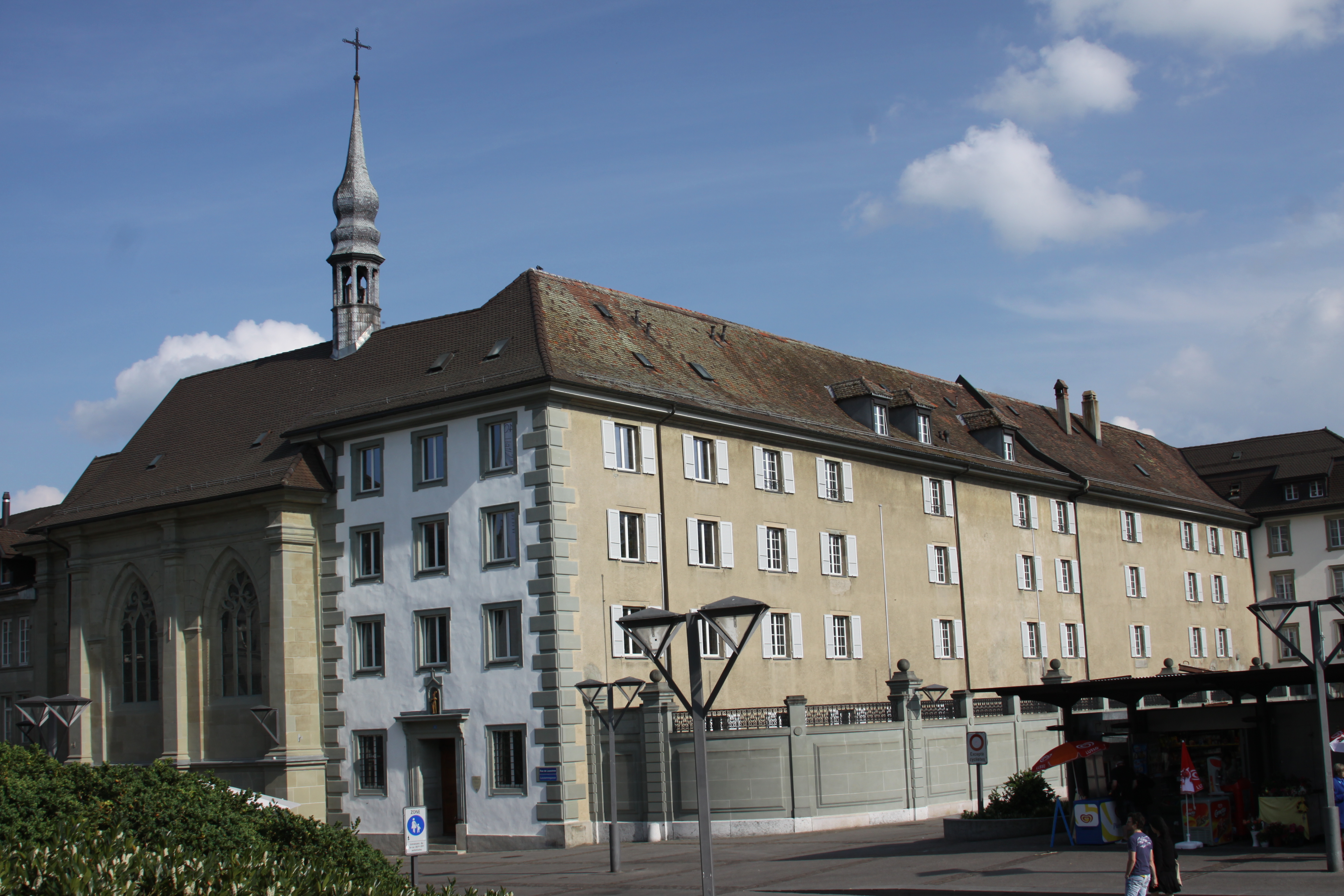
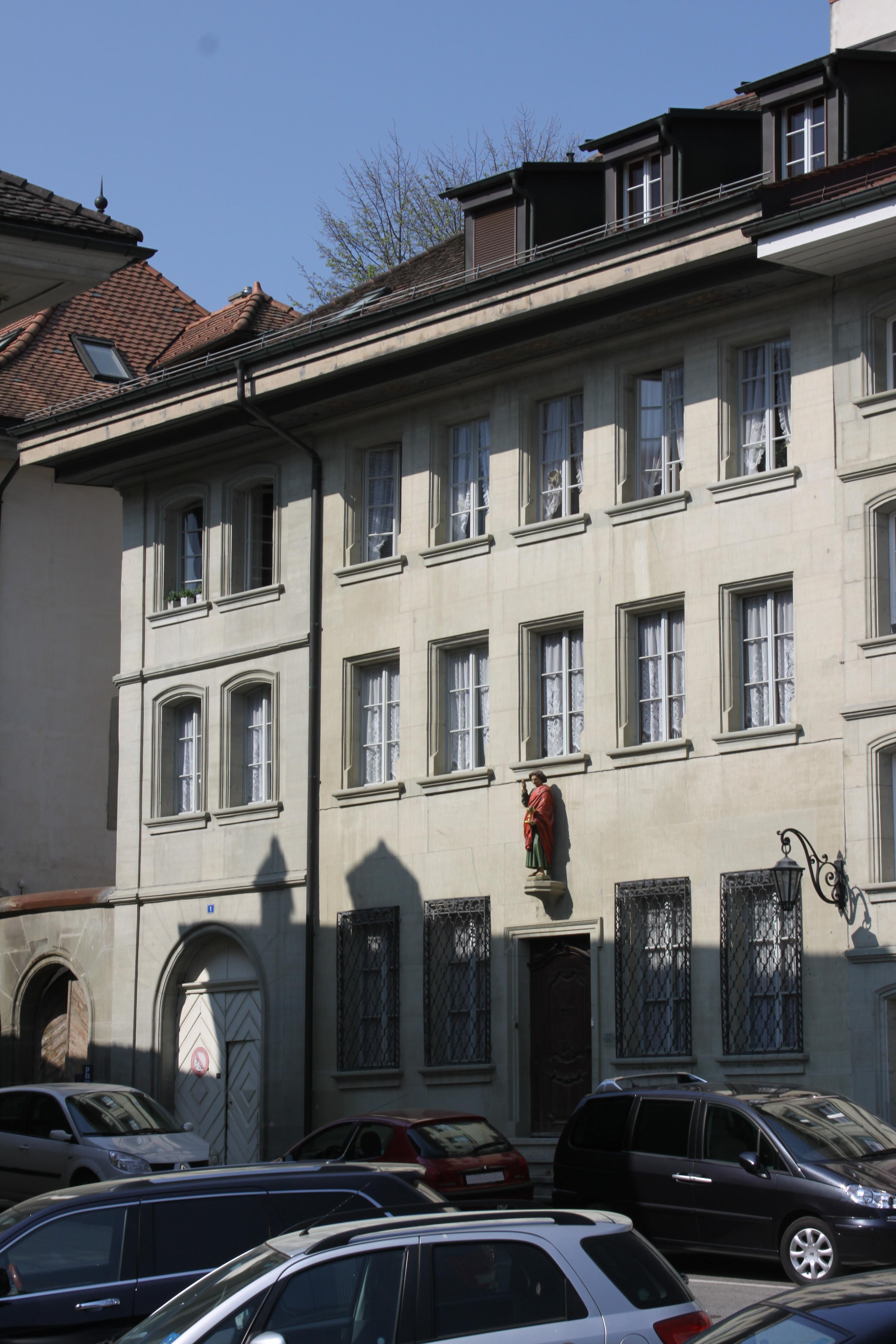
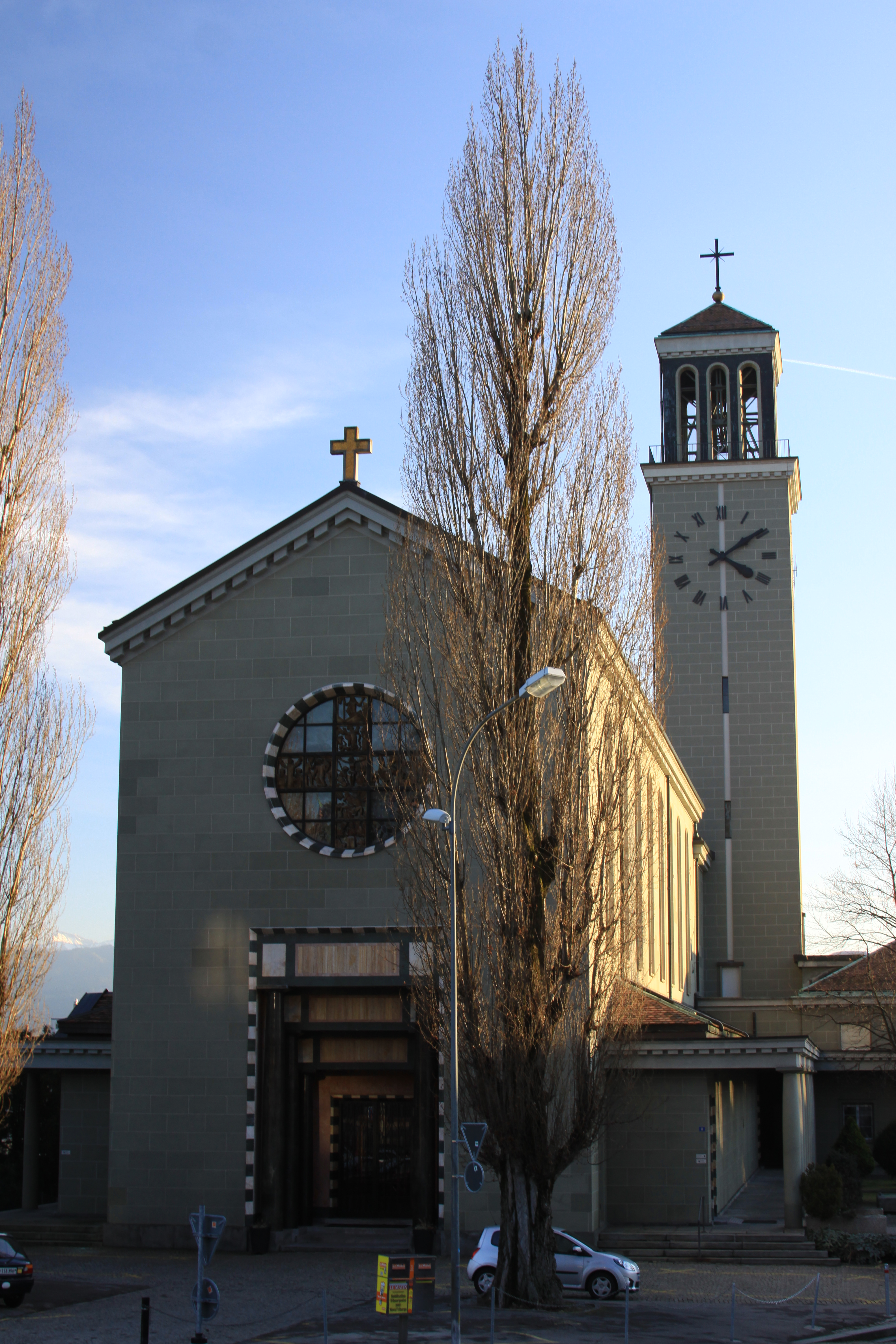
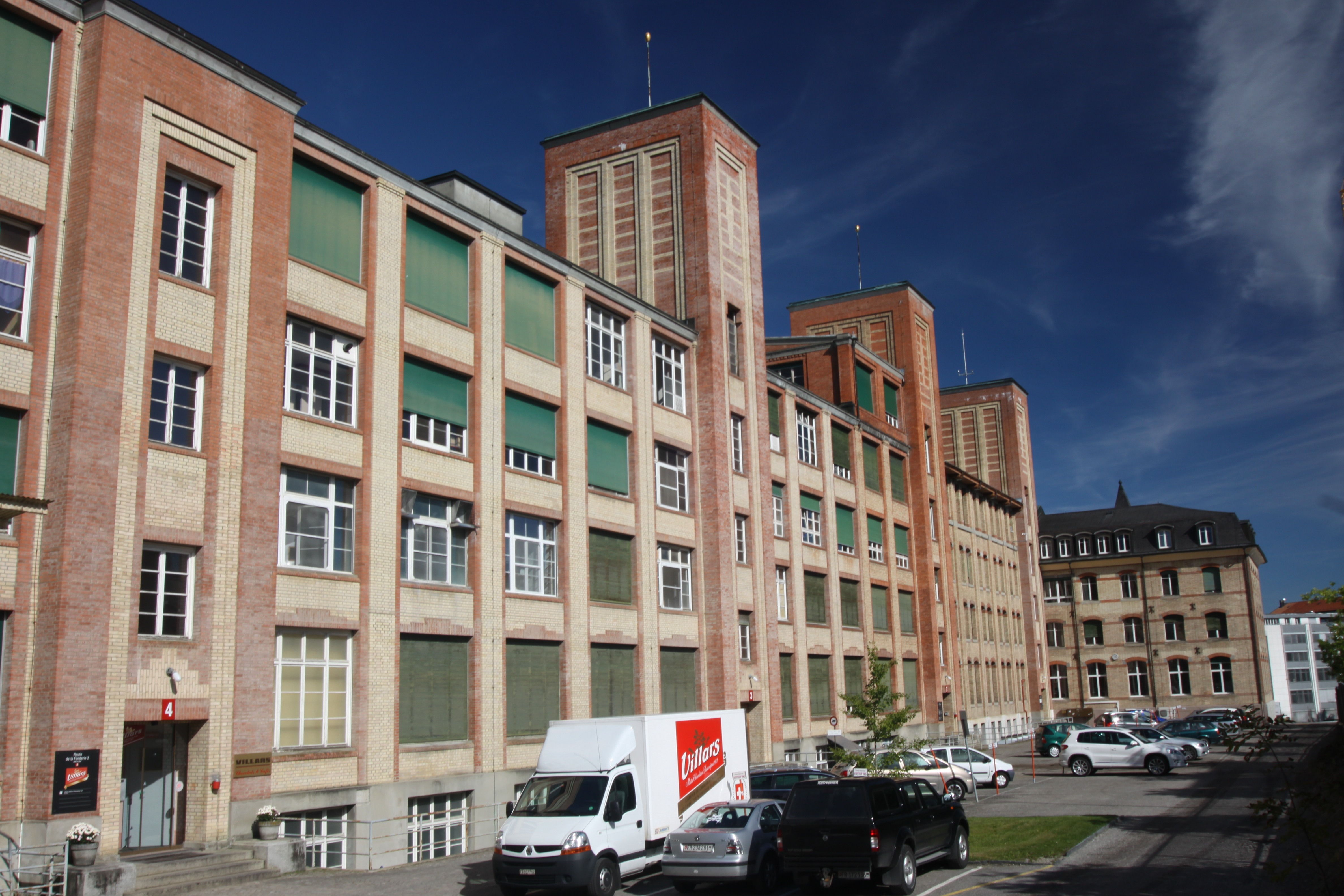
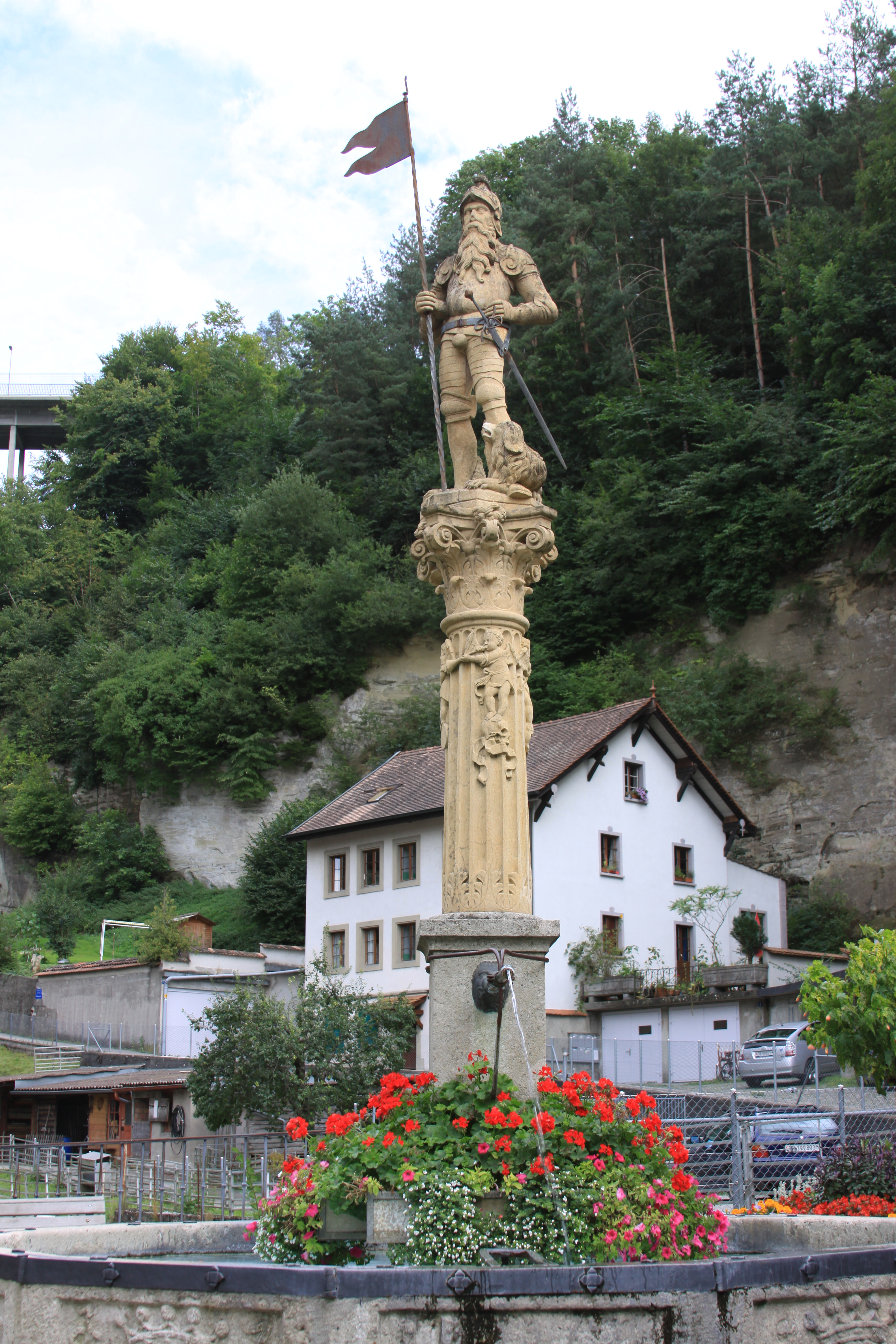
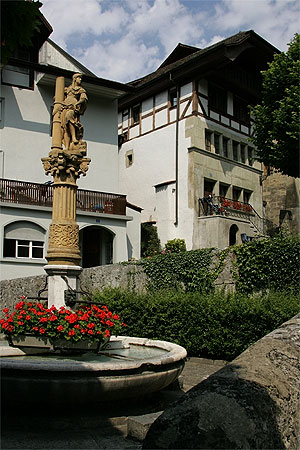
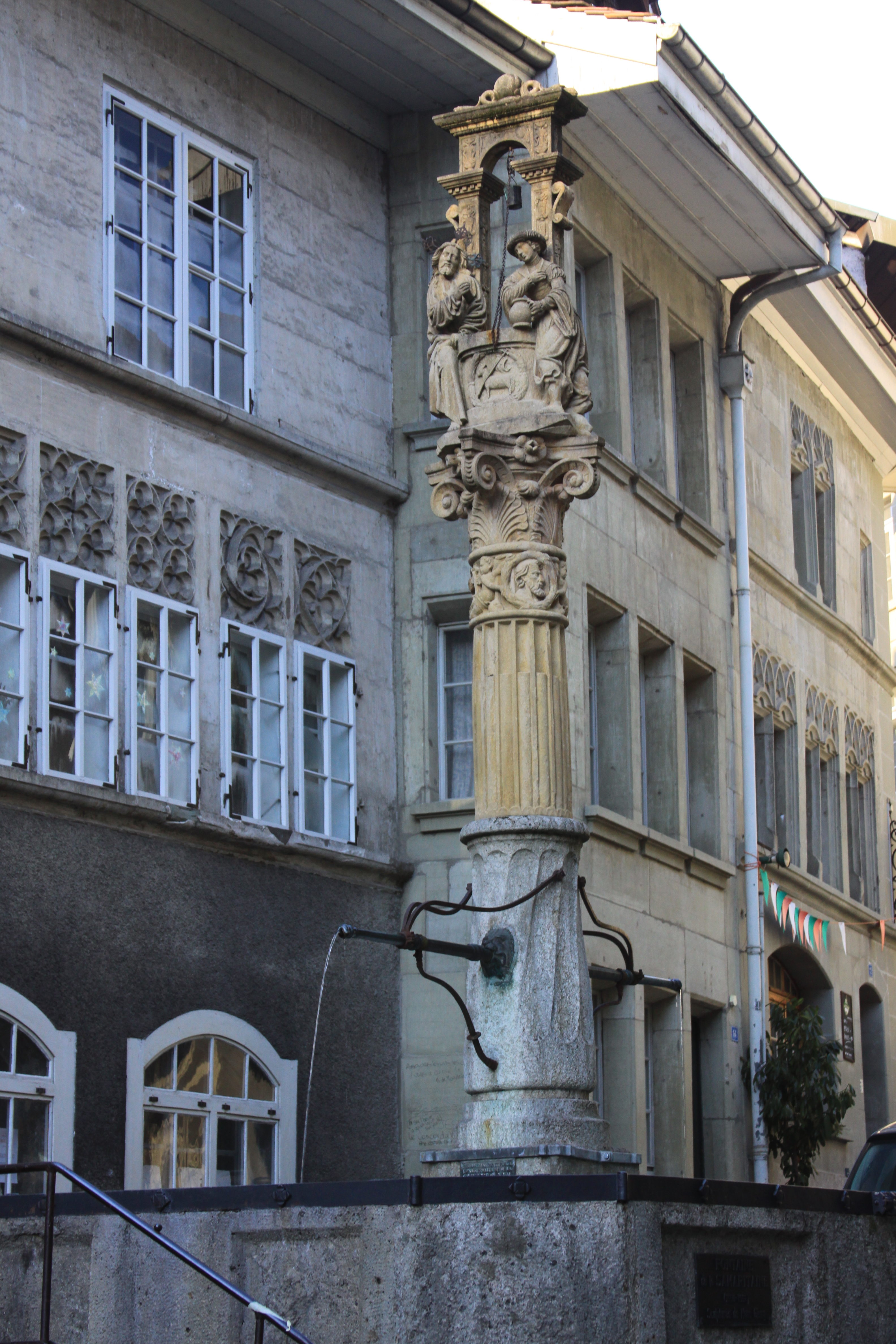
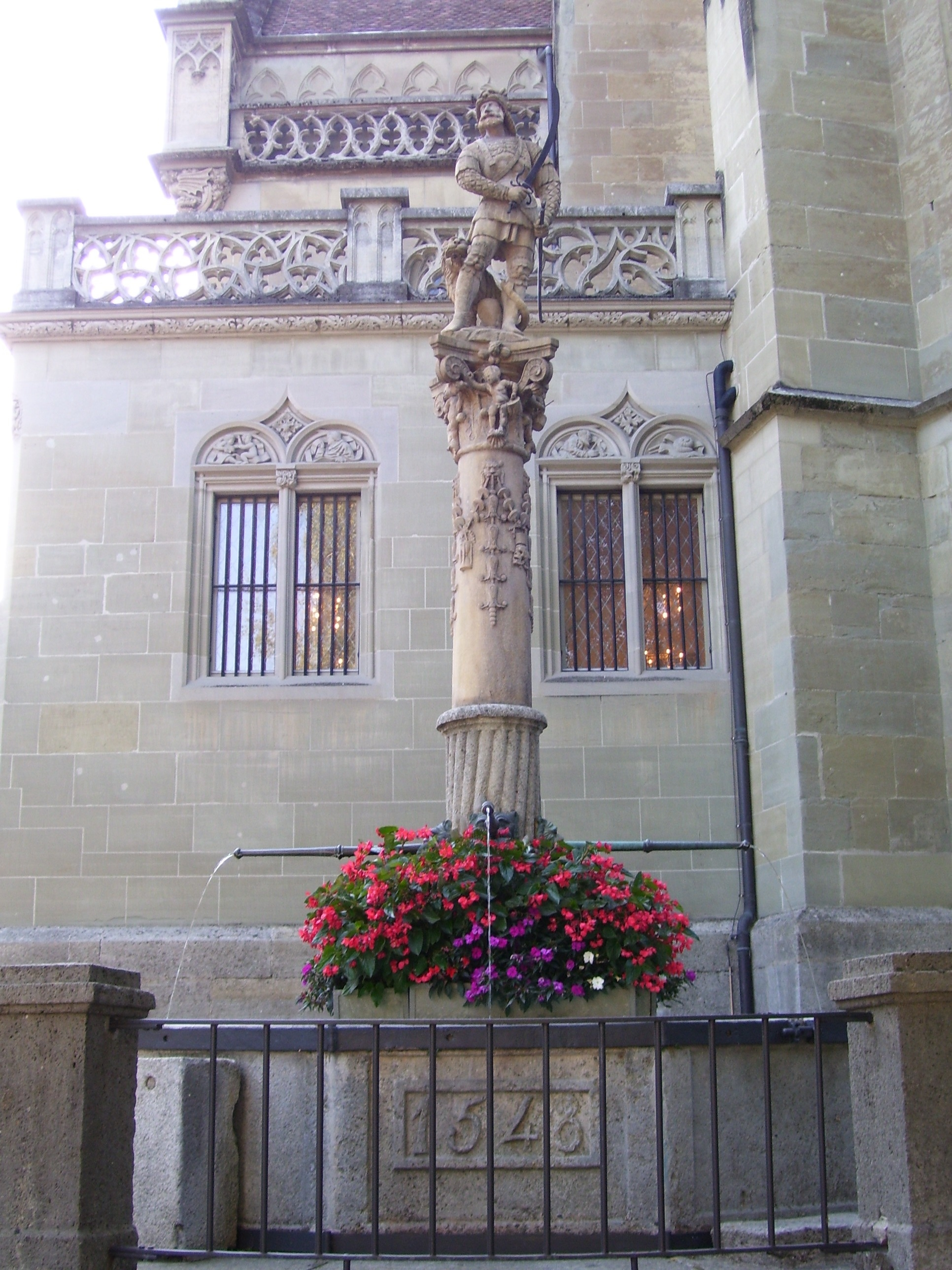
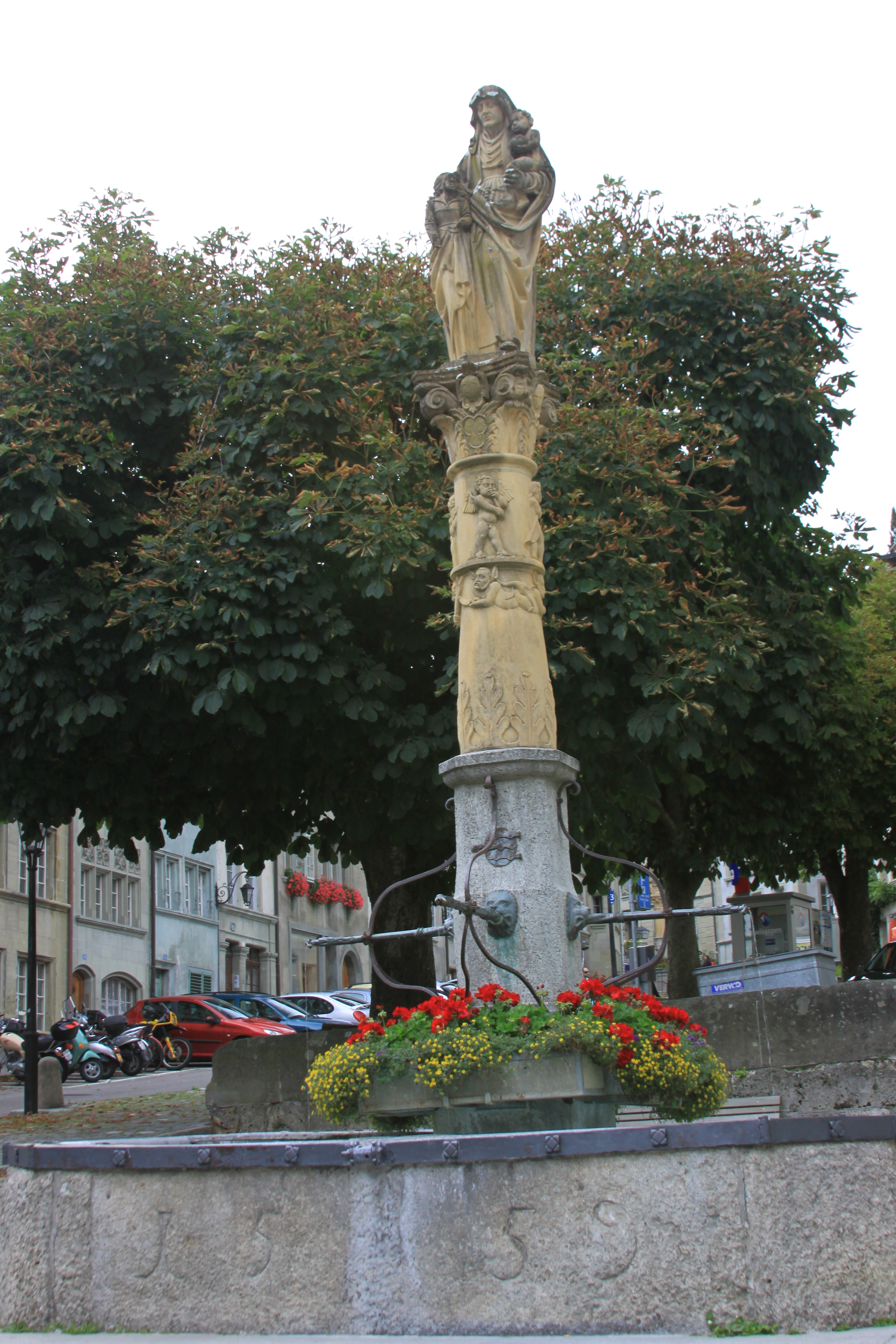
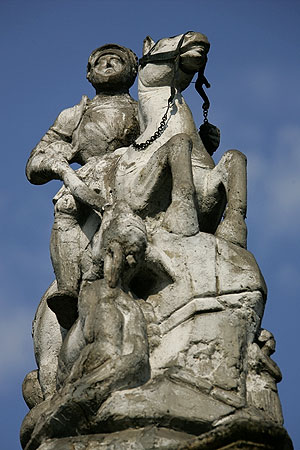
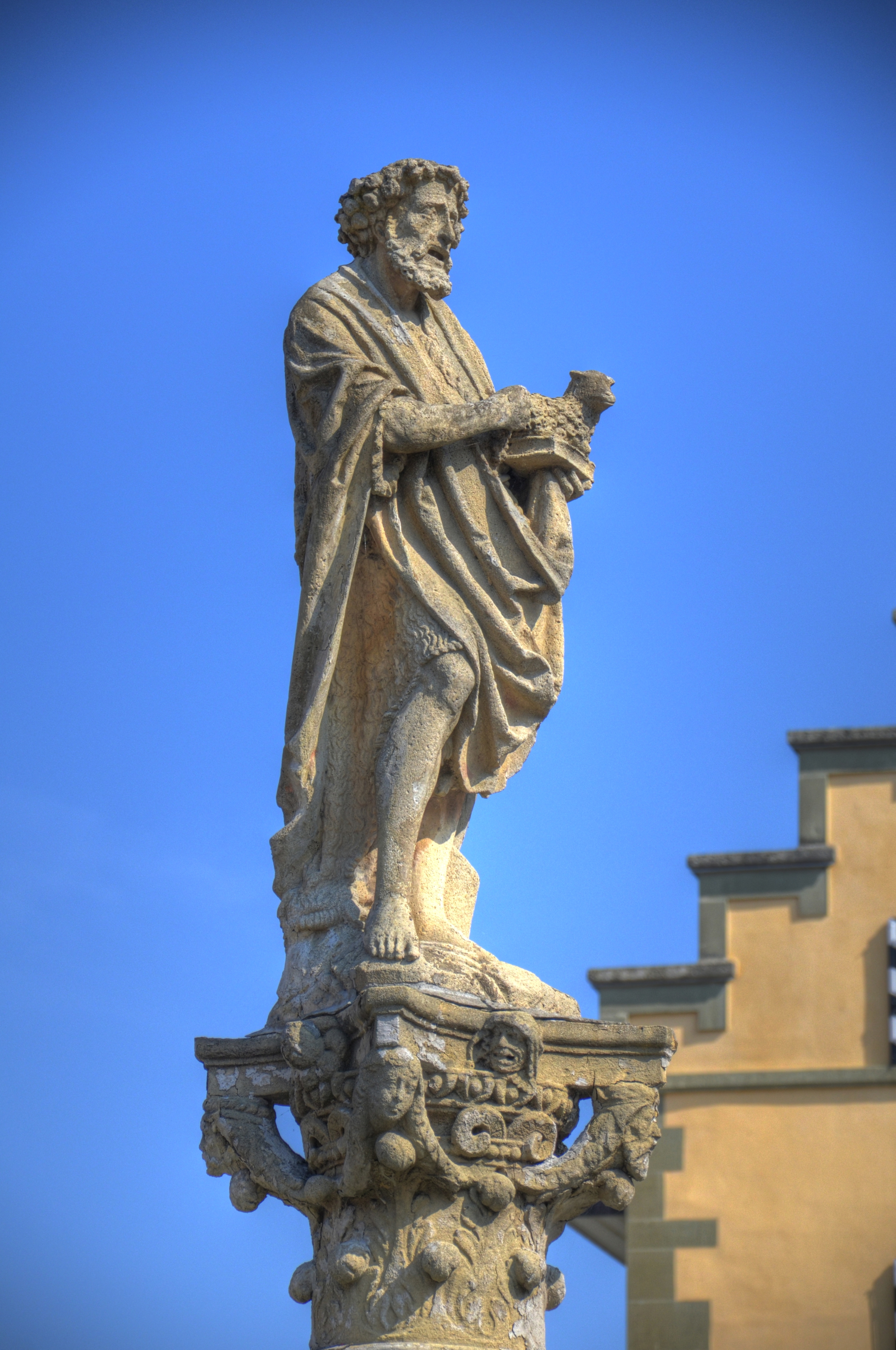
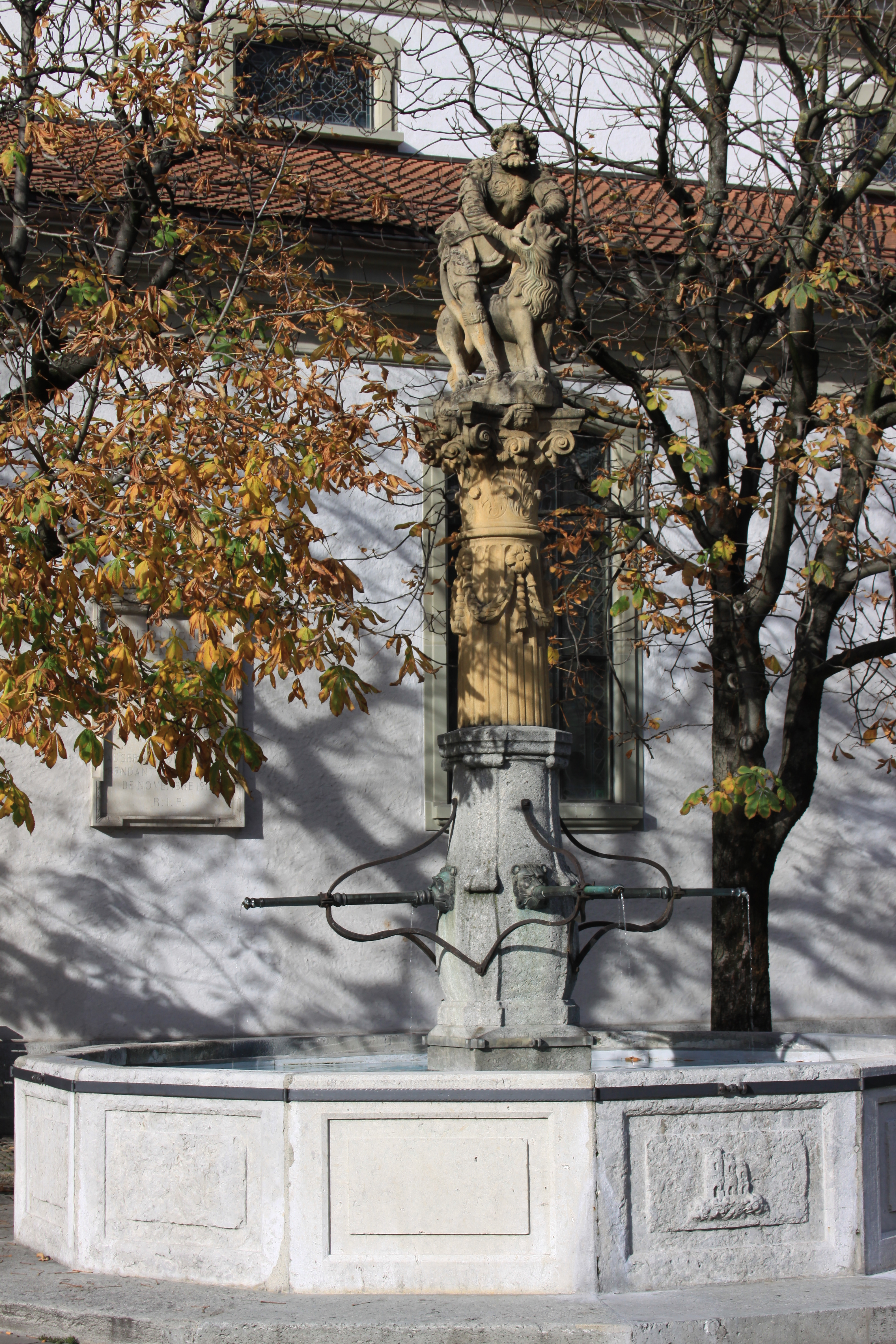
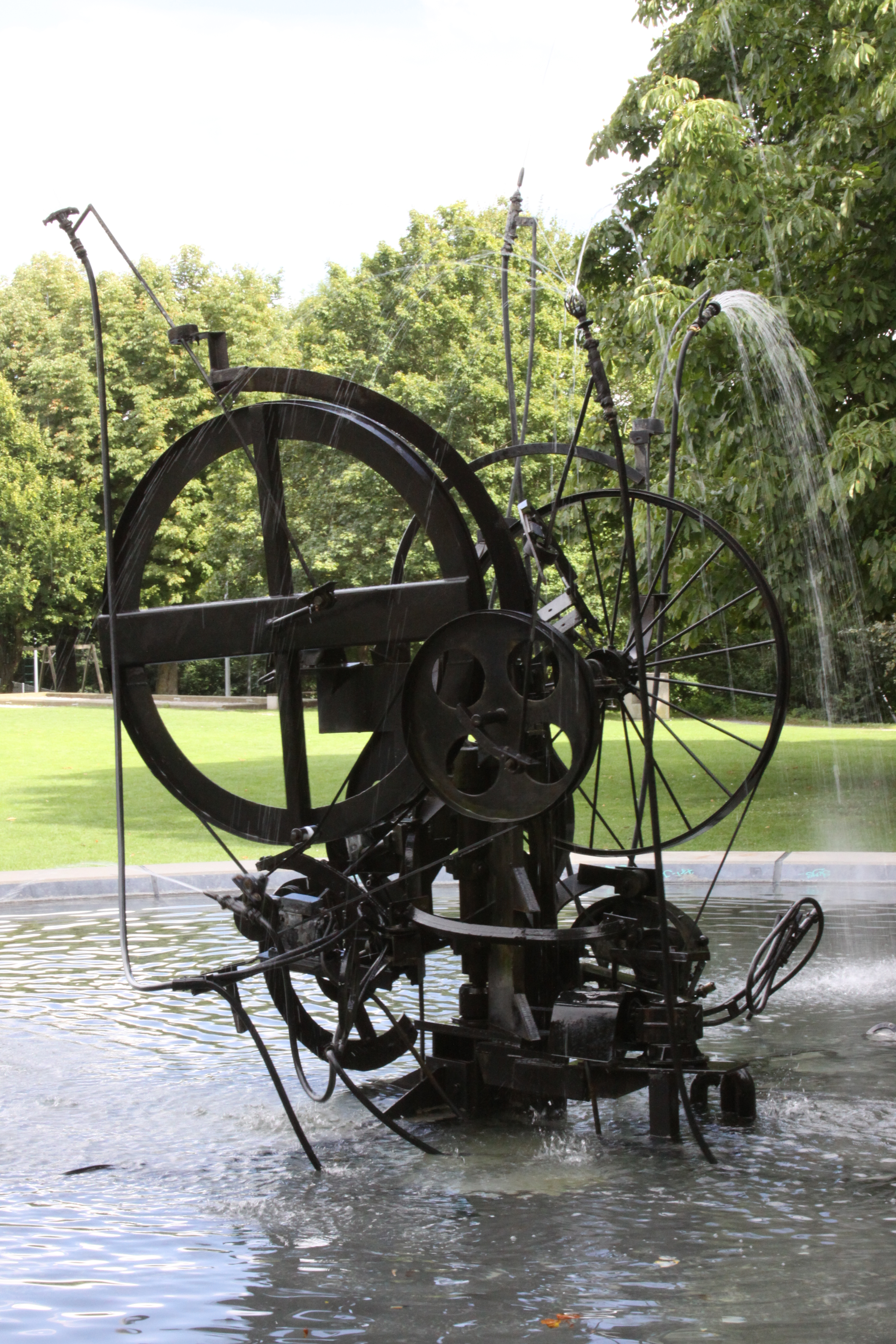
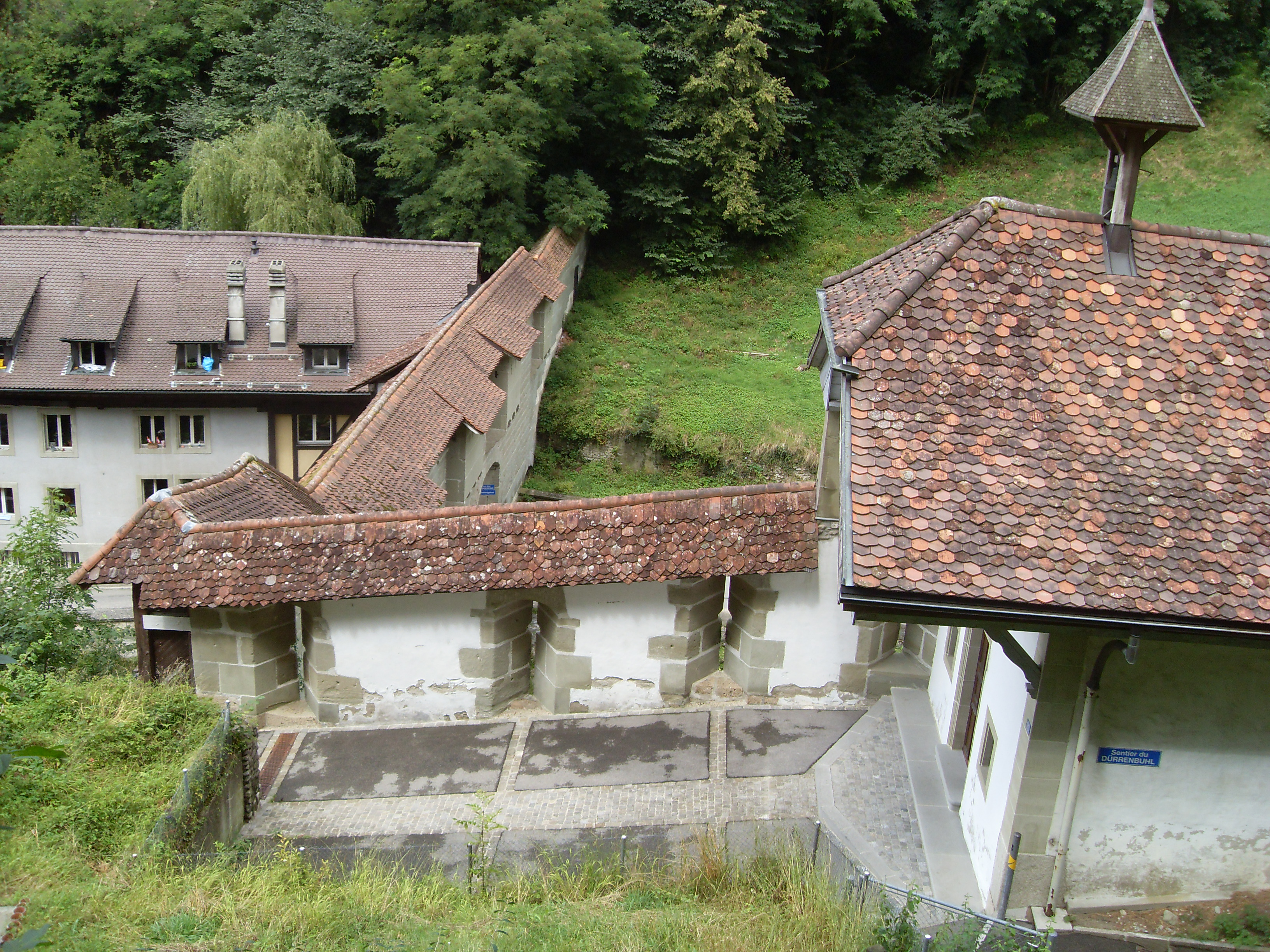
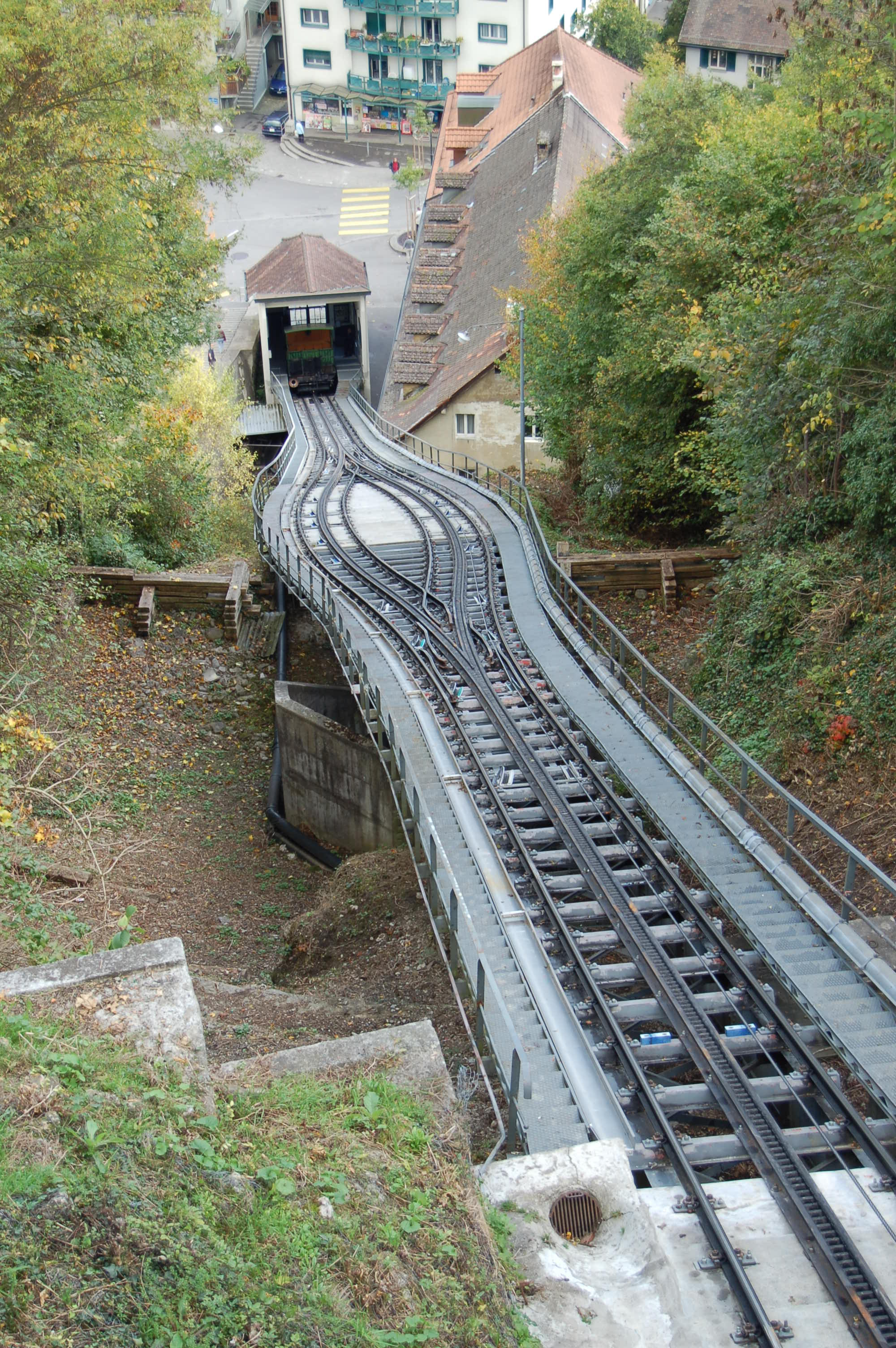
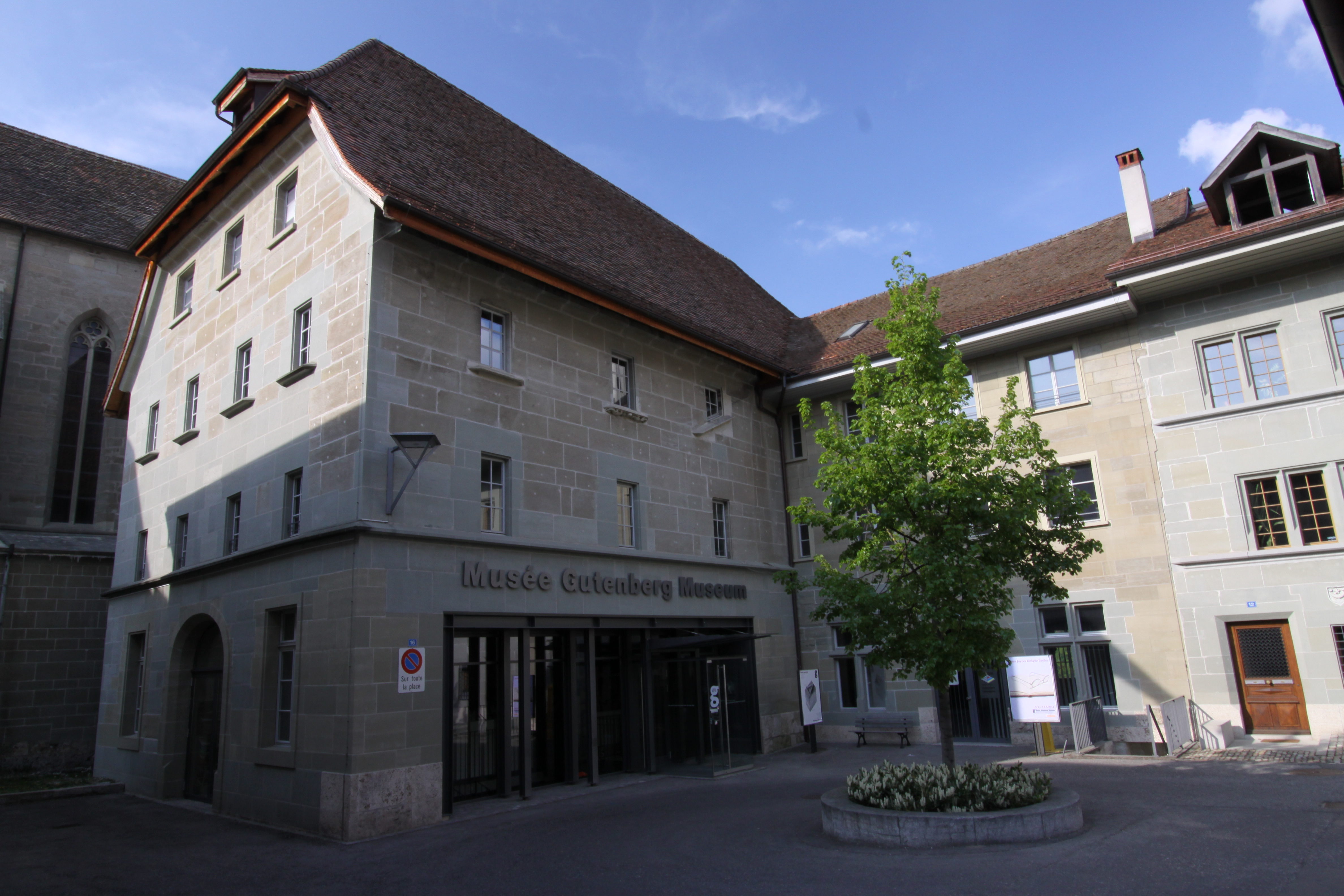
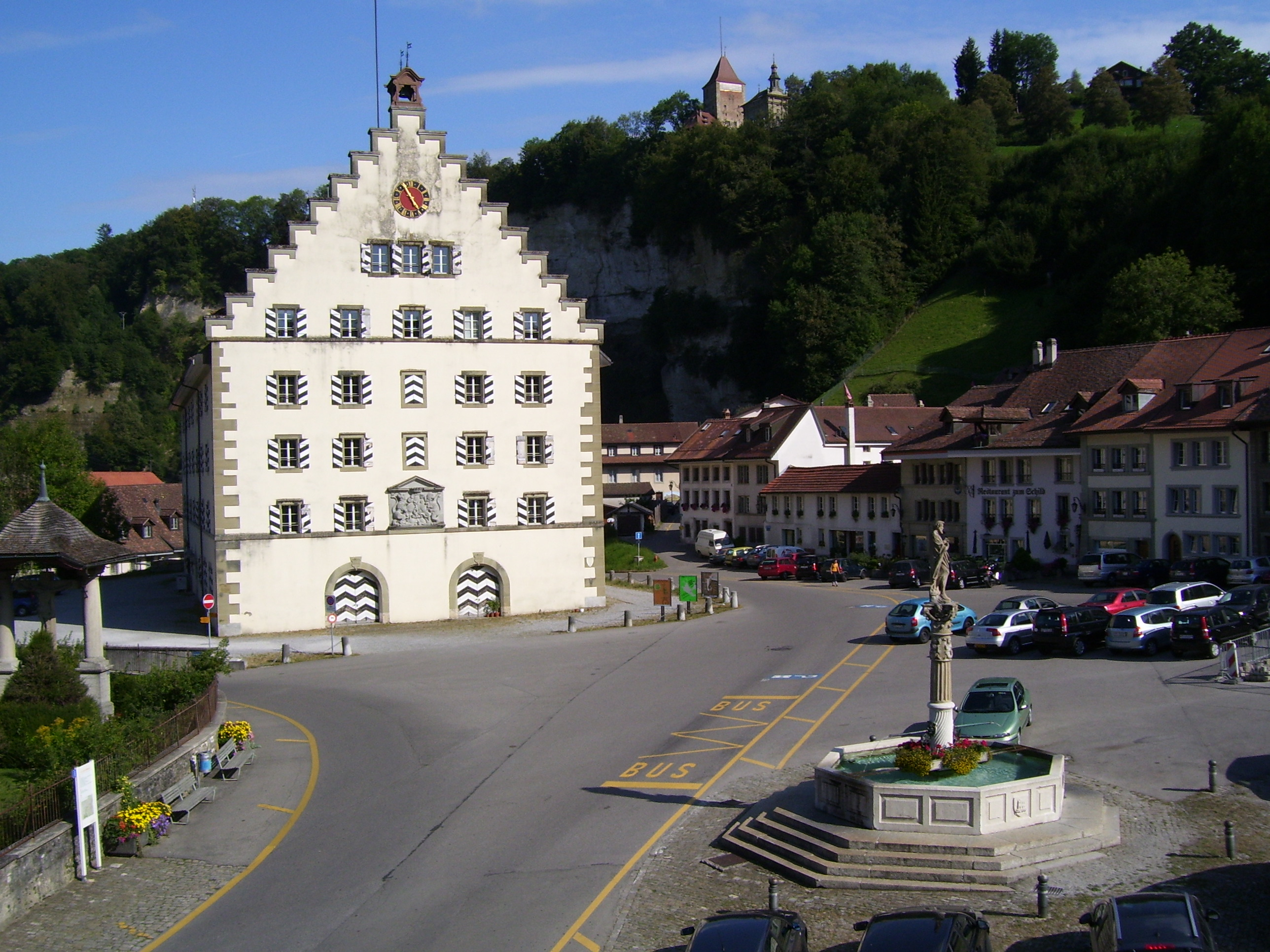
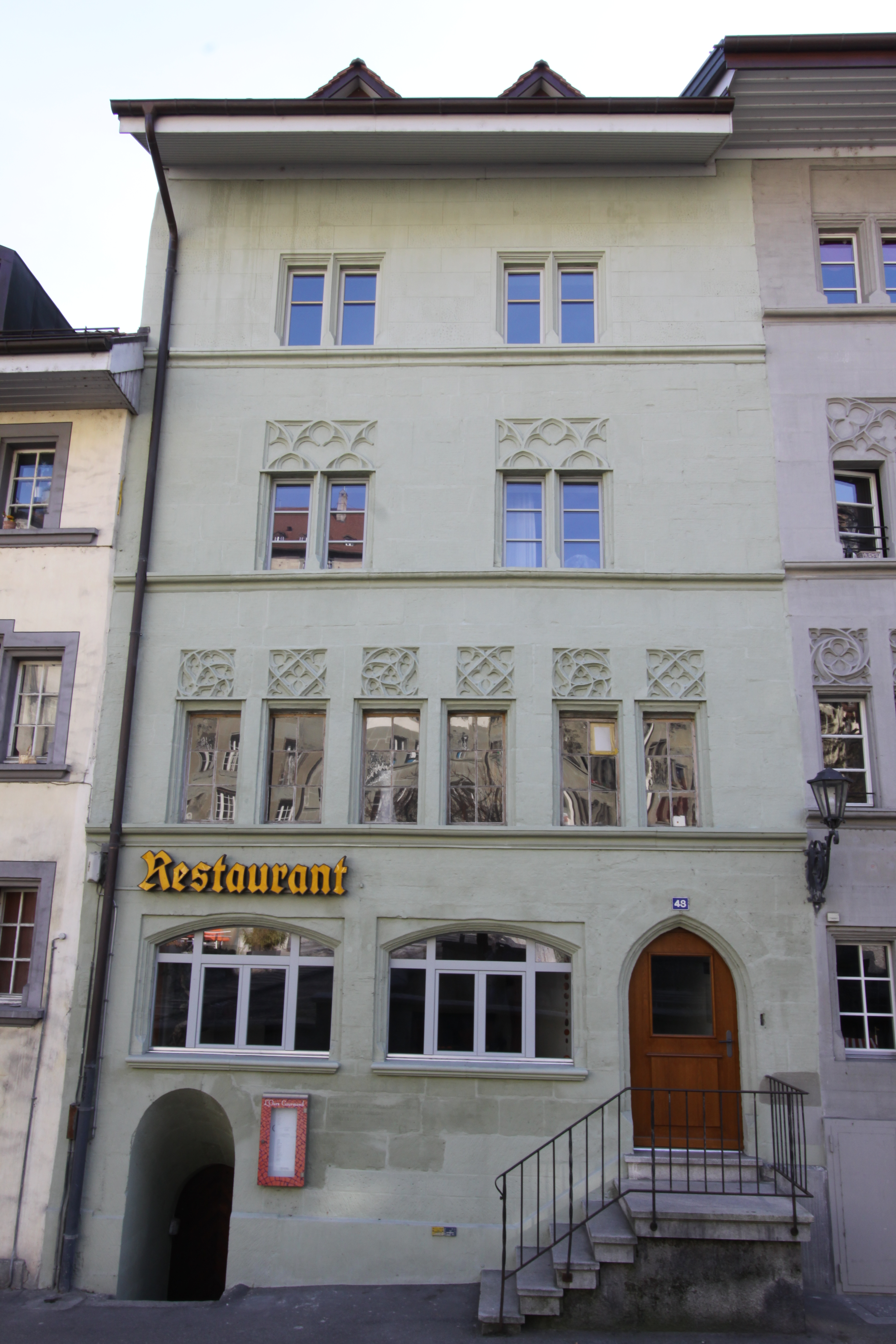
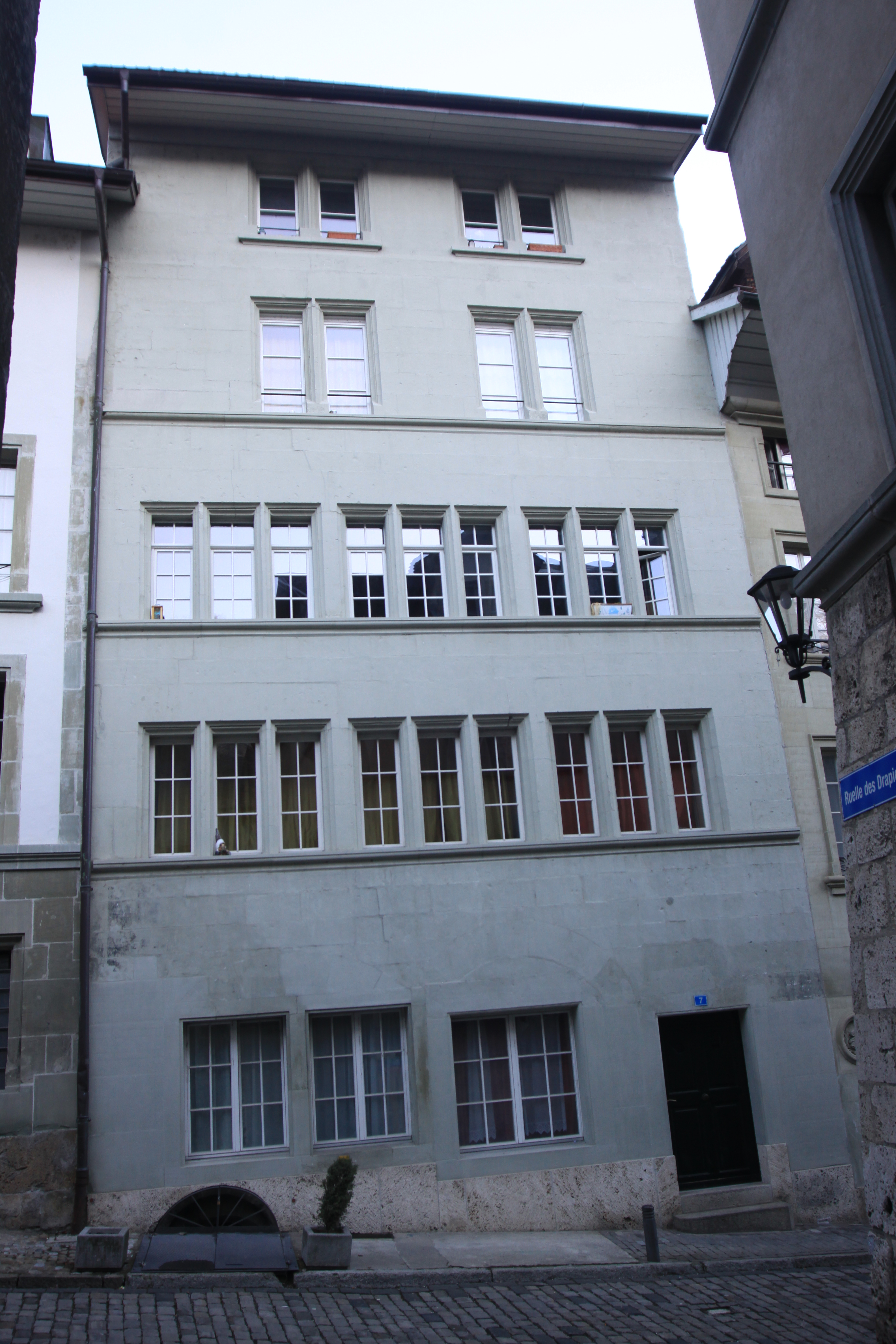
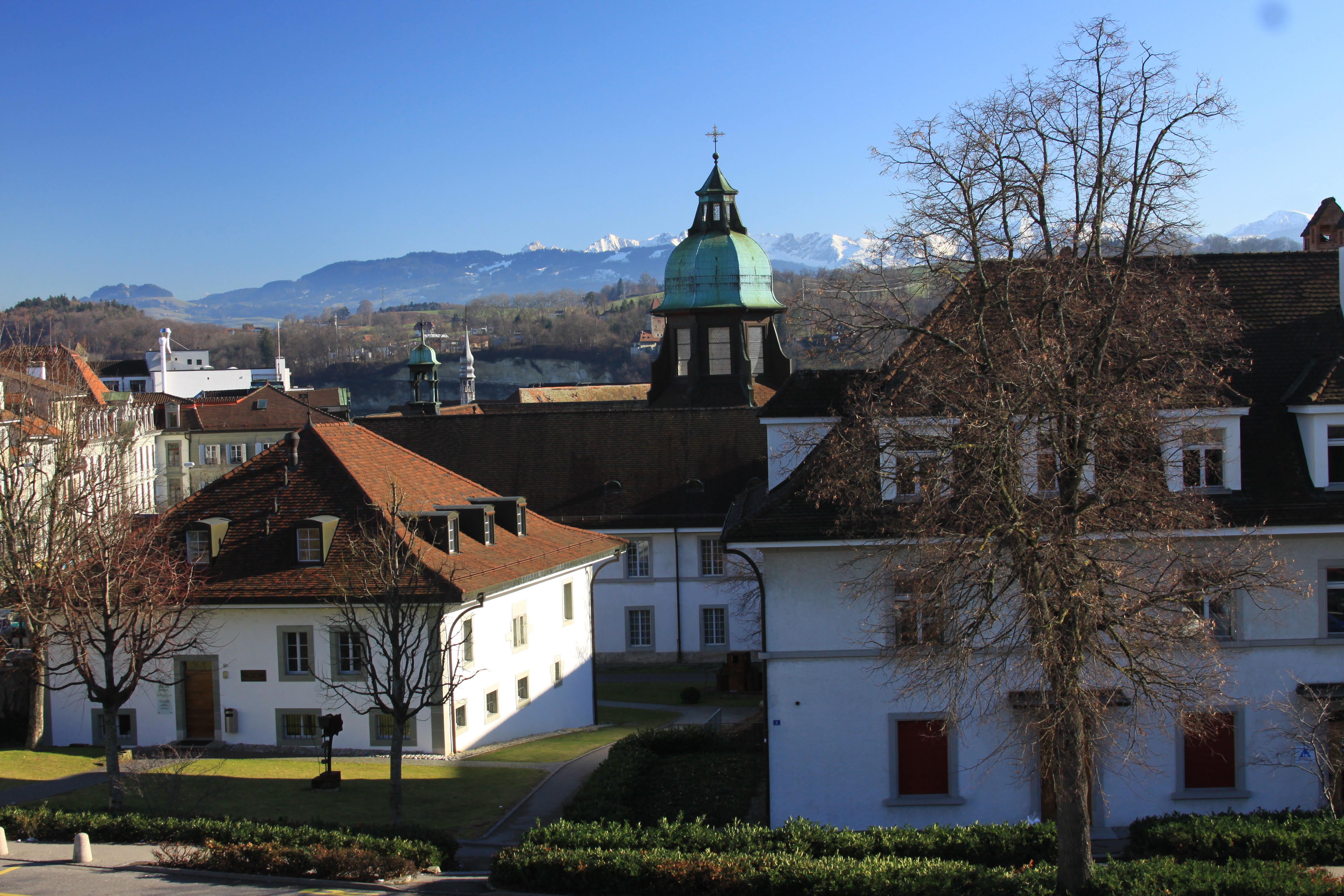
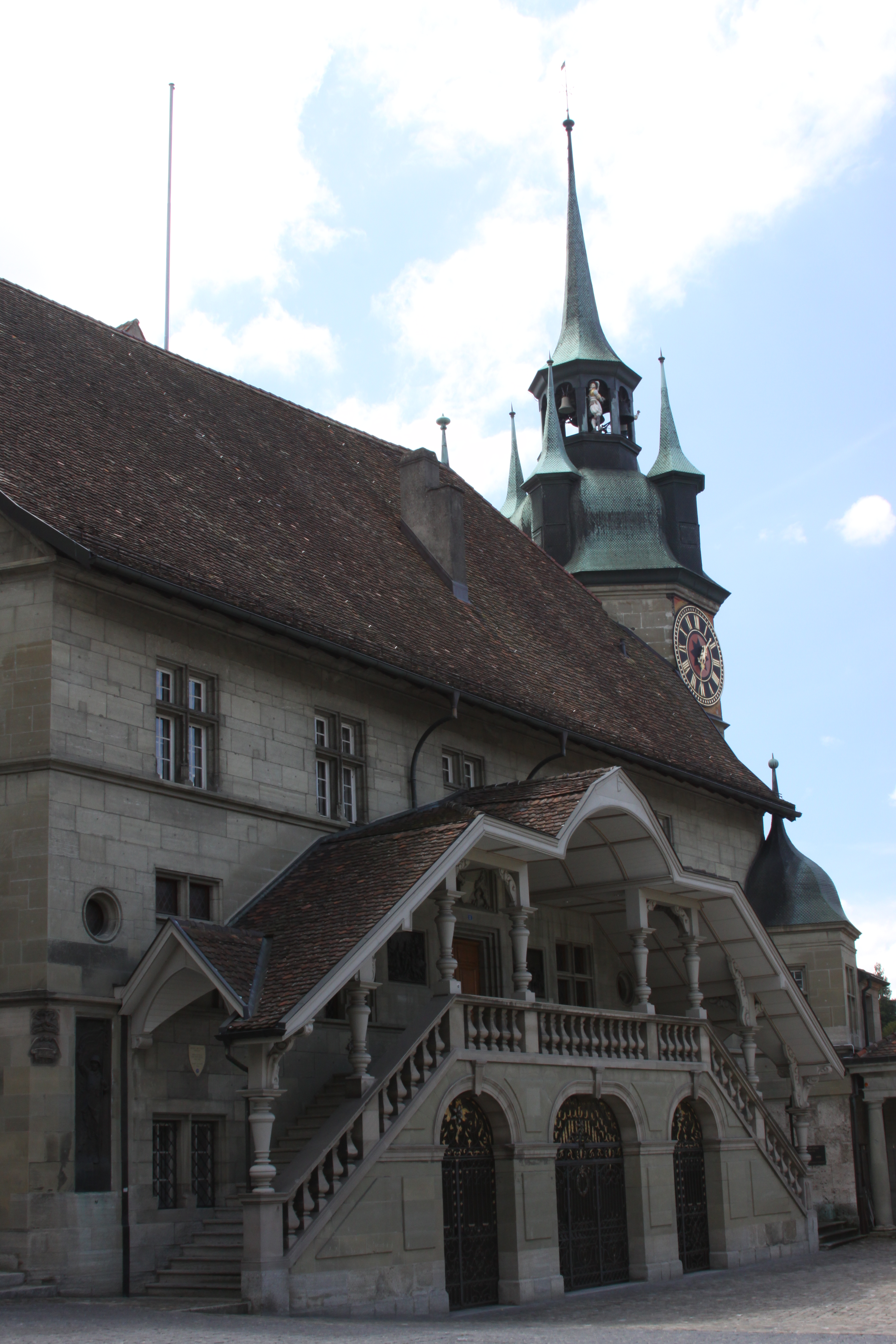
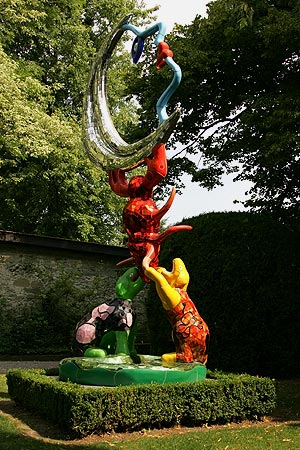
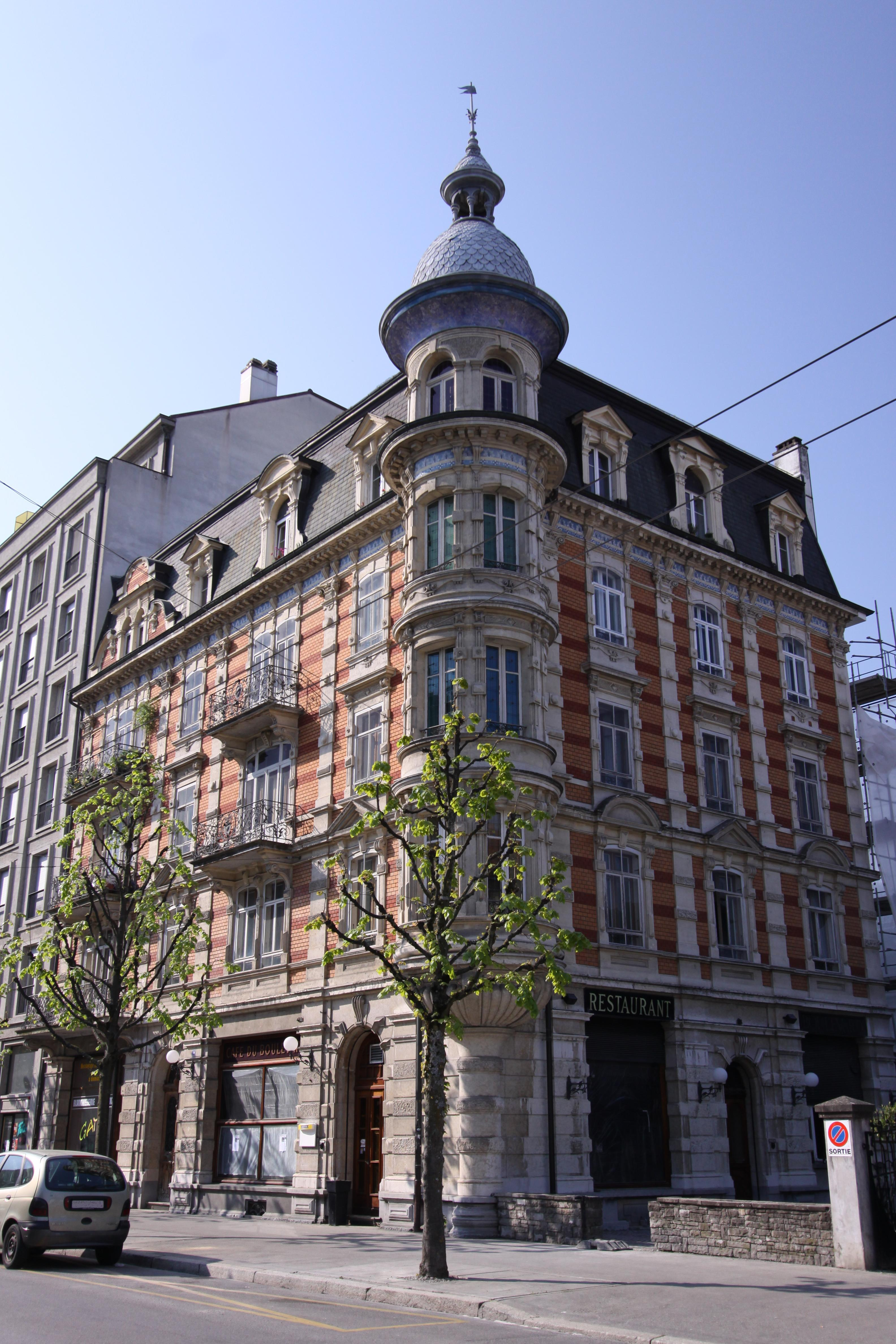
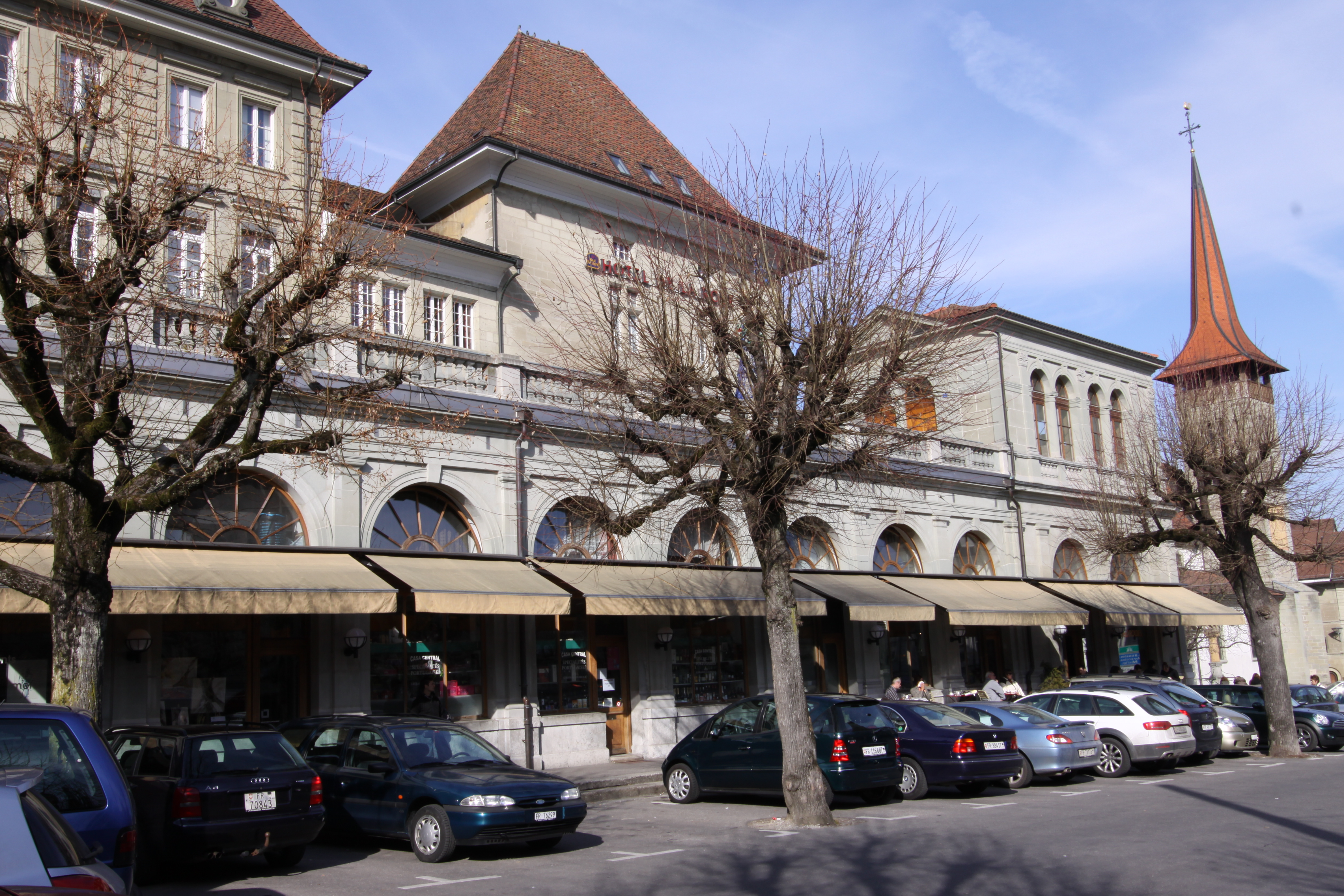
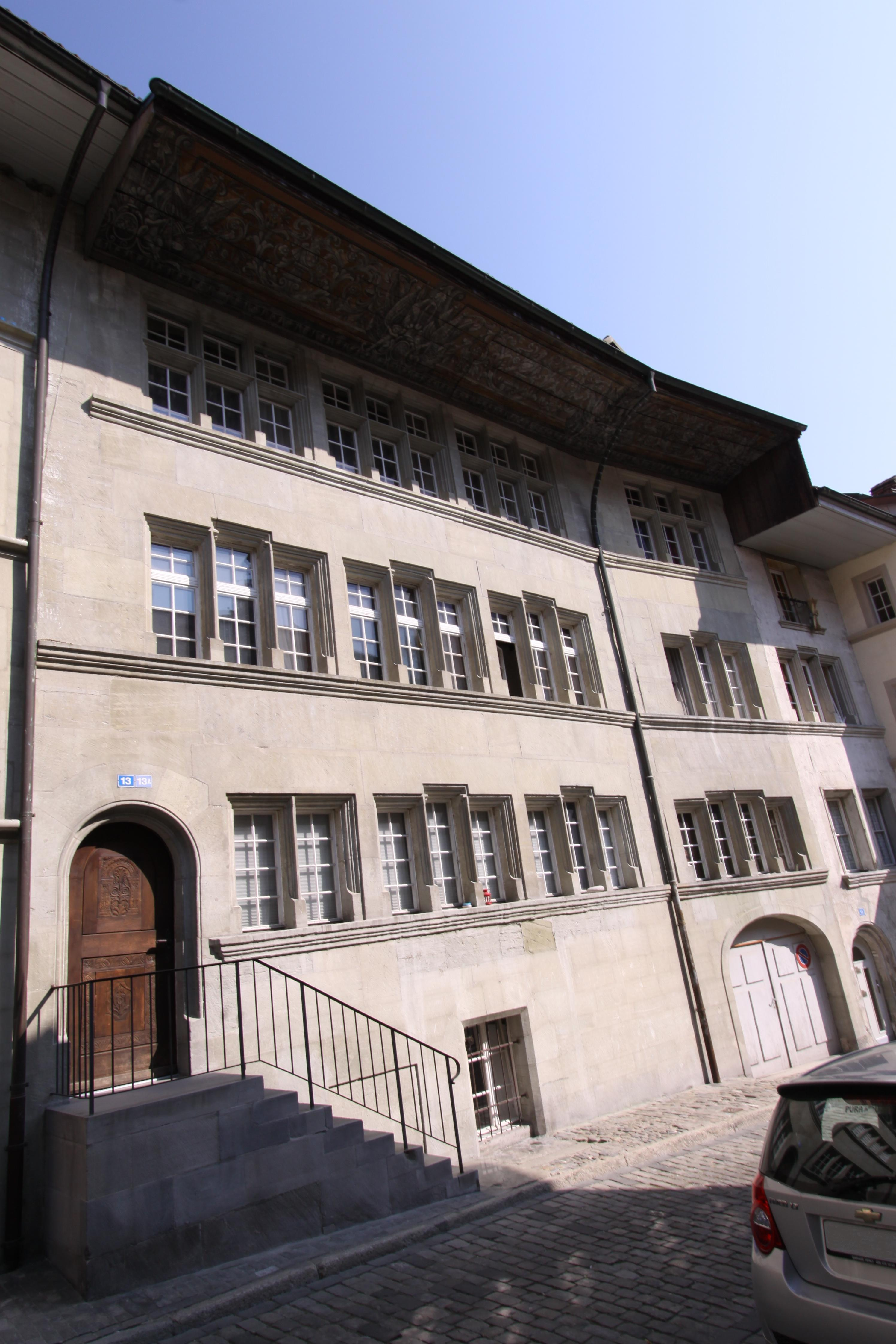
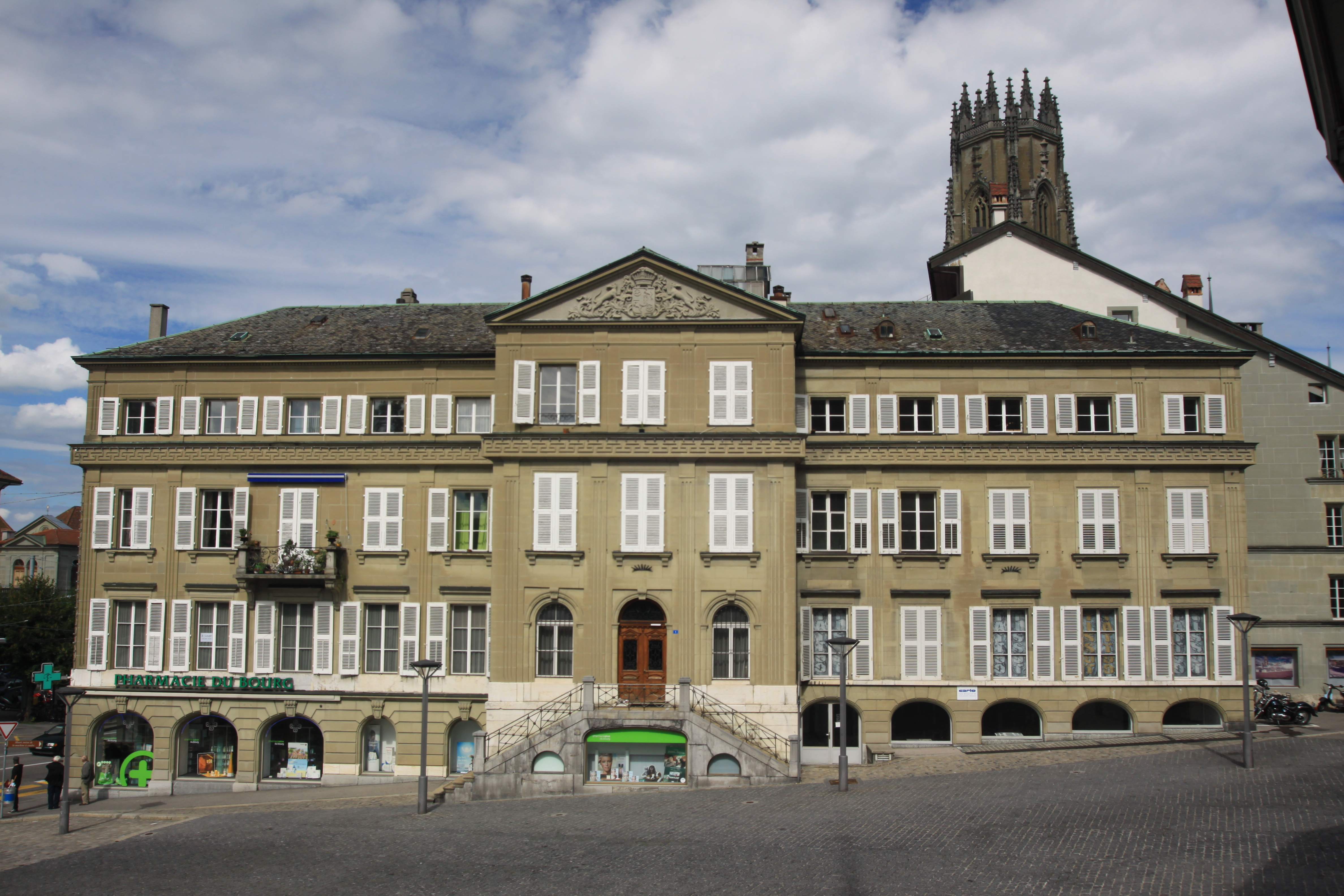
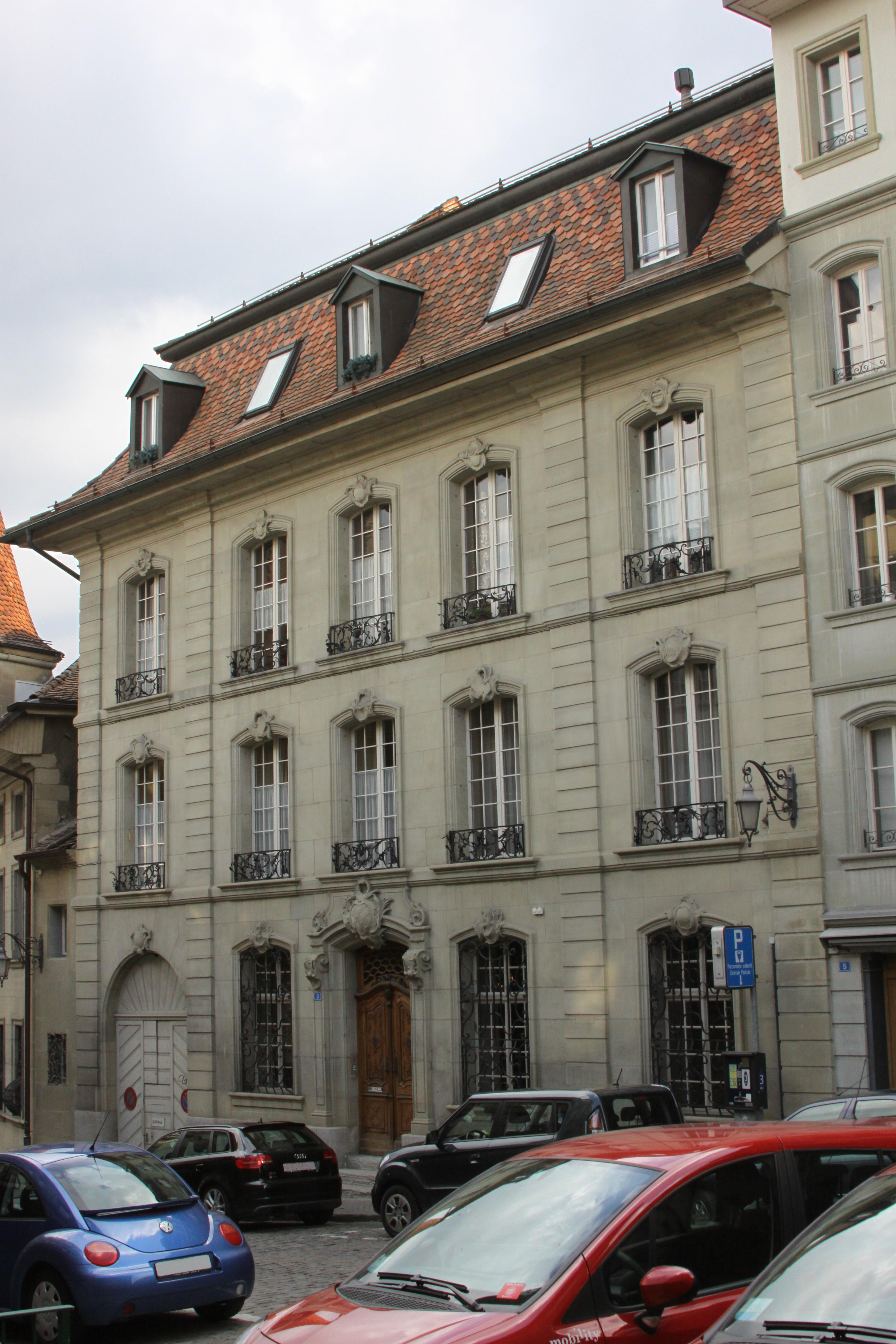
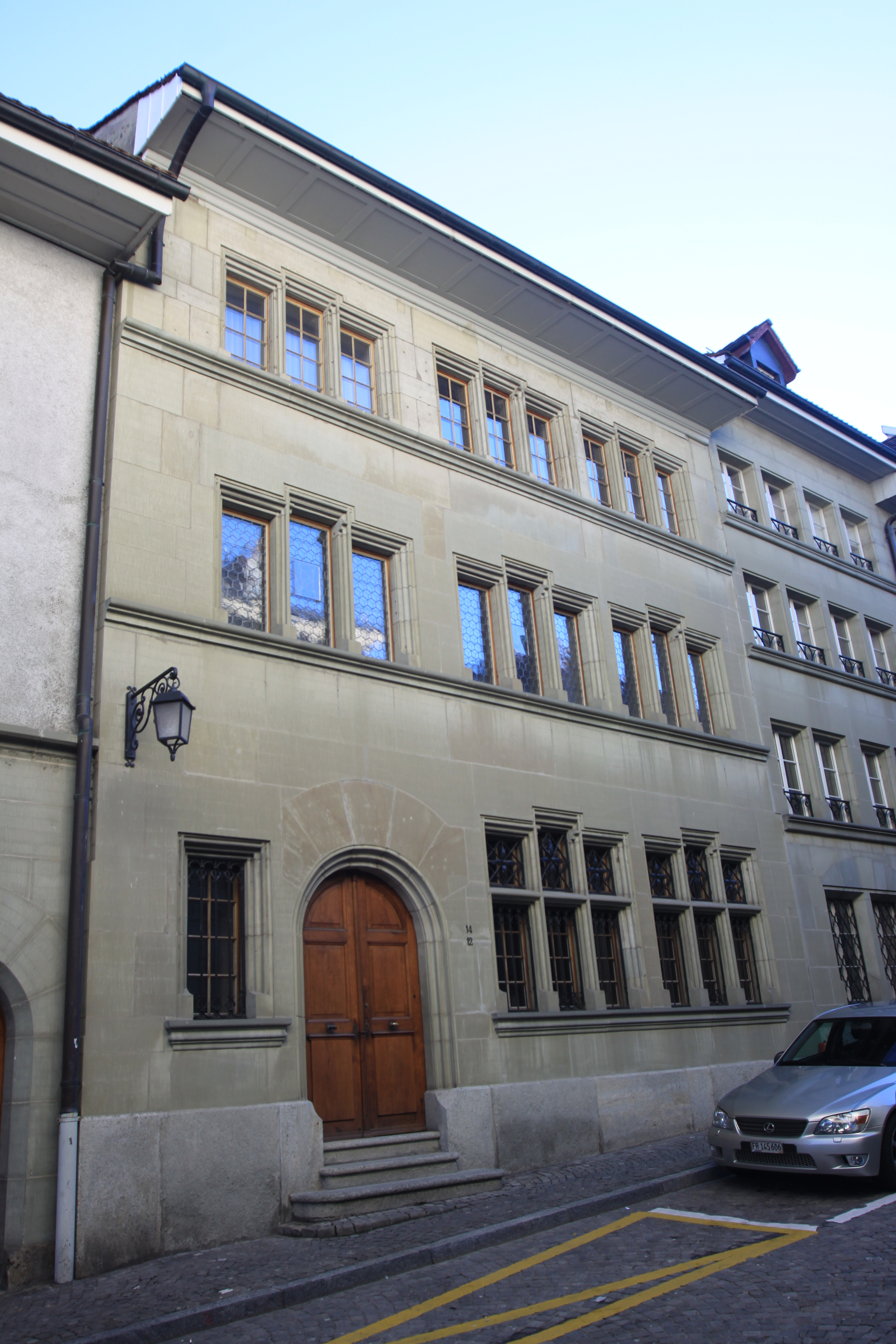
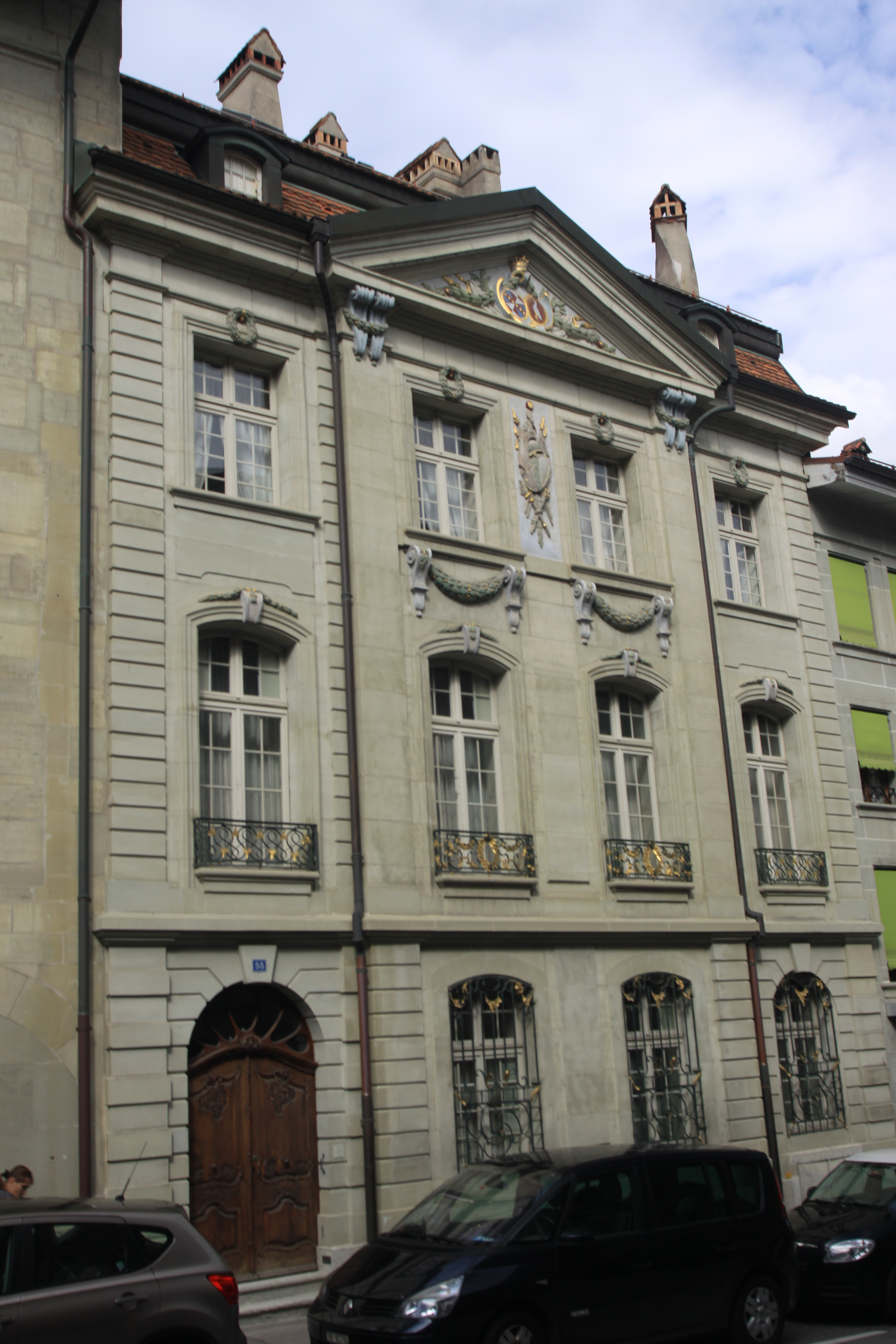
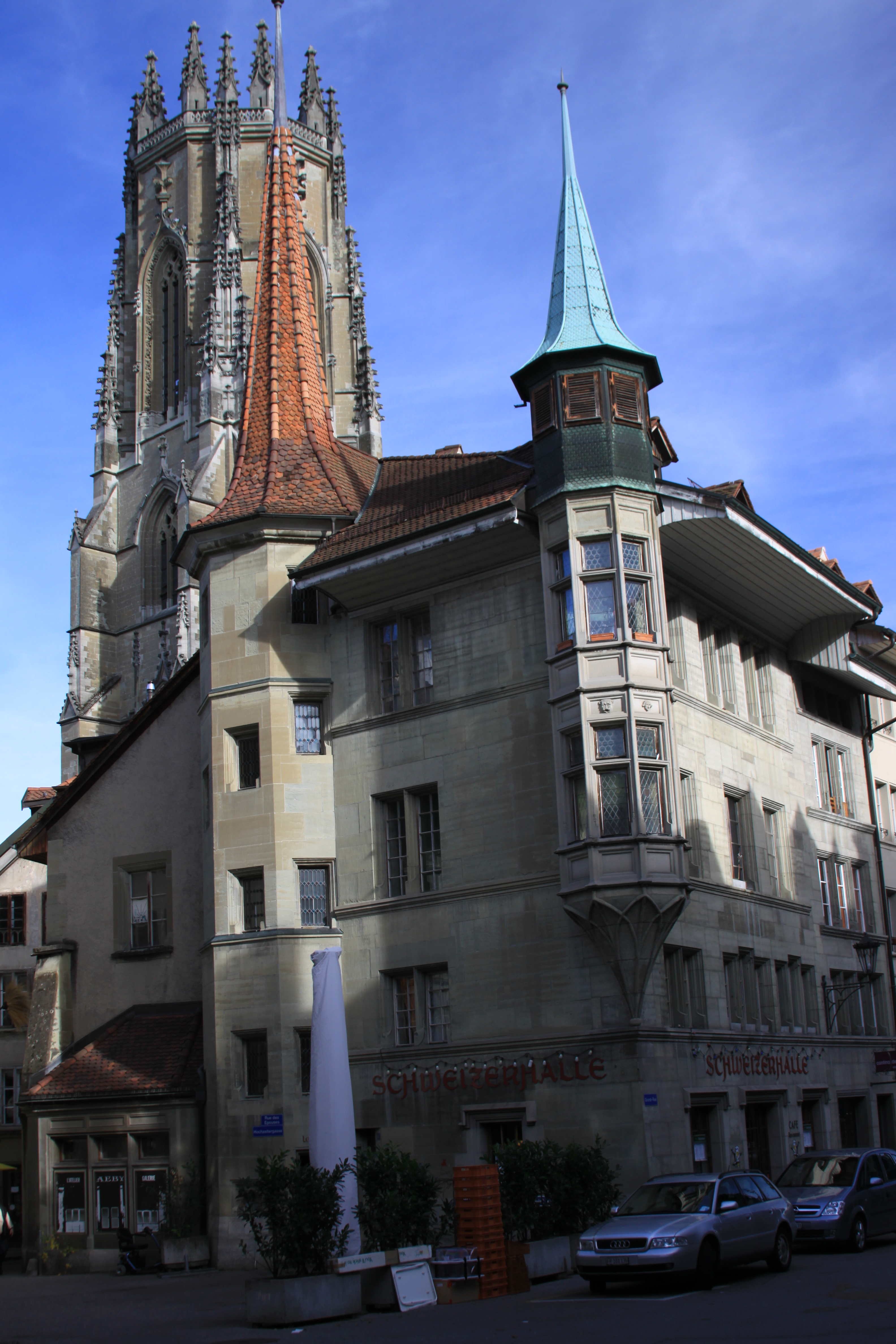
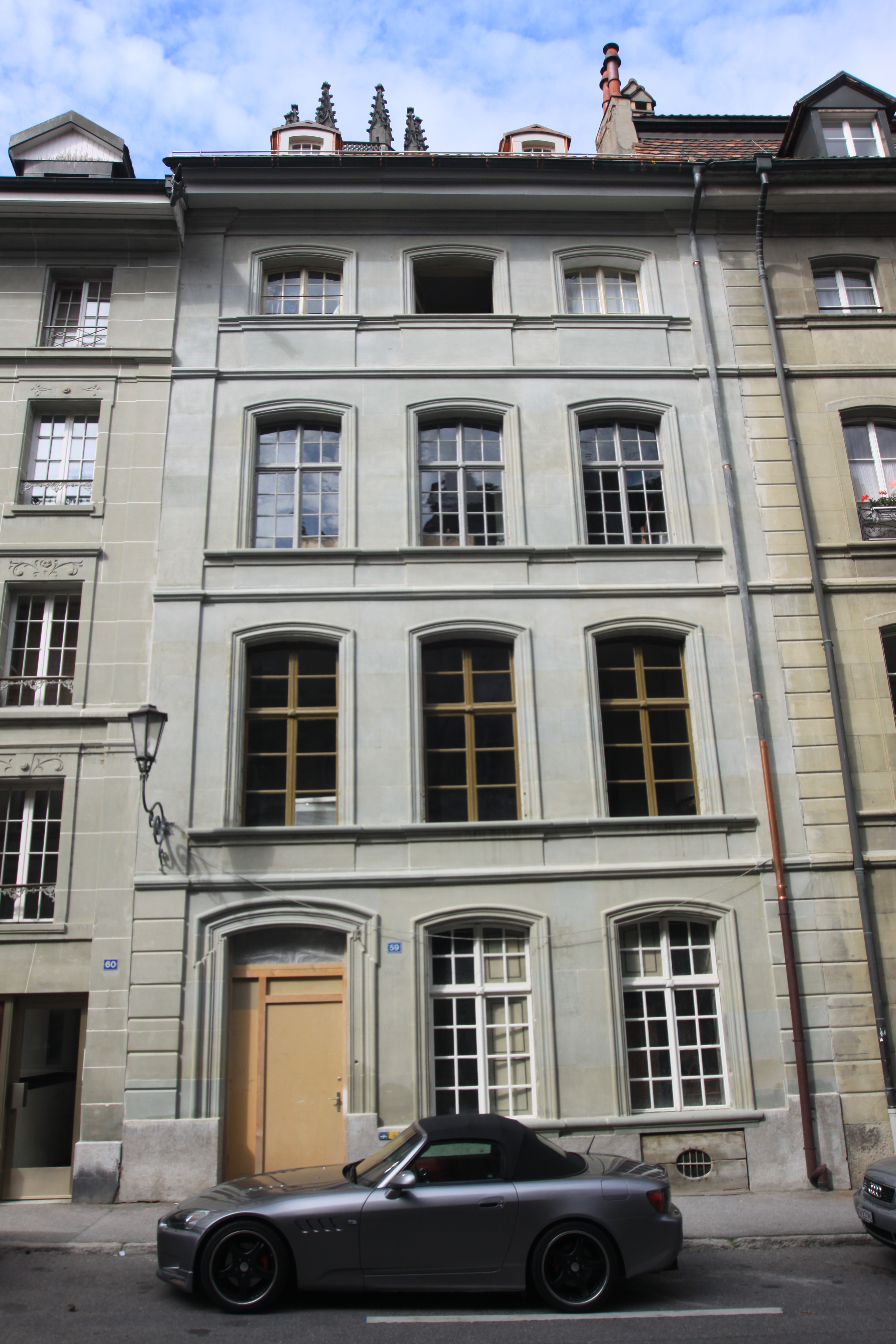
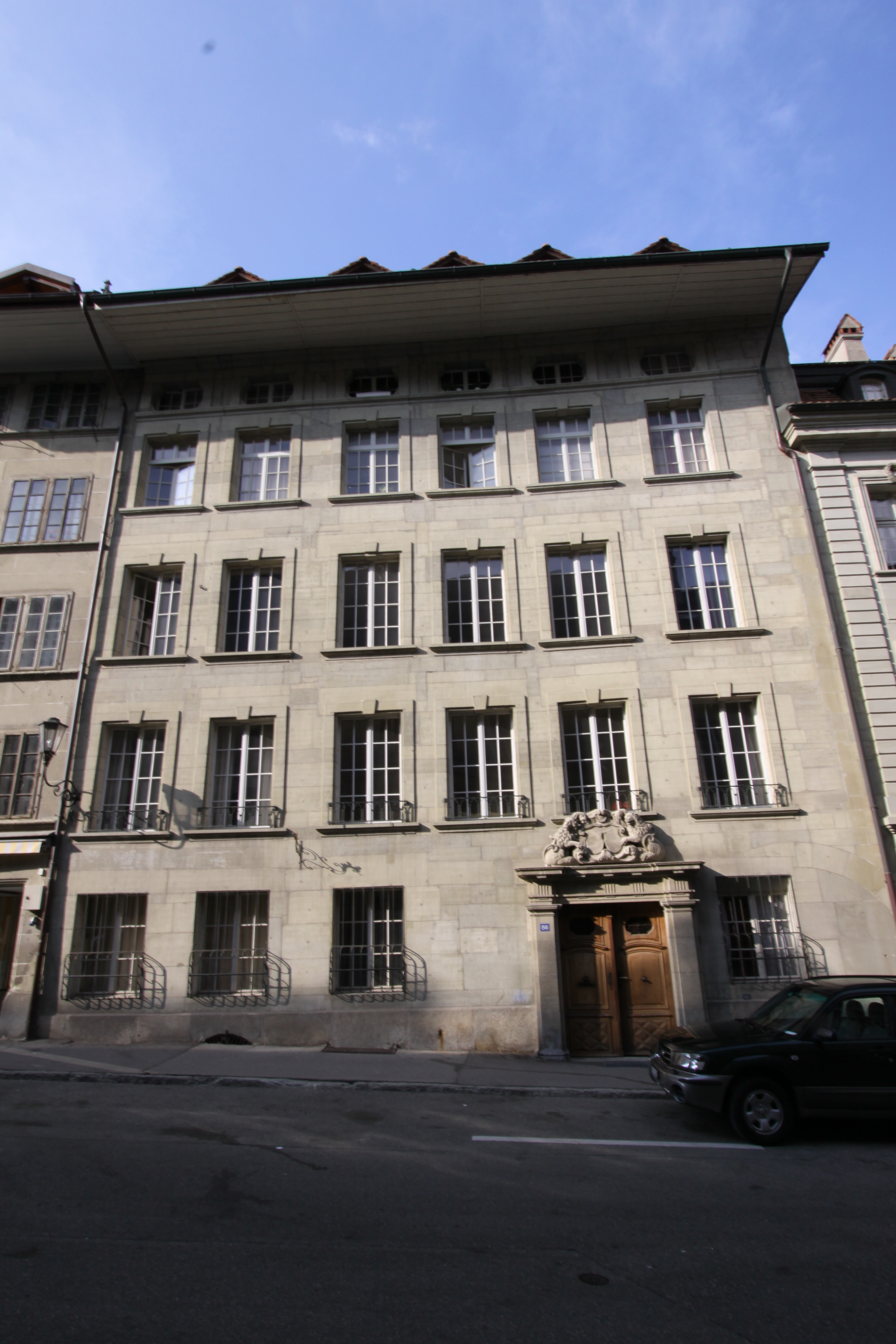
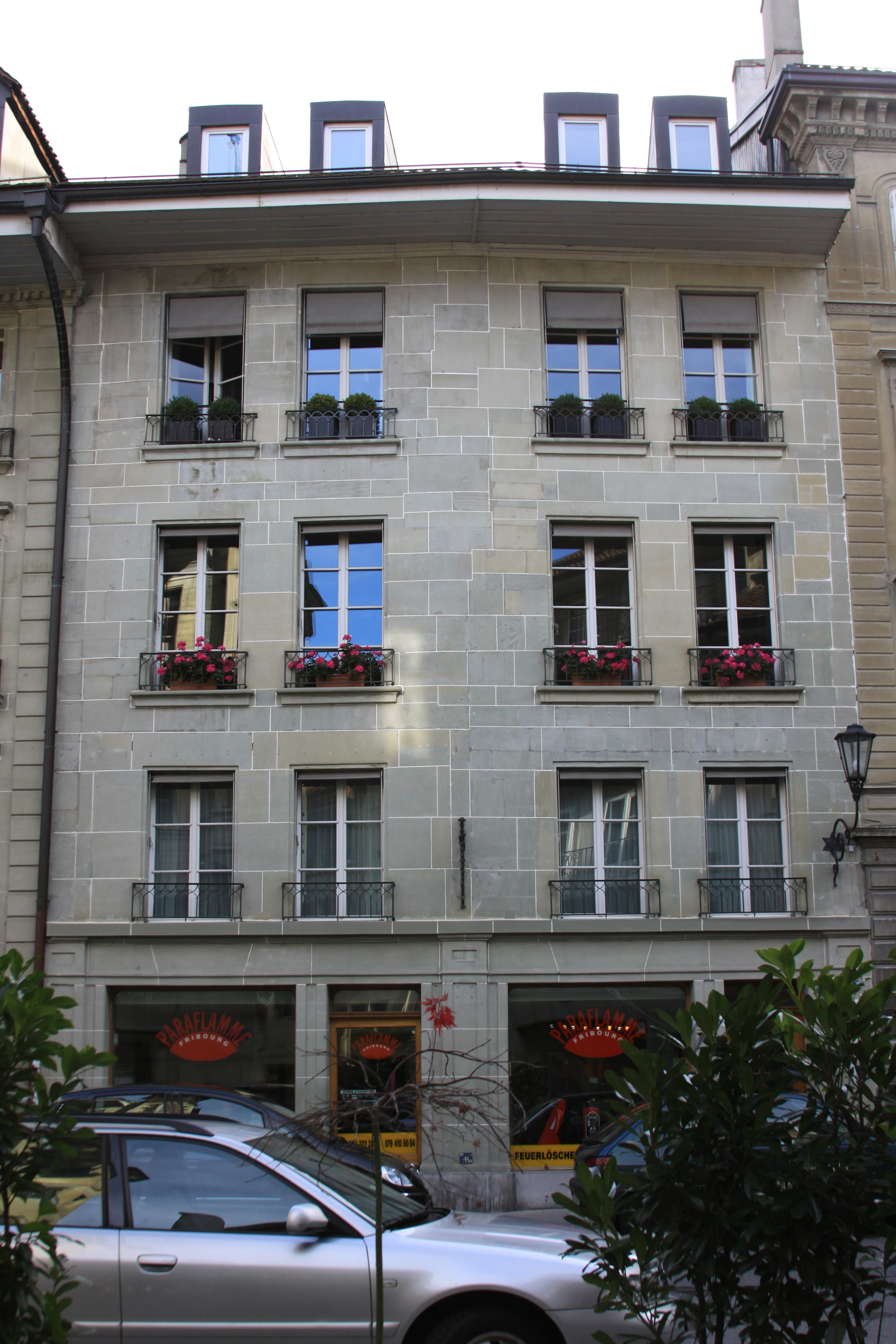
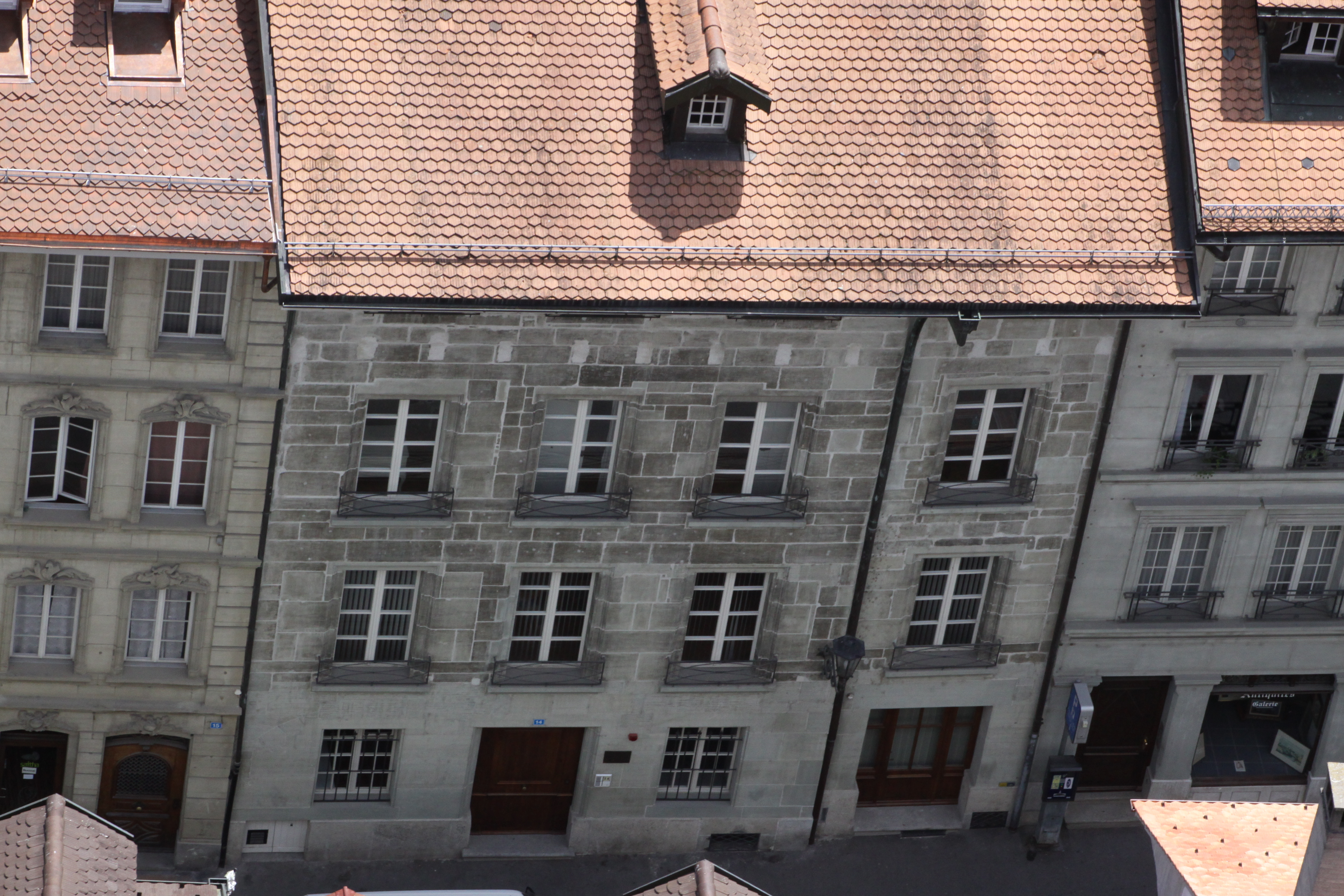
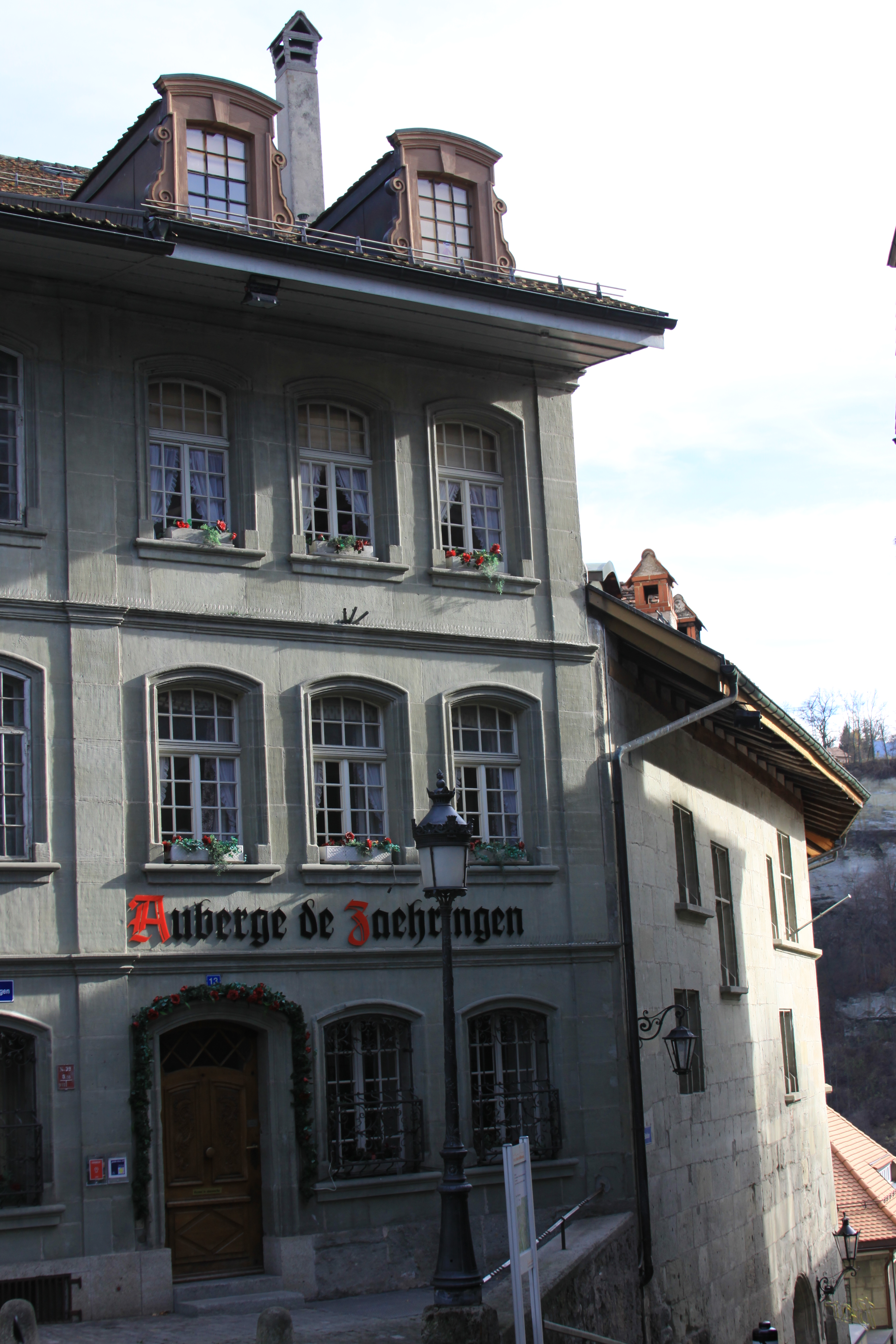
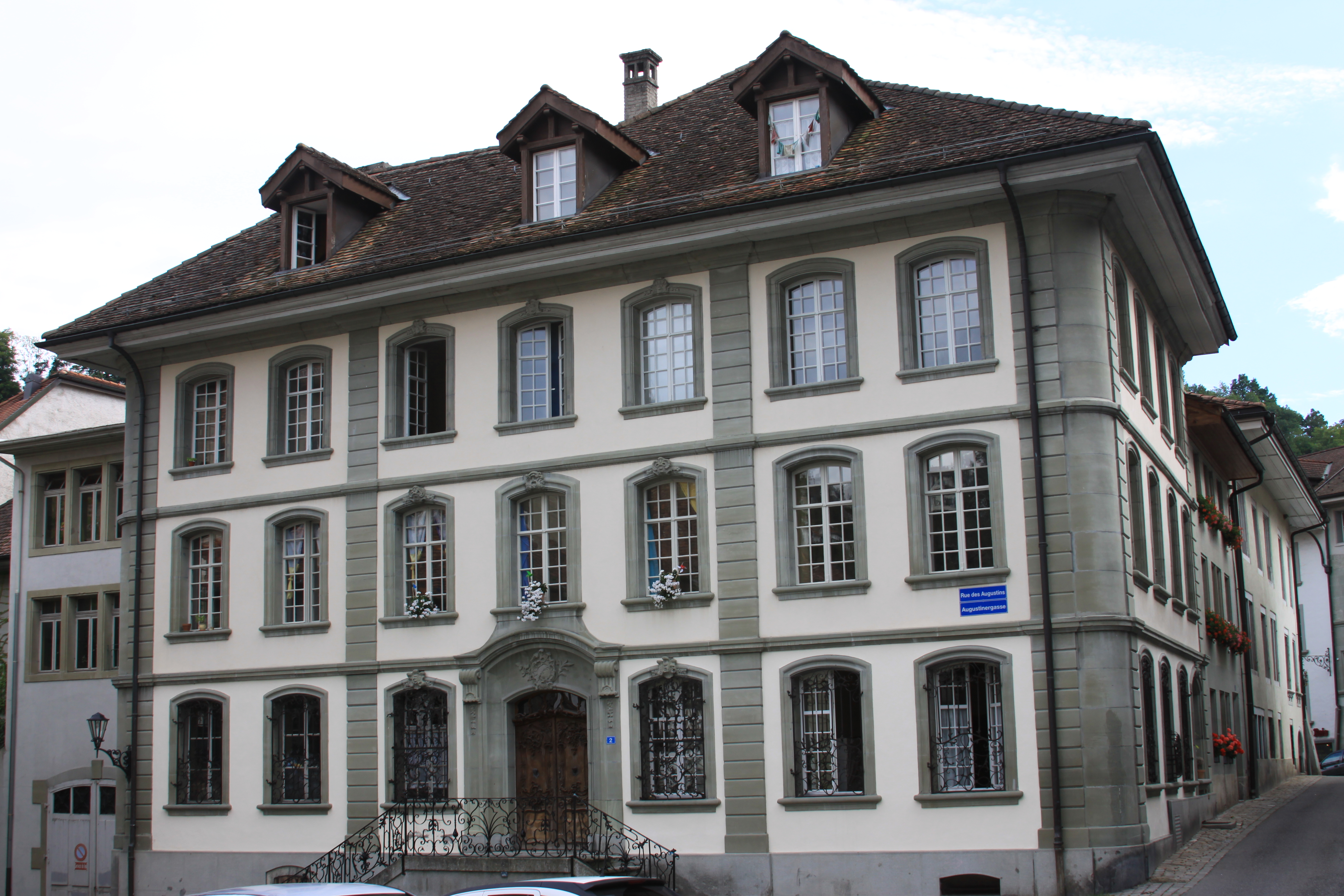
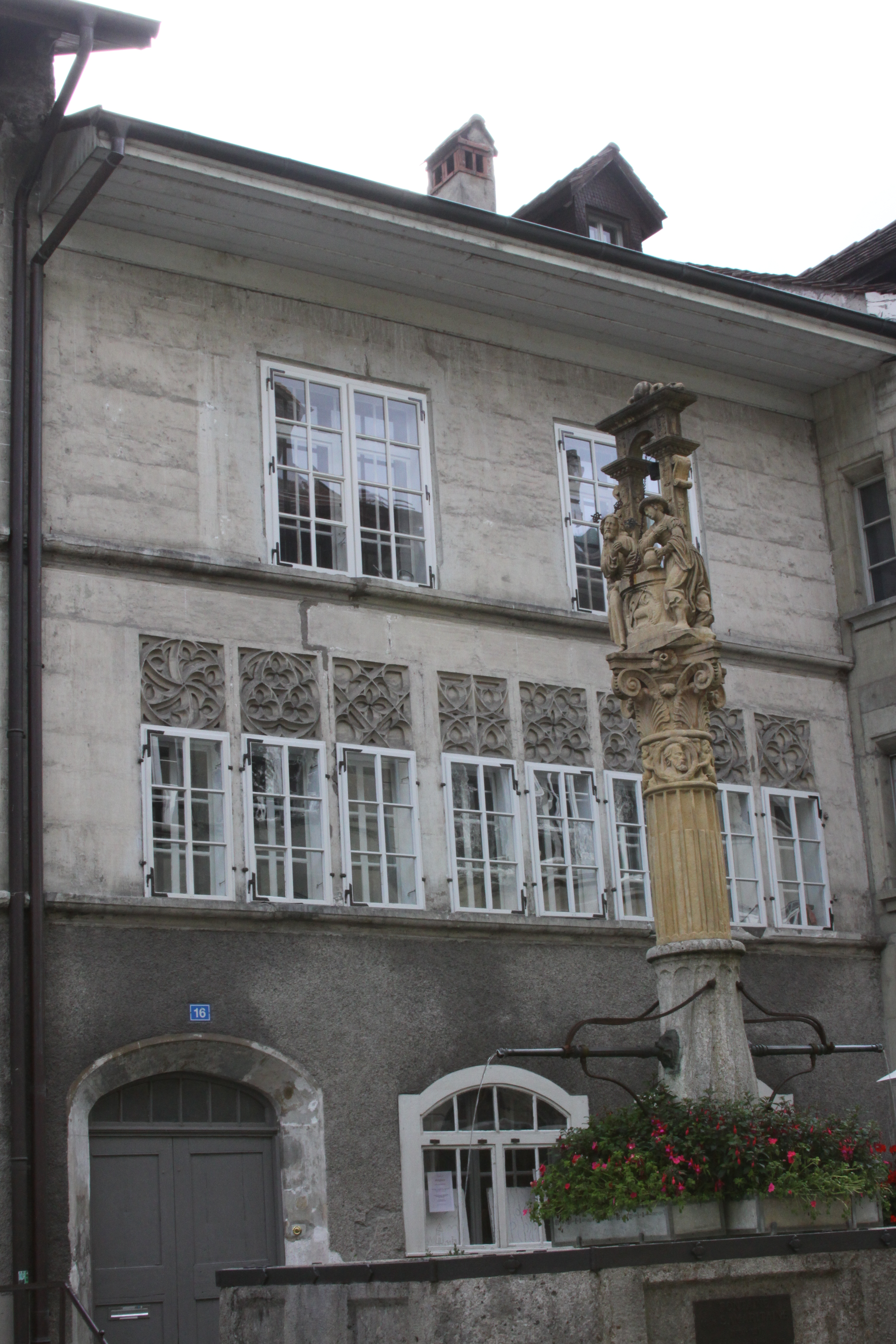
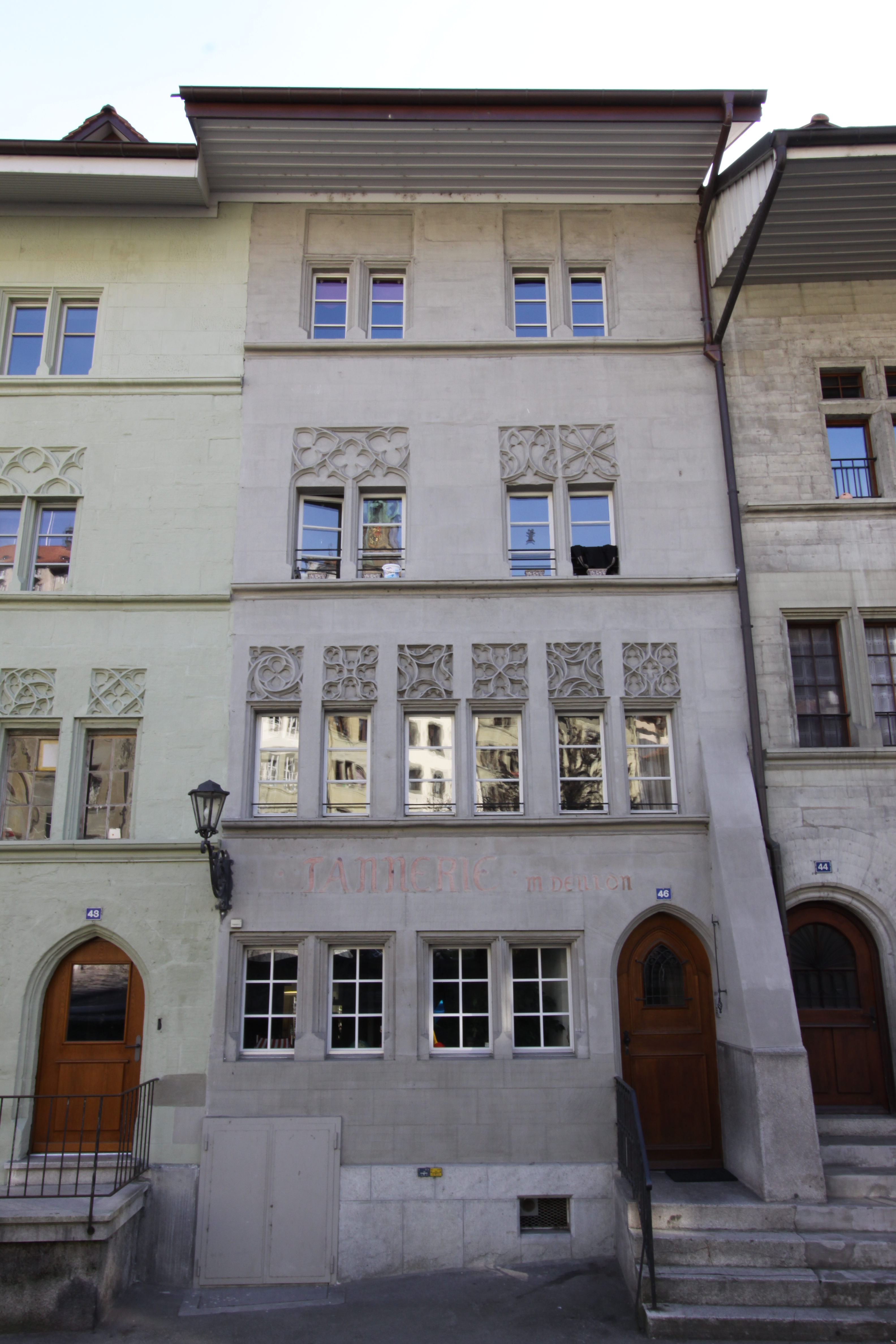
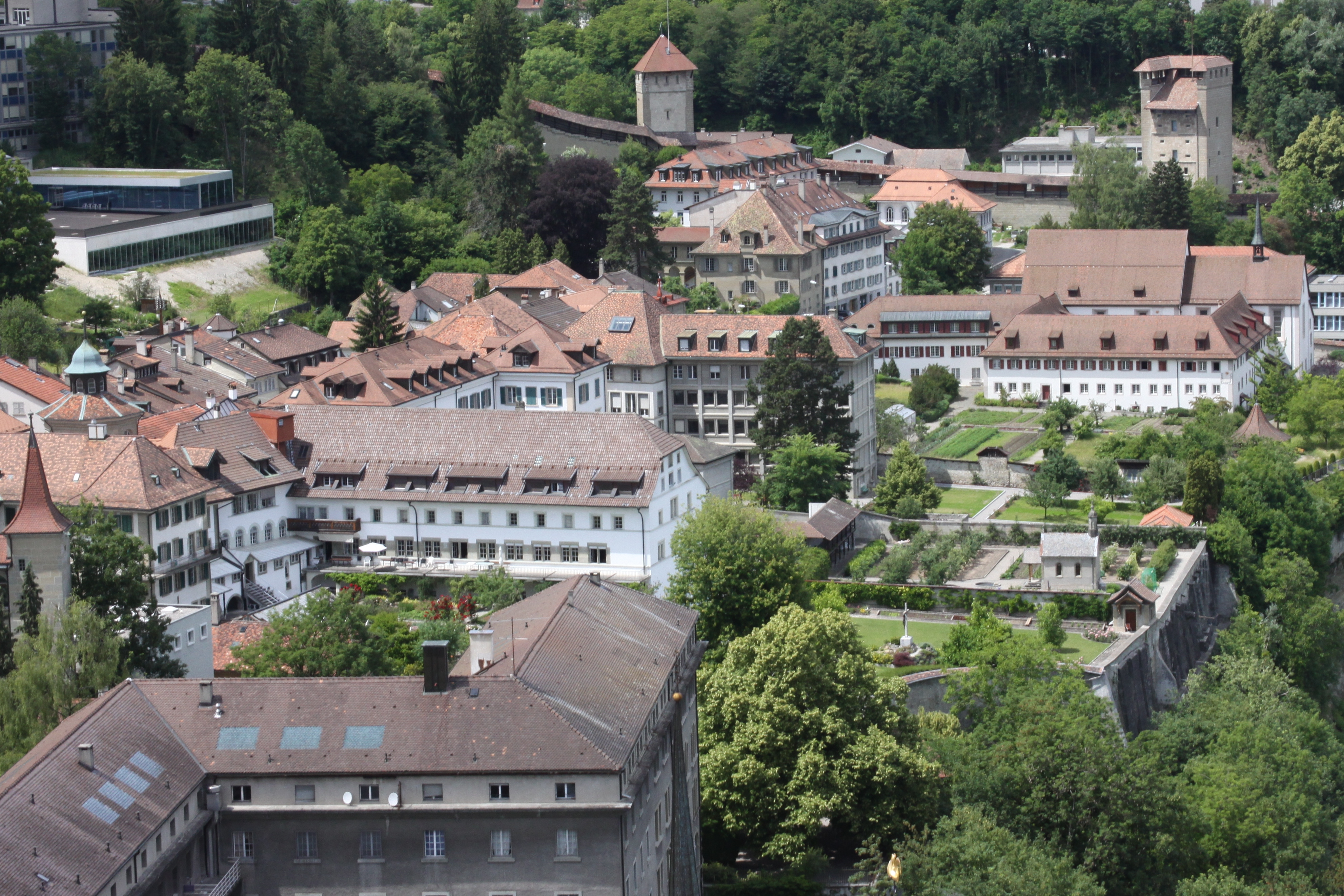
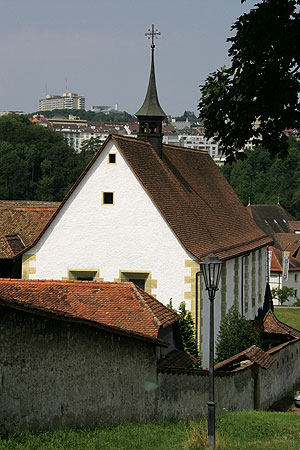
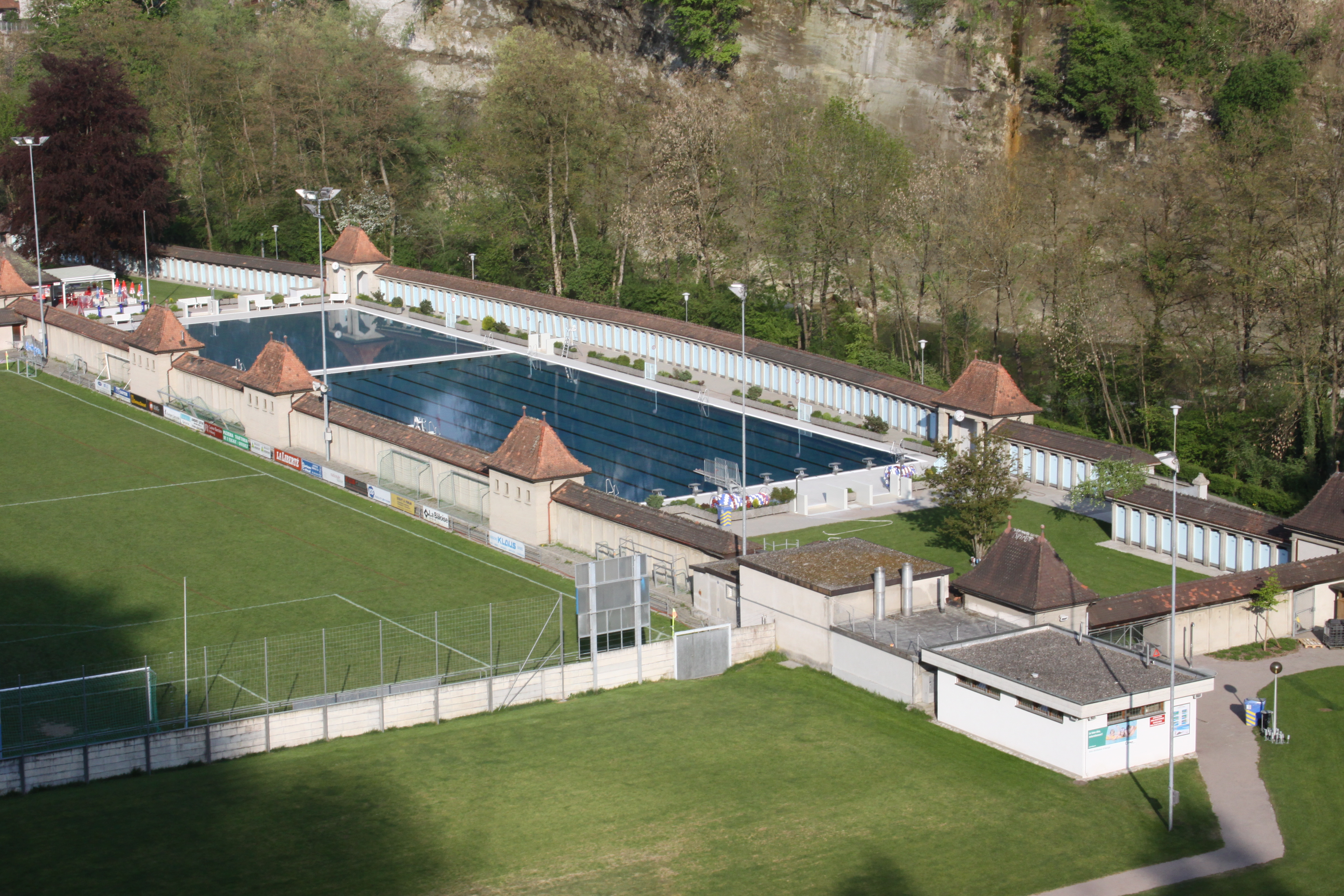
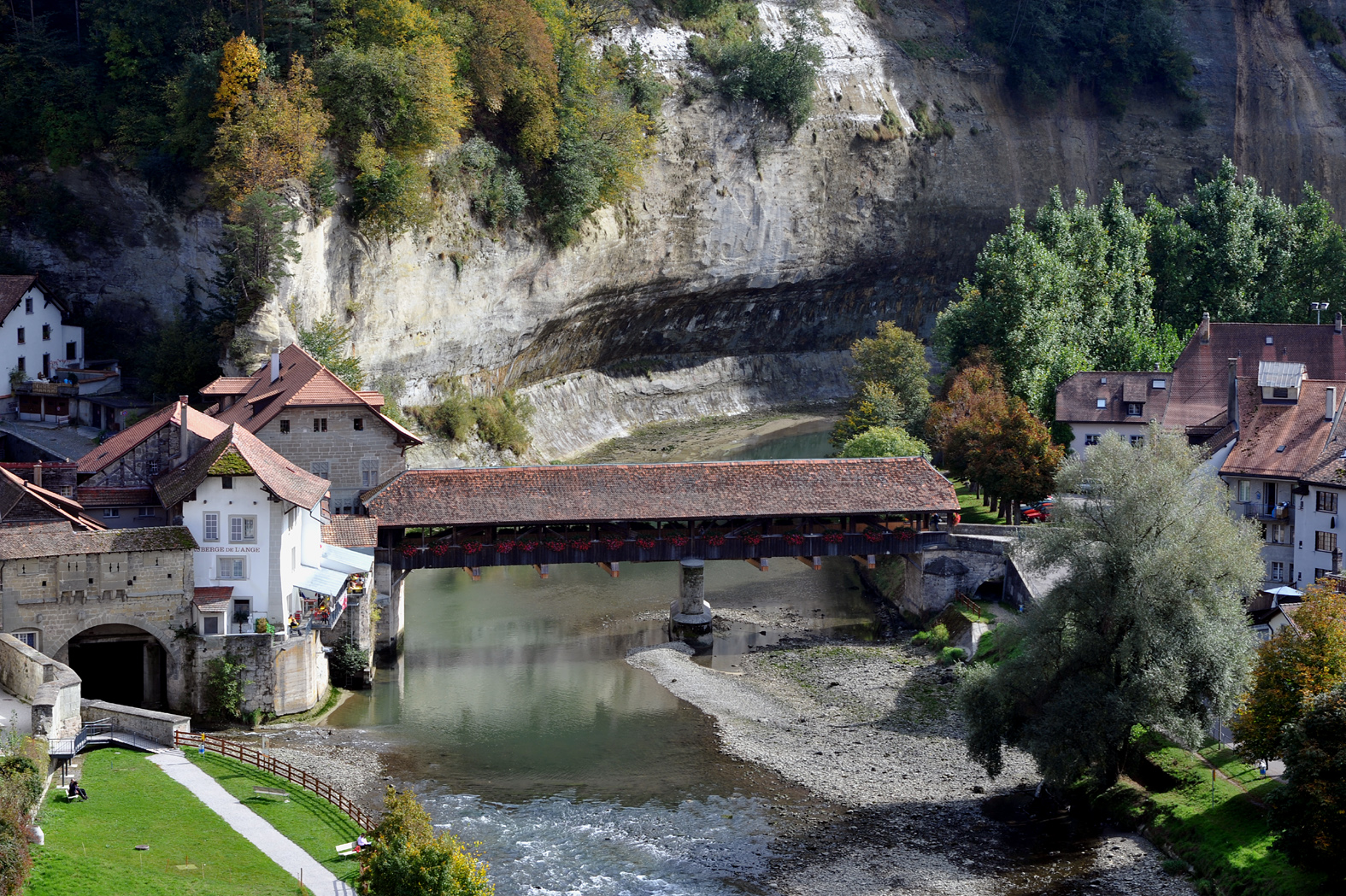
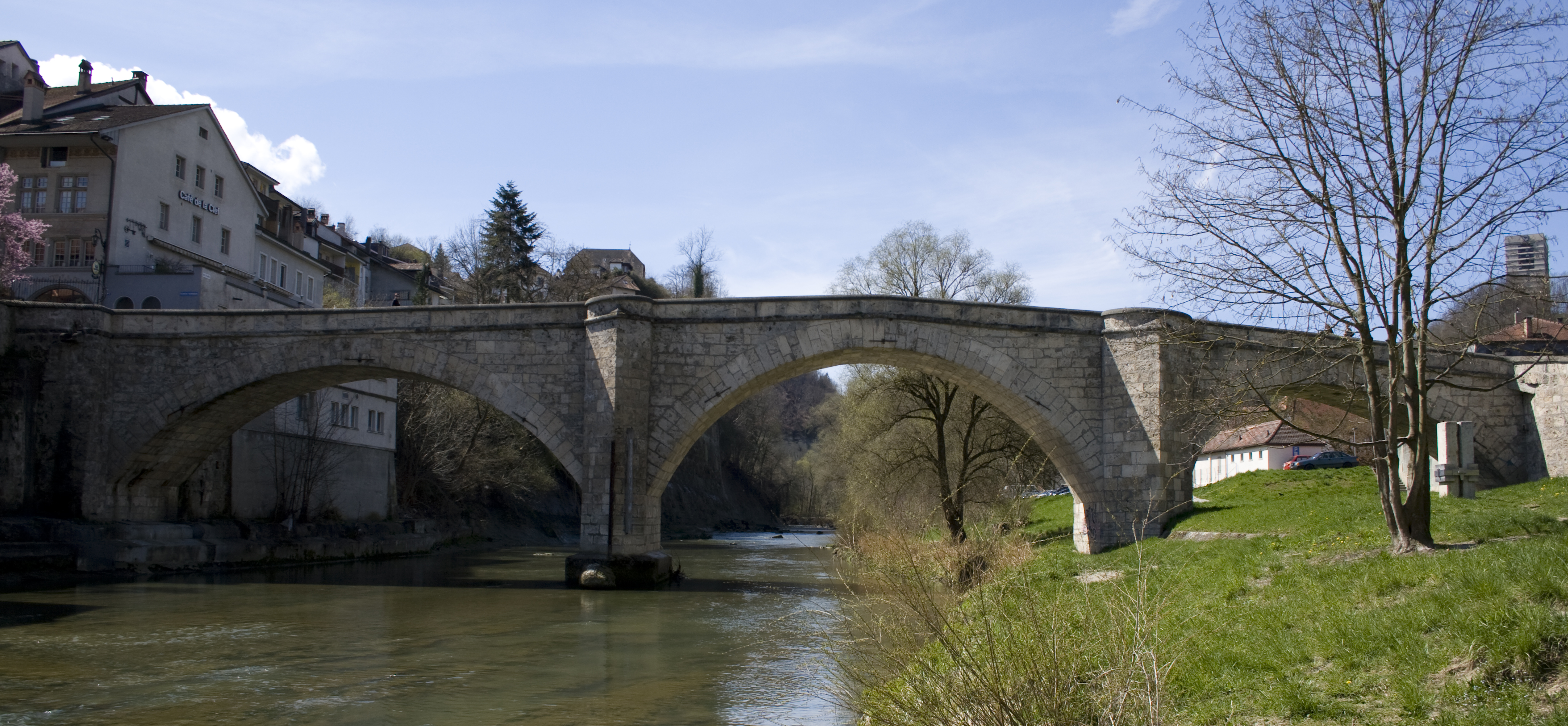
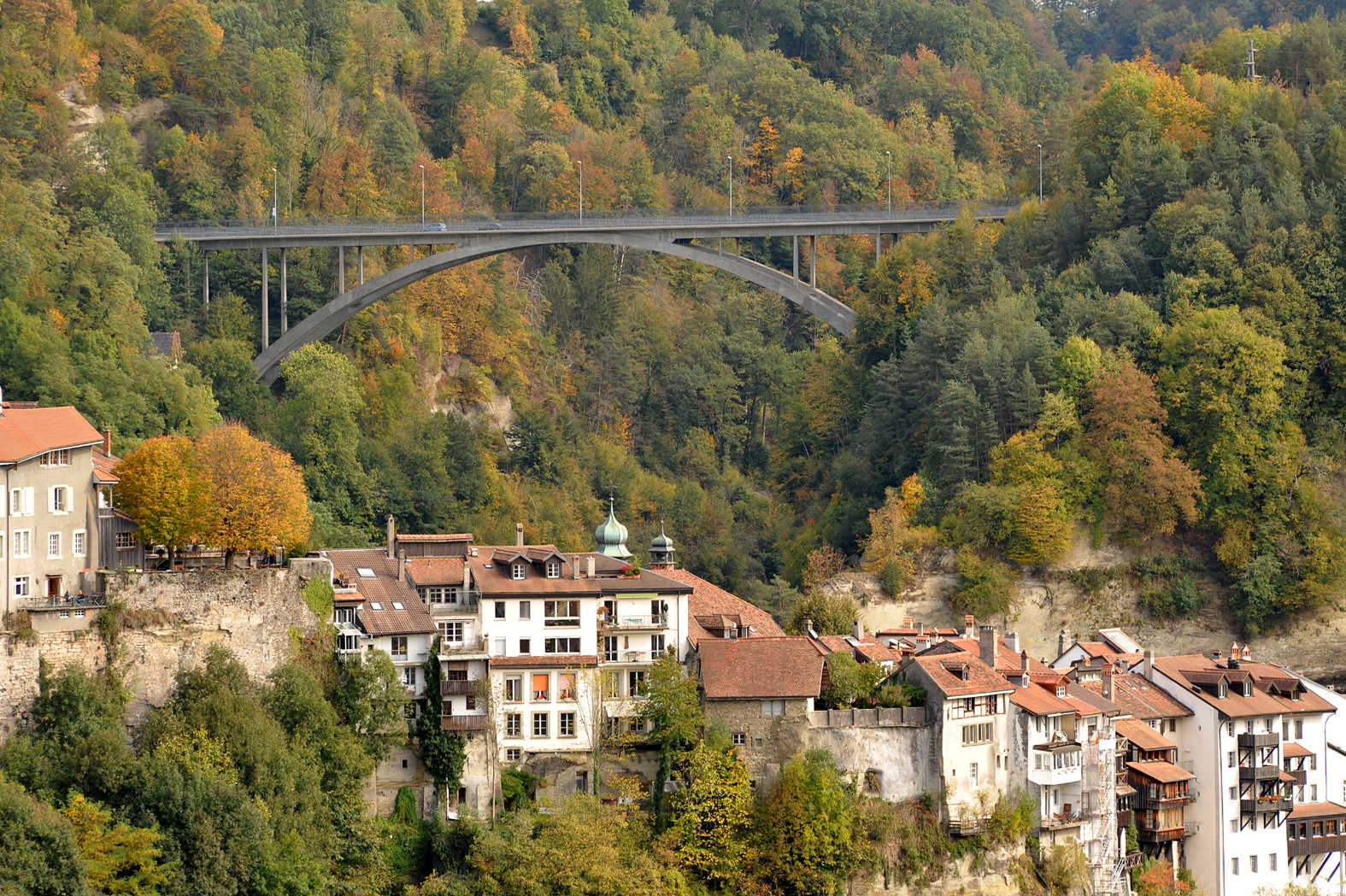
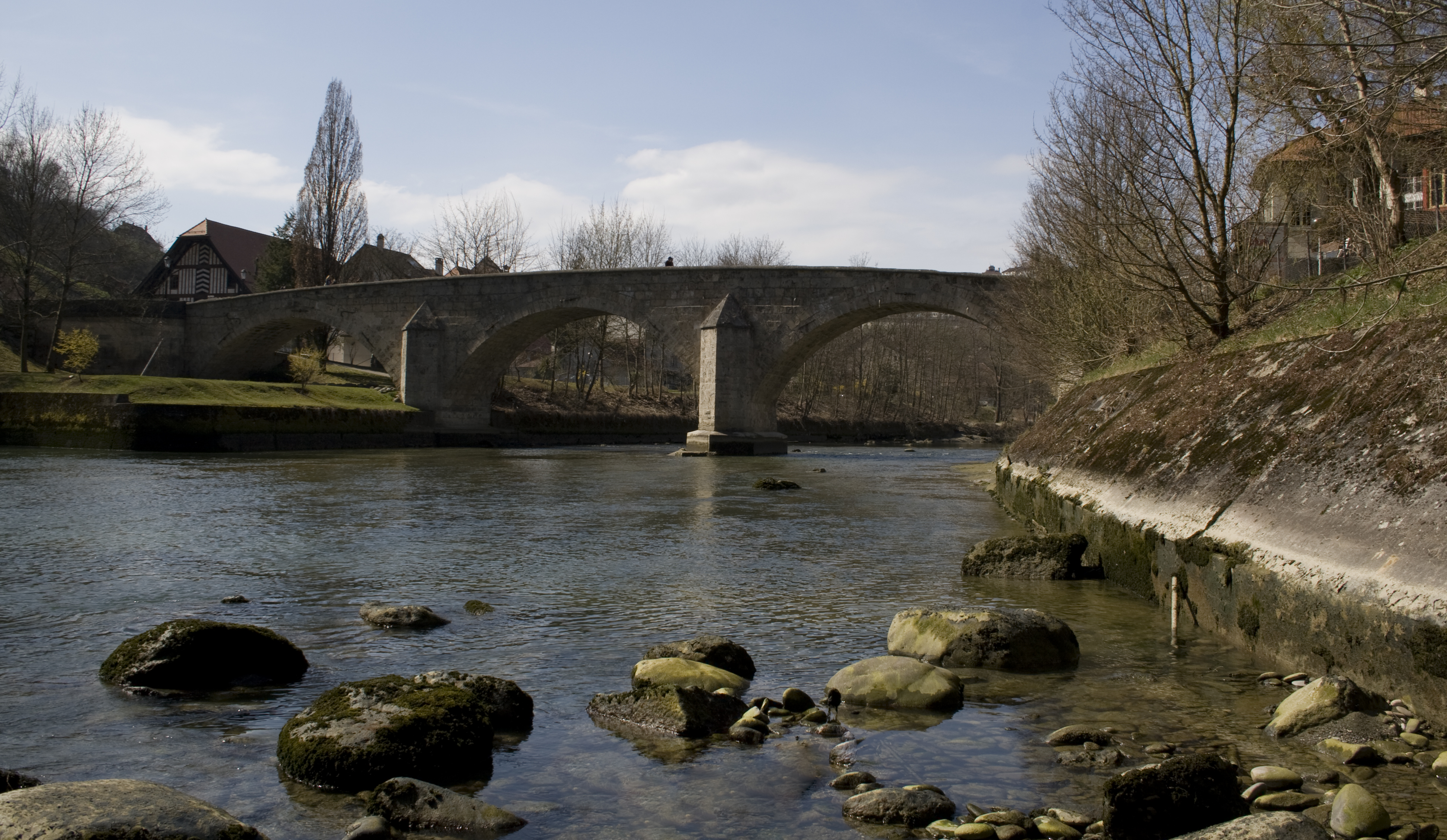
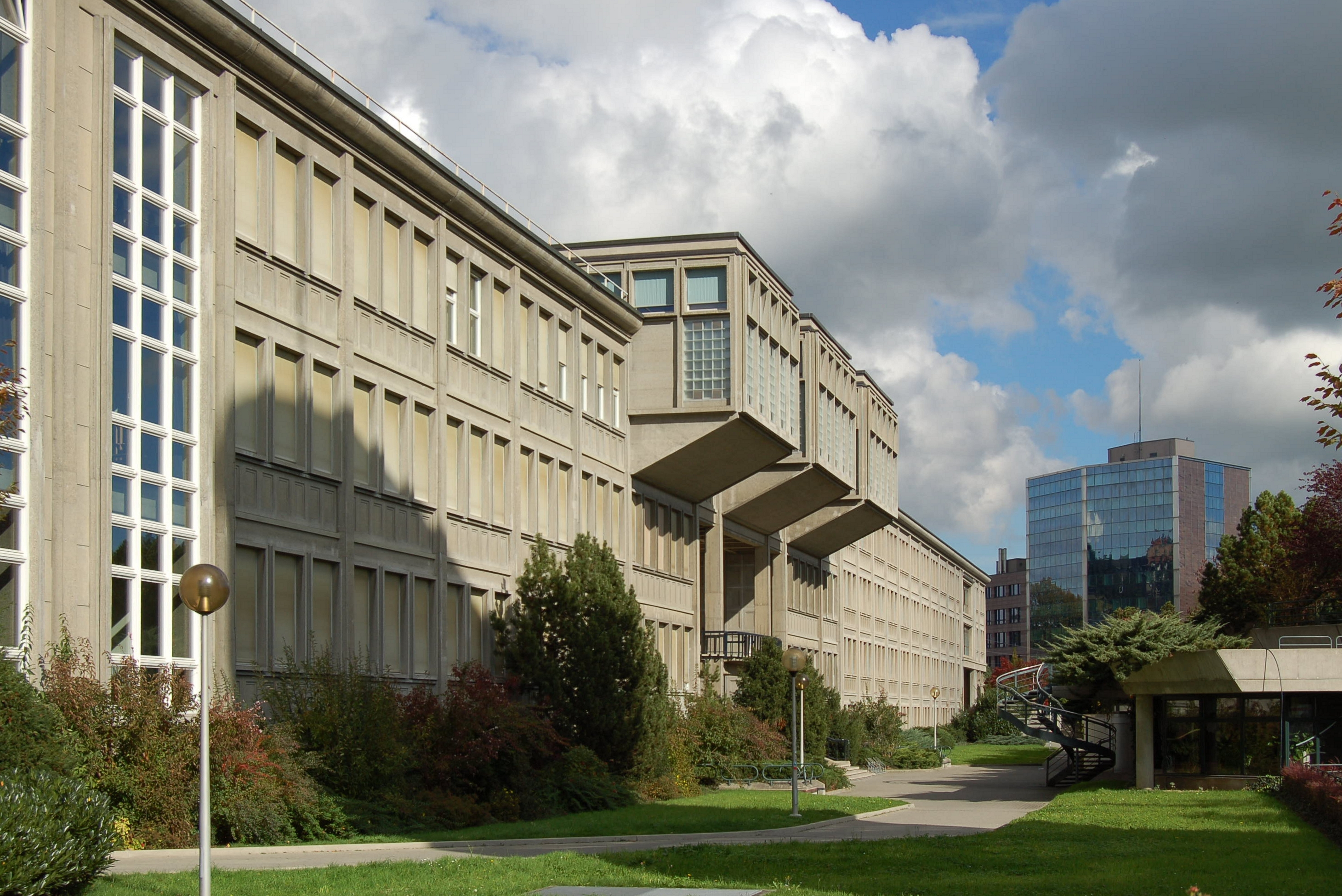
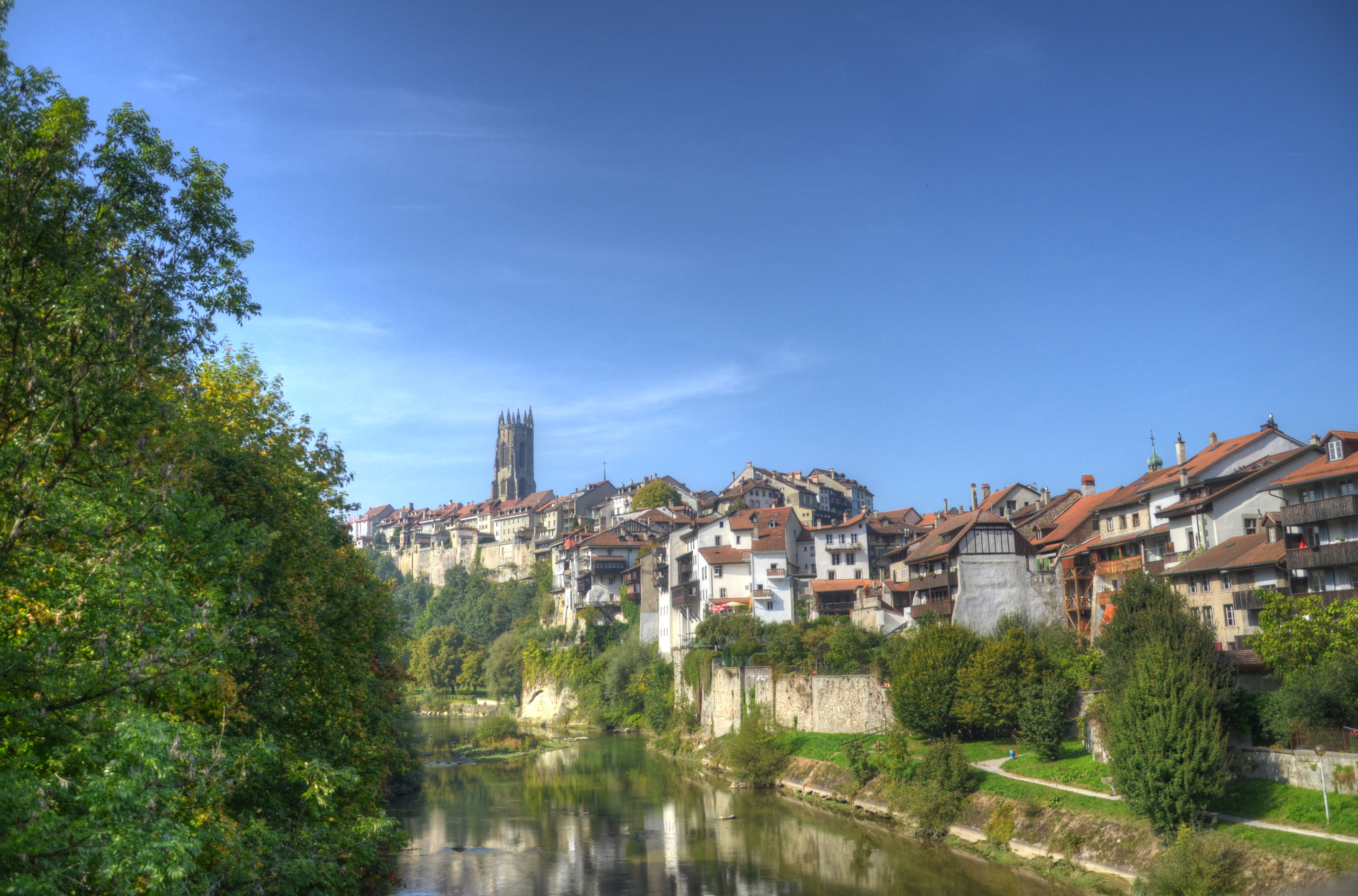
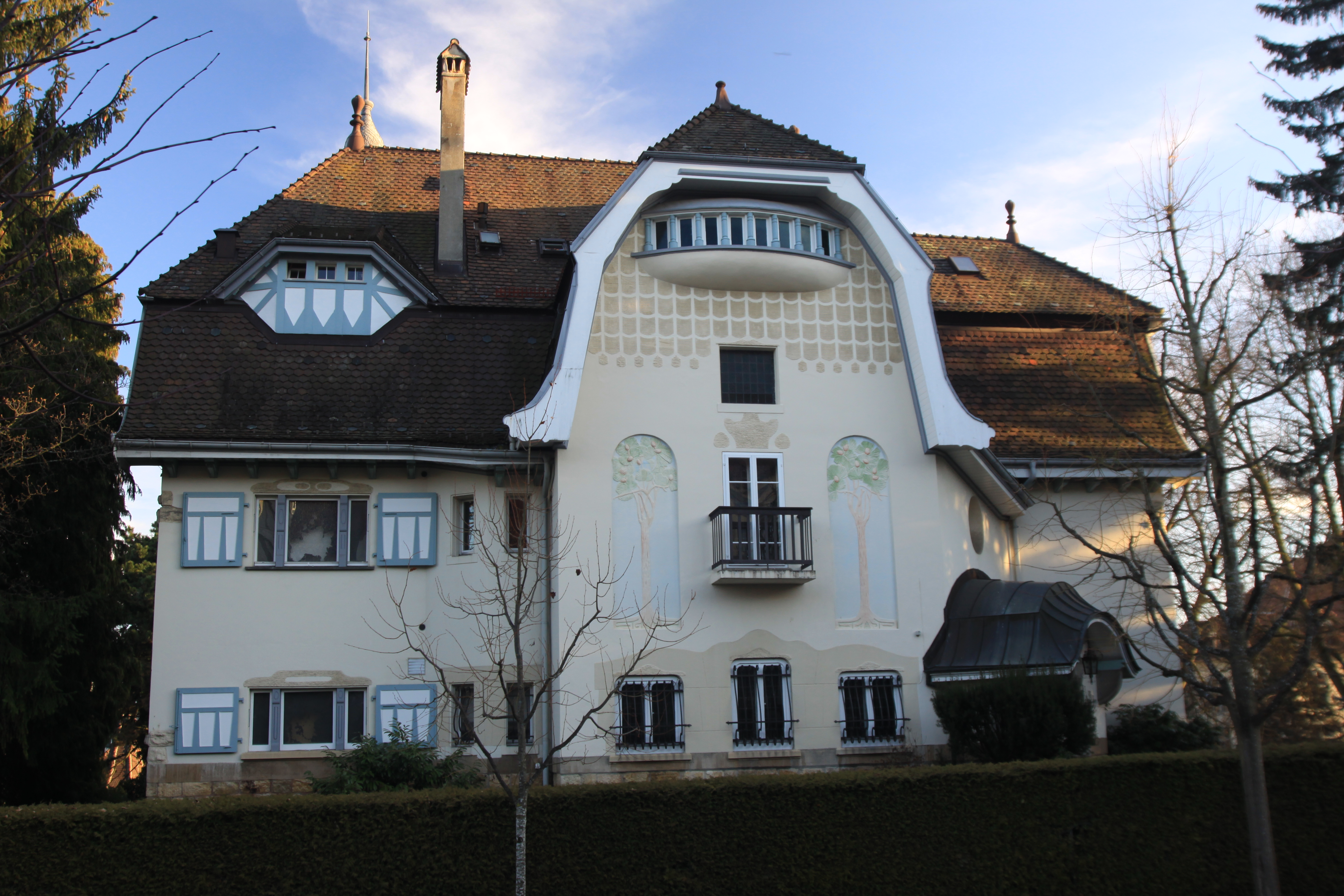

## المدن الشقيقة
- رويل-مالميزون، فرنسا منذ 10 أكتوبر 1992.[5]
- نوفا فريبورغو، البرازيل

## متنوع
الكانتون والعاصمة يشتركان في نفس الاسم ولكن بشعارات مختلفة.